# Conflicto israelí-palestino
El conflicto israelí-palestino es el conflicto social y armado en curso entre israelíes y palestinos por el control de la región histórica de Palestina, que se remonta a principios del siglo XX. El conflicto, de gran envergadura, se enmarca asimismo dentro del conflicto árabe-israelí.
En respuesta al creciente antisemitismo que se vivía en Europa, a finales del siglo XIX surgió el movimiento sionista, que defendía el establecimiento de una patria para el pueblo judío en Palestina, controlada en ese momento por el Imperio otomano. Muchos judíos emigraron allí desde ese momento, al principio en pequeñas oleadas y después masivamente al término de la Segunda Guerra Mundial a causa del Holocausto nazi.
Debido al incremento de la población judía en Palestina, aparecieron brotes de violencia cada vez más intensa entre las poblaciones judías y árabes. Como intento de solución, las Naciones Unidas aprobaron la partición de lo que había sido el Mandato británico de Palestina en dos Estados: uno judío y otro árabe. El Estado judío abarcaría un 55% del territorio del mandato, incluido el desierto del Néguev, y su población estaría formada por 500.000 judíos y 400.000 árabes. En ese momento, los judíos solo poseían el 7% de las tierras de Palestina; el Estado árabe tendría el 44% del territorio del mandato y una población de 725.000 árabes con una minoría de unos 10.000 judíos.
Los judíos aceptaron el plan de partición, mientras que los árabes lo rechazaron. Estalló entonces una guerra civil en el mandato entre judíos y árabes que desencadenó la expulsión o huida de dos tercios de la población árabe. El 14 de mayo de 1948, coincidiendo con la declaración de independencia de Israel, los Estados árabes vecinos declararon la guerra al recién creado Estado de Israel, aunque finalmente fueron derrotados por los israelíes. A la conclusión de la guerra, Israel se negó a aceptar el retorno de los más de 700.000 refugiados palestinos, que han vivido desde entonces en campamentos de refugiados y ciudades de Líbano, Siria, Jordania, la Franja de Gaza y Cisjordania, entre otros lugares. 
El término se utiliza también en referencia a las primeras fases del mismo, que enfrentó a las poblaciones judías (Yishuv) y árabes que vivían en Palestina bajo el Imperio otomano y posteriormente el mandato británico de Palestina, como parte de la partición del Imperio otomano.
Tradicionalmente se han identificado cuatro escollos principales para la resolución del conflicto: el establecimiento de fronteras seguras y definidas, el control de Jerusalén, los asentamientos israelíes y el derecho de retorno de los refugiados palestinos, a los que deben sumarse otras claves como el reconocimiento mutuo, los derechos sobre los recursos hídricos, los asesinatos de civiles palestinos , el terrorismo palestino, la libertad de movimiento palestino, la seguridad israelí y otros problemas de derechos humanos. La violencia resultante del conflicto ha llevado a diversas posturas internacionales en torno al conflicto.
Se han hecho muchos intentos para negociar una solución de dos Estados, lo que implicaría la creación de un Estado de Palestina independiente junto al Estado de Israel, concebido en su origen como un Estado judío. Otras posturas, con menos aceptación, abogan por la solución de un Estado o por la solución de tres Estados.
Dentro de las sociedades israelí y palestina, el conflicto genera una gran variedad de puntos de vista y opiniones. Esto pone de relieve las profundas divisiones que existen no solo entre israelíes y palestinos, sino también dentro de cada sociedad. Un sello distintivo del conflicto ha sido el nivel de violencia que lo ha protagonizado durante casi toda su duración. Ha habido enfrentamientos entre ejércitos regulares, grupos paramilitares, células terroristas y ciudadanos independientes. Estos enfrentamientos no se han limitado estrictamente al campo militar y han causado un gran número de víctimas mortales en la población civil de ambas partes.
Hay importantes actores internacionales involucrados en el conflicto. Las dos partes que participarían en las conversaciones directas de paz en caso de que las hubiere serían el Gobierno de Israel, actualmente liderado por Benjamín Netanyahu, y el Estado de Palestina, actualmente presidido por Mahmud Abbas. El Cuarteto de Madrid sobre Oriente Medio, compuesto por un enviado especial de los Estados Unidos, otro de Rusia, un tercero de la Unión Europea y un cuarto de las Naciones Unidas, media en las negociaciones oficiales. La Liga Árabe es otro actor importante que ha propuesto un plan de paz alternativo. Egipto, miembro fundador de la Liga Árabe, ha sido históricamente un factor importante.
A raíz de la victoria de Hamás en las elecciones parlamentarias de 2006 y de su toma del poder en la Franja de Gaza en junio de 2007, el control real de Palestina se ha dividido en dos. Por una parte Fatah (componente principal de la OLP y de la Autoridad Nacional Palestina) que predomina en Cisjordania. Por otra parte, Hamás controla la Franja de Gaza. Esta división ha provocado el colapso del gobierno palestino. Desde entonces no se han convocado nuevas elecciones en Palestina. Otra consecuencia ha sido que la Franja de Gaza está sometida, desde entonces, a bloqueo económico y comercial por parte del estado de Israel y el de Egipto, que ha provocado una crisis humanitaria en la zona.
Desde 2011, el Estado de Palestina ha obtenido cierto reconocimiento internacional, al ser aceptado, en 2011 en la Unesco y en 2012, como Estado observador en la ONU. En 2014 obtuvo el apoyo de la Unión Europea para ser aceptado como Estado, y el mismo año Palestina reconoció a la Corte Penal Internacional.
Dos conflictos recientes han producido gran número de víctimas civiles, durante el conflicto de Gaza de 2014 y el conflicto de Gaza de 2021.

## Fundamentos históricos del conflicto

Mapa basado en el Libro de Josué entre el 1200 y el 1050 a. C. donde se sitúan las doce tribus de Israel previo a la unificación y al sudoeste el territorio ocupado por la Pentápolis filistea.

Más allá de la coyuntura política que bajo el control británico originó el conflicto, ambas posturas recurren a reclamaciones históricas para justificar sus derechos sobre los territorios en litigio. El Estado de Israel fundamenta su existencia en la necesidad de un Estado judío que no solo represente y acoja a dicha colectividad sino también que cumpla con las exigencias propias de la fe de dicha religión, puesto que en el judaísmo se habla del pueblo hebreo como el pueblo elegido de Dios e Israel se trataría de su tierra prometida. Este concepto de colectividad judía se auto-reivindica como descendiente del antiguo pueblo hebreo, así como también hay reivindicaciones acerca de la ampliación del actual Estado de Israel a sus fronteras bíblicas descritas en el libro del Génesis 15:18-21, que supondría una ampliación considerable de los territorios israelíes y la anexión de naciones enteras correspondiente con el concepto de Gran Israel.
En tanto, los palestinos se fundamentan en los casi trece siglos de dominación musulmana (638-1920) sobre la región de Palestina, que estuvo controlada consecutivamente por los califatos ortodoxo, omeya, abasí y fatimí, los turcos selyúcidas, los mamelucos y el Imperio otomano. Además, argumentan que la presencia judía en la región se basa principalmente en la inmigración masiva de judíos desde finales del siglo XIX y todo el siglo XX, a raíz de la popularización del sionismo, así como en la expulsión de más de 700 000 palestinos antes, durante y después de la guerra árabe-israelí de 1948, en un fenómeno conocido como la Nakba, y de otros muchos palestinos y musulmanes en general desde el inicio del conflicto. 
Ambas colectividades, judíos israelíes y palestinos, se auto-reivindican como descendientes de dos pueblos antiguos que habitaron la región, los hebreos y los filisteos, y utilizan esa reivindicación como fundamentación histórica para reclamar como propio el territorio. Sin embargo, ninguno de estos pueblos antiguos, hebreos y filisteos, tiene sus orígenes en el Levante mediterráneo sino que se asentaron parcialmente en la región desplazando o conquistando a los cananeos, sus primeros habitantes. Según las Biblia y las tradiciones hebraicas (orales y escritas), los hebreos son originarios de Mesopotamia, en tanto los filisteos, denominados como uno de los pueblos del mar, llegaron desde el mar Mediterráneo y su origen no ha podido ser determinado hasta ahora, si bien se suele hablar de Creta como su tierra de origen.
Según los textos bíblicos y hebraicos, los filisteos llegaron y se asentaron en la región constituyendo una pentápolis al sudoeste de los territorios donde los hebreos se habían establecido, entre el Reino de Israel y el Antiguo Egipto, y manteniendo conflictos con ambas naciones. Por su parte, según la Biblia, los hebreos se habrían restablecido en Canaán dos siglos antes de la llegada de los filisteos, poco después del éxodo. Ambos pueblos serían conquistados por babilonios y asirios y, posteriormente, por persas, macedonios y romanos. Luego de una breve independencia hebrea, el Imperio romano invadió y conquistó la región, constituyendo varias provincias: Samaria, Galilea, Perea y Judea; esta última unía los territorios del antiguo Reino de Judá con el que correspondía a los filisteos, que cortaba a Judá la salida al mediterráneo. La dificultad de los romanos para mantener su hegemonía sobre los hebreos y las constantes revueltas provocaron la toma de medidas cada vez más extremas y, tras la rebelión de Bar Kojba, el Imperio romano optó por prohibir y castigar muchas de las tradiciones hebreas con la intención de hacer desaparecer la identidad hebrea, provocando así también un supuesto éxodo masivo de hebreos. El imperio, asimismo, optó por modificar la división territorial en este contexto y así las provincias que hacían alusión al territorio hebreo se unieron en una única gran provincia, la provincia de Siria y optaron por recurrir a la antigua identidad del pueblo filisteo, reemplazando el nombre de la provincia de Judea por el de Palestina. Cabe destacar que a estas alturas hacía siglos que los filisteos habían perdido su identidad y se habían asimilado a los cananeos y a otros pueblos conquistadores como los babilonios; sin embargo, la denominación de Palestina como región geográfica persistió en el tiempo y dicha división administrativa fue adoptada y utilizada por casi todos los poderes políticos que ocuparon la región durante los siguientes dos milenios.
Sin embargo existe una realidad y es que la reivindicación de ambas colectividades sobre dichos pueblos antiguos es en cierta forma limitada; como hemos dicho, ninguno de los dos pueblos antiguos es originario de la región sino que la ocuparon y combatieron entre sí hasta ser conquistados por terceros y, además, no existe una relación directa entre las comunidades actuales y aquellos pueblos ya que tanto los filisteos como los hebreos desaparecieron como pueblos, los actuales judíos heredaron cierto legado cultural de los antiguos hebreos pero se trata de una colectividad difusa que si bien es heredera de costumbres y creencias antiguas fueron muy influenciados por la cultura y las costumbres de los pueblos nativos de los múltiples lugares a donde emigraron las primeras comunidades y con quienes se mezclaron, generando divisiones en grupos con diversos orígenes y grupos con costumbres distintas entre sí dentro de la propia judeidad tan variados como los asquenazí de Europa Central y Oriental emparentados con pueblos germánicos y sobre todo eslavos y caucásicos, que tienen hasta su lengua propia, el yidis, hasta los Beta Israel, los etíopes o los youtai en China.

## Períodos de conflicto
Desde el siglo XIX el conflicto israelí-palestino, comenzó a internacionalizase, debido al auge del movimiento sionista y a las sucesivas migraciones masivas de población judía (aliá) a territorio Palestino. La caída del imperio otomano estuvo acompañada de los nacionalismos, del sentimiento común de los árabes, y marcó el comienzo de los conflictos que perduran hoy día.
Durante el período de dominio otomano, los árabes del Eyalato de Siria eran parte de los territorios árabes que estaban bajo el imperio otomano. Durante ese período, las diferencias entre judíos y árabes palestinos tenían un cariz principalmente económico y religioso, no nacional, y los conflictos intercomunitarios eran escasos.

### sigloXIXa 1917

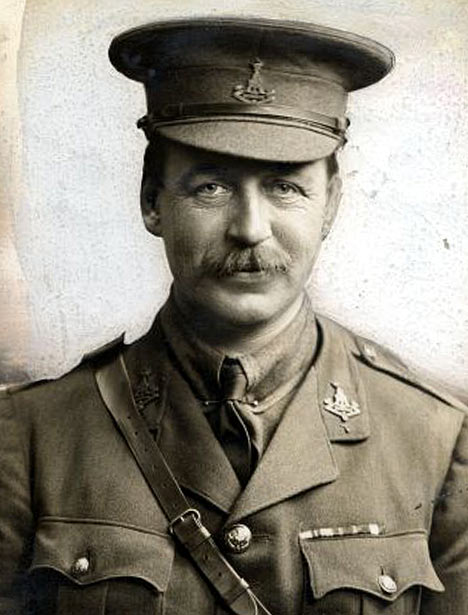
Mark Sykes

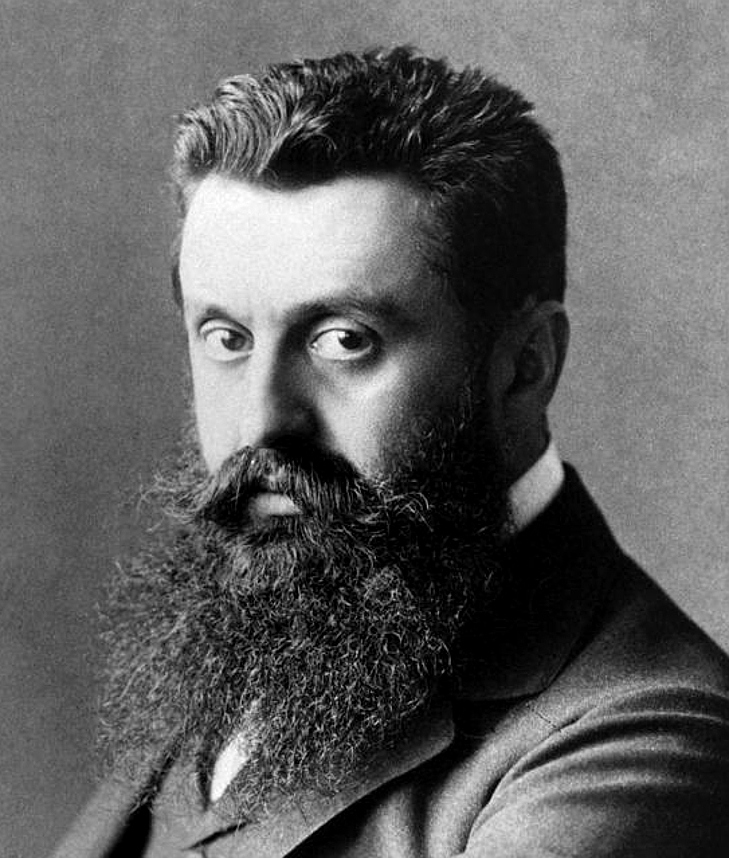
Theodor Herzl

A finales del siglo XIX se desarrolló en Europa la doctrina del sionismo, que promovió la emigración de los judíos a Palestina, para crear allí un Estado propio y liberarse así del creciente antisemitismo existente en Europa. 

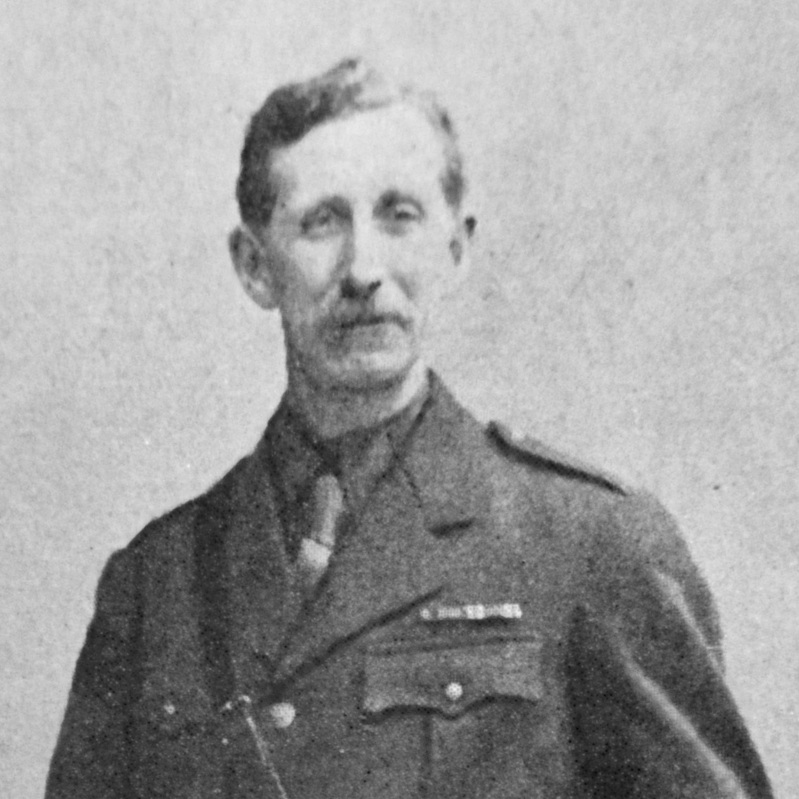
François Georges-Picot

#### Aparición del sionismo
Como respuesta al antisemitismo existente en Europa, en 1881 apareció en Rusia el movimiento Amantes de Sion, creado por León Pinsker, con la intención de retornar a Sion al pueblo judío, de su diáspora. Pinsker, también publicó en 1882 su panfleto llamado Autoemancipación, analizando el problema.
En 1896, el escritor austro-húngaro Theodor Herzl publica su libro El Estado Judío, en el que se concreta la necesidad y esboza la estructura de un futuro Estado Judío, como solución al antisemitismo existente en el mundo. Esto supuso un impulso ideológico notable al pensamiento sionista que ya existía anteriormente. Aunque ya se había escrito sobre el asunto, hasta entonces no había obtenido la notoriedad y alcance social para movilizar a la población judía del mundo. Causó mayor impacto debido a su sencillez, el entusiasmo que consiguió transmitir en su texto, y las circunstancias sociales del momento; como el Caso Dreyfus, que evidenció un auténtico problema social en Europa, pendiente de afrontar, y que a su vez impactó también en Herzl. En su texto Herzl propone dos posibles territorios para el establecimiento del Estado Judío: Argentina y Palestina.

La Argentina es, por su naturaleza, uno de los países más ricos de la tierra, de superficie inmensa, población escasa y clima moderado.

Palestina es nuestra inolvidable patria histórica. Su solo nombre sería, para nuestro pueblo, un llamamiento poderosamente conmovedor.
El Estado Judío,  Theodor Herlz

En el verano de 1897, Herzl convoca el Primer Congreso Sionista, en el que se crearía la Organización Sionista Mundial, fijando como objetivo principal la creación en Palestina de una patria para el pueblo judío.

#### Rebelión árabe

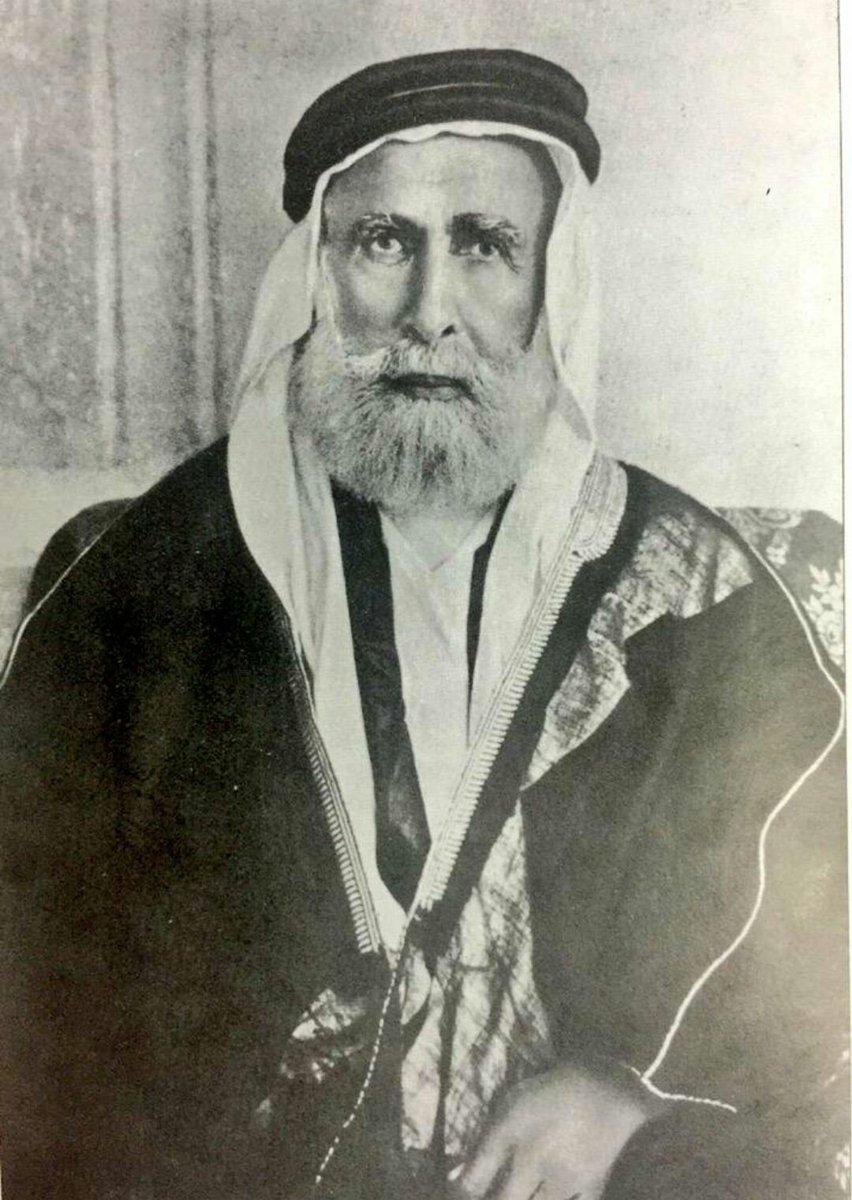
Husayin ibn Ali

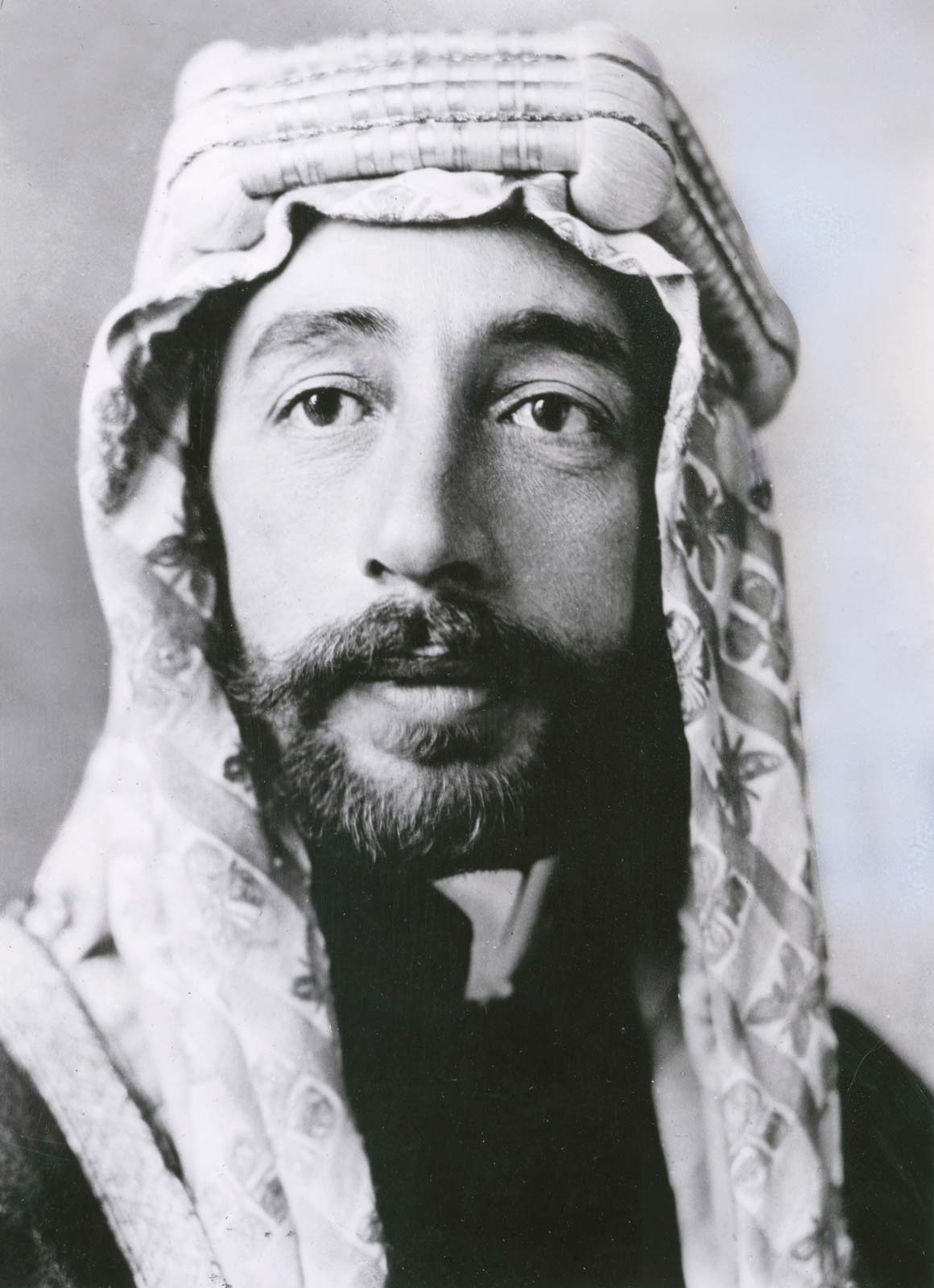
Emir Faisal líder árabe

En 1915, Reino Unido necesitaba aliados en la Primera Guerra Mundial. El Secretario de Estado para la Guerra británico, Lord Kitchener, envió una carta al Jerife de Meca, Jusayin Ibn Ali, invitándole a unirse a la guerra contra el imperio turco. Las negociaciones continuaron mediante la llamada Correspondencia Husayn-McMahon. En ella se ofrecía a los árabes apoyo a su rebelión y el reconocimiento de un Estado Árabe en la zona.

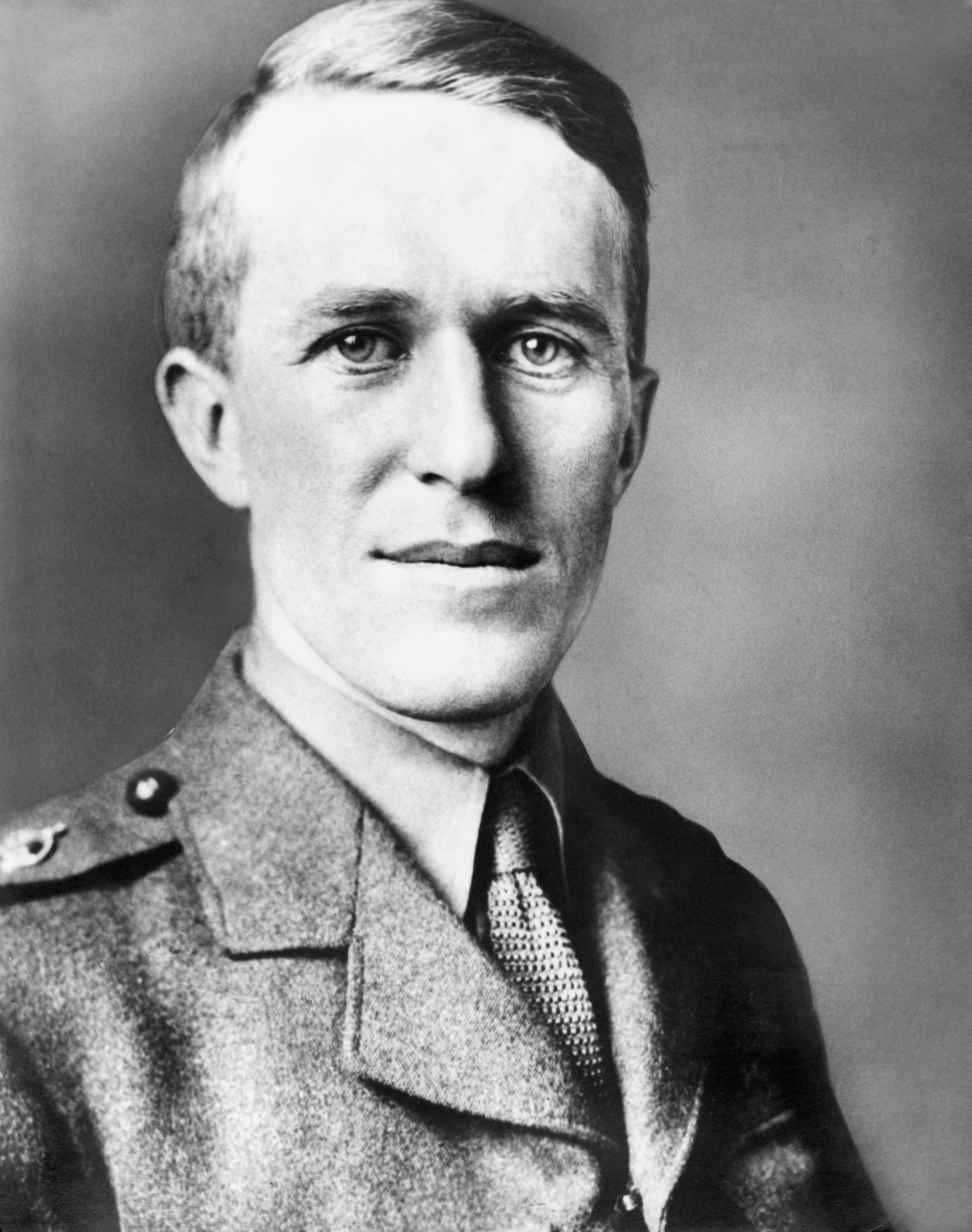
Lawrence de Arabia

Bandera de la Revuelta Árabe, con Colores panárabes

En junio de 1916, estalla la Rebelión árabe, iniciada por Husayn ibn Ali, contra el imperio otomano, con la intención de crear un estado árabe unificado. Este movimiento estaba alimentado ideológicamente por un Renacimiento Cultural (Nahda) y toma de conciencia de una cultura común árabe. 
En ella participó el oficial británico Thomas Edward Lawrence (Lawrence de Arabia), como Oficial de enlace y coordinador de las fuerzas árabes, en apoyo de los objetivos de los aliados contra el Imperio Turco.

Fue una guerra árabe llevada a cabo y dirigida por árabes, y con un objetivo final árabe en Arabia.
Los siete pilares de la sabiduría. T. E. Lawrence

La rebelión duró hasta 1919 y se vio extinguida por la entrada en vigor del previo Acuerdo secreto Sykes-Picot (1916), que repartía los territorios conquistados entre Francia y Reino Unido, como potencias ganadoras de la Guerra.

#### Aliás
Son uno de los factores principales del conflicto palestino-israelí. La serie de aliyás llevaron, de manera progresiva y constante, a miles de judíos europeos a la Palestina otomana primero, y al Mandato británico de Palestina después. Sin embargo, durante el periodo de guerra, las autoridades del Imperio otomano detuvieron casi por completo la emigración judía.
En 1882 la población estaba formada por mayoría musulmana:
- Musulmanes: En torno a un 85%,
- Cristianos: En torno a un 9%
- Comunidad judía indígena: No superaba el 3%, unos 24.000 miembros, concentrada principalmente en Jerusalén, Hebrón, Tiberíades y Safad.Posible Redistribución del Imperio Otomano, noviembre 1918

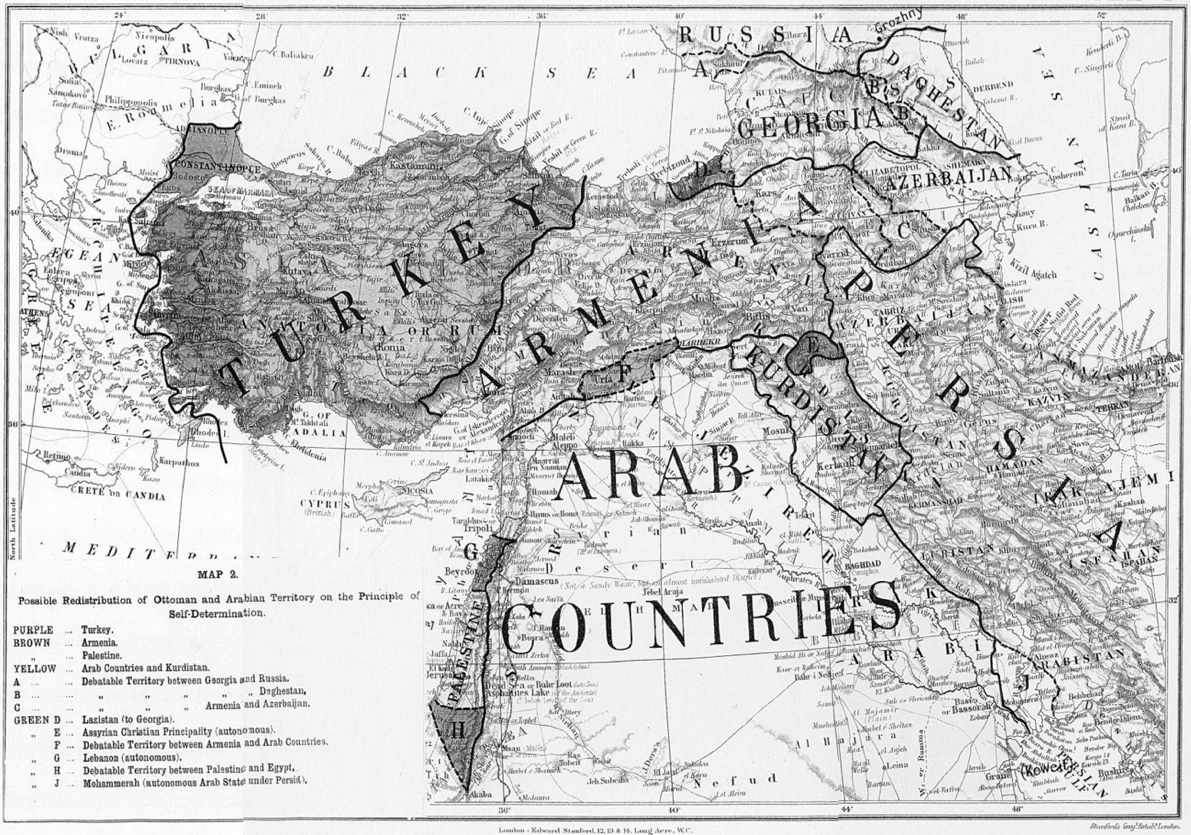
Posible Redistribución del Imperio Otomano, noviembre 1918

Comenzaron entonces los movimientos masivos de población judía hacia palestina:
- La Primera Aliyá (1881-1903)[10] llevó a unos 35.000 judíos a Palestina provenientes principalmente de Europa Oriental y de Yemen.[11]
- La Segunda Aliyá tuvo lugar entre 1904 y el comienzo de la Primera Guerra Mundial, en 1914. En ella, unos 40.000 judíos emigraron a Palestina, en su mayoría desde el Imperio ruso.

A partir de 1882, la población árabe de Palestina comenzó a sentir inquietud ante el incremento de la inmigración judía. La prensa e intelectuales comenzaron a condenar abiertamente el sionismo.

### 1917 a 1947
La caída del Imperio turco permitió el reparto de Palestina entre las potencias vencedoras. Reino Unido fue el principal promotor de la creación del Estado Judío en Palestina.

#### Declaración de Balfour

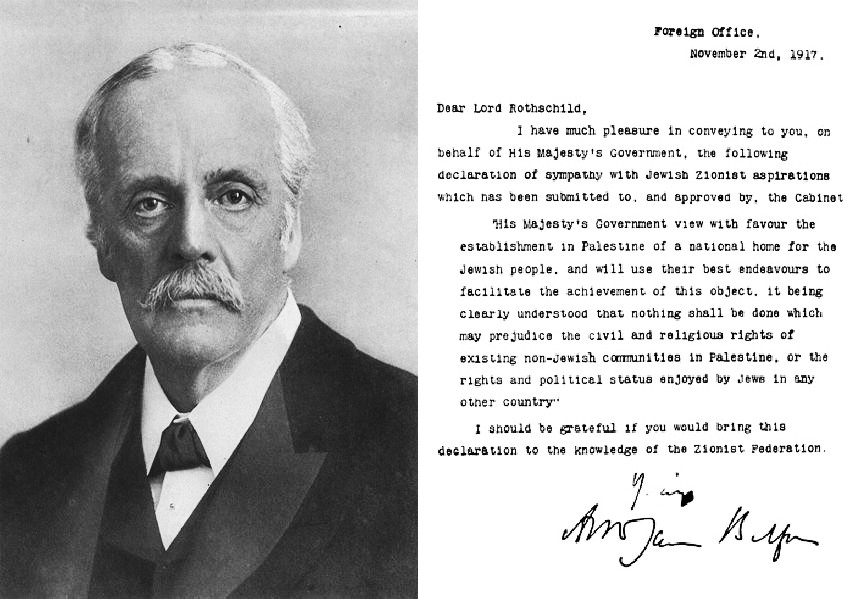
Arthur Balfour y su declaración

El 2 de noviembre de 1917. El ministro de Relaciones Exteriores británico, Arthur Balfour, tras años de presiones del líder sionista Jaim Weizmann, publica un documento que pasaría a la historia con el nombre de la Declaración Balfour.
Este documento expresa la disposición del gobierno británico a favor del establecimiento de un "hogar nacional para el pueblo judío" en Palestina. Muchos historiadores y estudiosos lo referencian como el origen del actual conflicto palestino y árabe, respecto a Israel.

El gobierno de Su Majestad ve con buenos ojos el establecimiento en Palestina de una patria para el pueblo judío, y dedicará sus mejores afanes a facilitar la consecución de ese objetivo, en el bien entendido de que no deberá hacerse nada que pudiera perjudicar los derechos civiles y religiosos de las comunidades no judías que ya existen en Palestina, ni los derechos ni la posición política de que hoy disfrutan los judíos que residen en cualquier otro país.
Arthur Balfour, Ministro Asuntos Exteriores

La derrota otomana en la Primera Guerra Mundial llevó consigo el establecimiento del Mandato británico de Palestina, que se hizo oficial por comunicado de la Sociedad de Naciones el 12 de agosto de 1922.

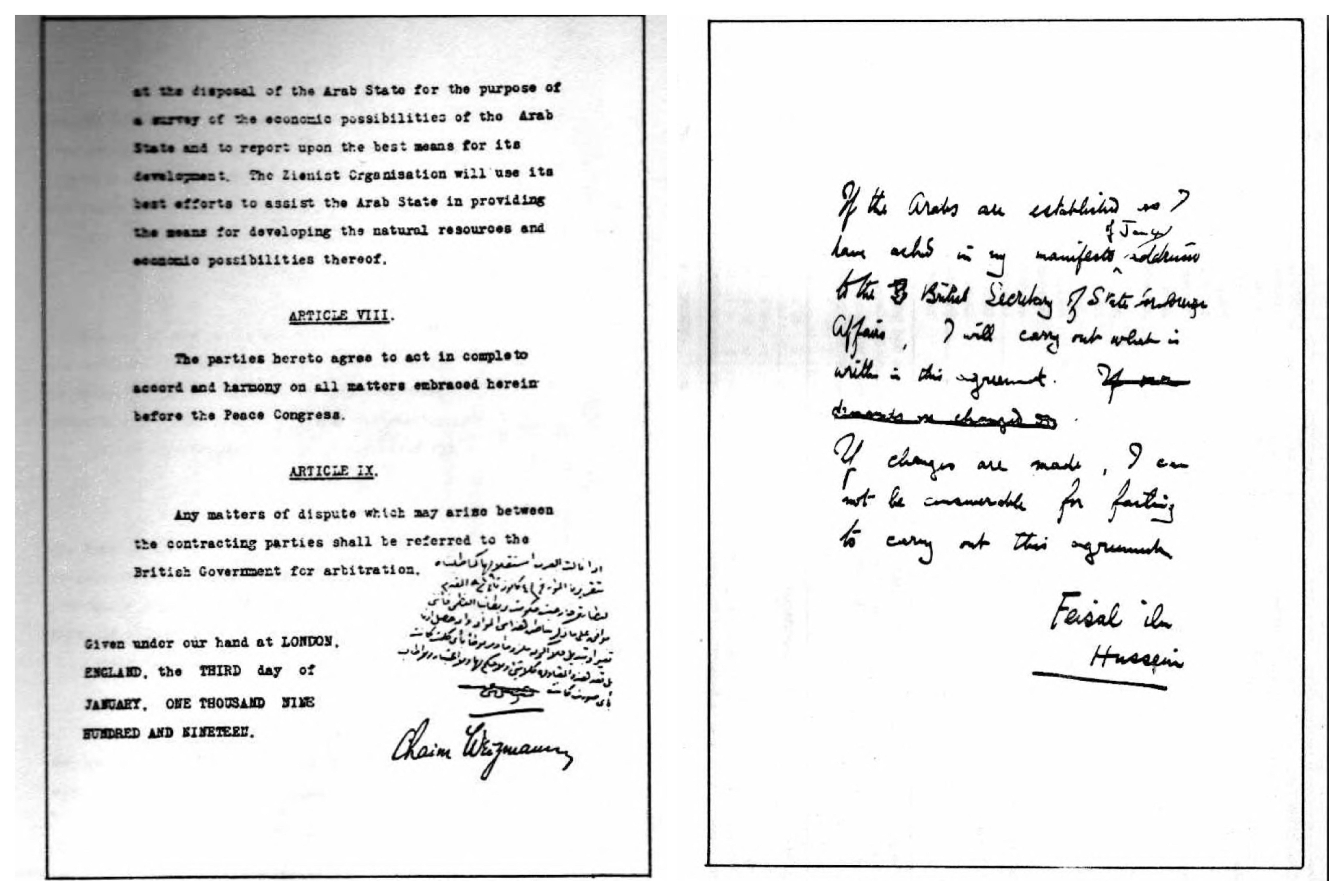
Página de la firma del Acuerdo Faisal Weizmann 1919, con la condición de Faisal y traducción de Lawrence.

#### Acuerdo Faisal-Weizmann

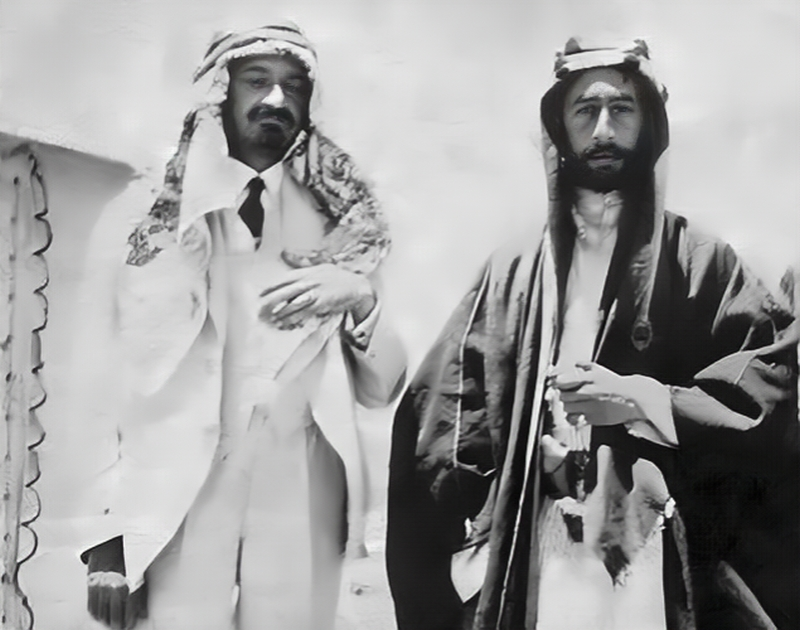
Weizmann (izq.), con vestimena árabe como signo de amistad junto a Faisal, Siria 1918

El 3 de enero de 1919 se firma el acuerdo Faisal-Weizmann entre el Emir Faisal y Jaim Weizmann (representante de la Organización Sionista Mundial) que reconoce a los sionistas su derecho a desarrollar la Declaración Balfour, cediendo Palestina al movimiento sionista, a condición de que los aliados atendieran a las demandas relacionadas con la creación de un reino árabe. Los sionistas, por su parte, deberían apoyar activamente la creación de un Estado árabe unificado en toda la región (excluida Palestina).

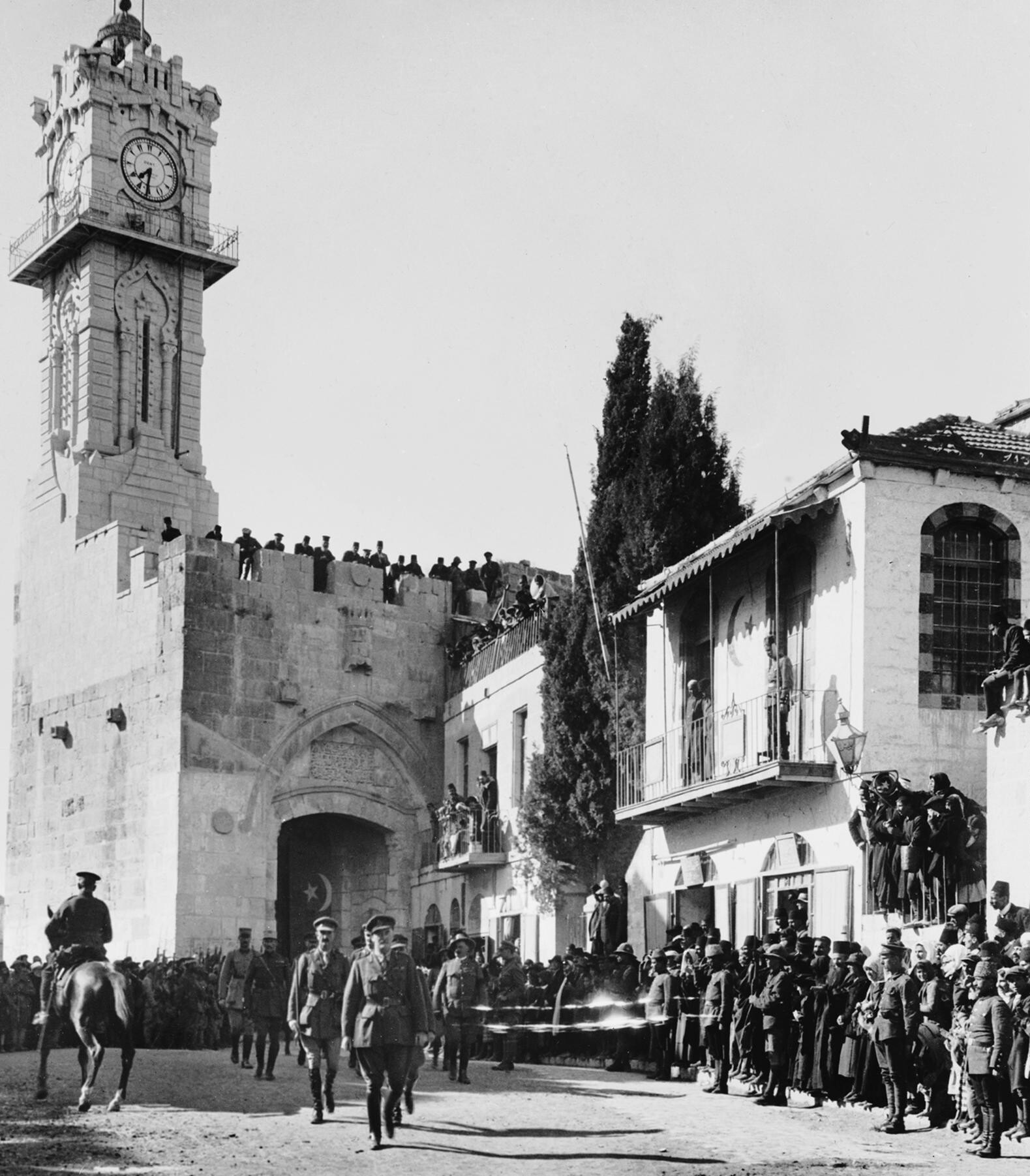
El general Edmund Allenby entra en Jerusalén 1917

El 1 de noviembre de 1919, Reino Unido declaró que se retiraría de Siria y Líbano para transferir su autoridad a Francia. En respuesta, el Congreso General Sirio elaboró una declaración de independencia, basada en el Informe King-Crane, nombrando a Faisal rey del Reino Árabe de Siria que incluía a Palestina y Líbano. Esta declaración desencadenó la breve guerra llamada guerra franco-siria. Tras un ultimátum con amenaza de guerra de Francia a Faisal, este disolvió el parlamento. Sin embargo, un ejército de 2.000 voluntarios árabes, en desacuerdo con la disolución de su reino, se enfrentaron y fueron fácilmente derrotados por las tropas francesas en la Batalla de Maysalun, comenzando de esta forma el periodo de ocupación colonial francés y británico.
Los inmigrantes judíos venidos desde Europa alteraron el equilibrio demográfico y se encontraron con una creciente hostilidad por parte de la población árabe autóctona. El malestar se debía a la vasta extensión de tierras compradas, que llevó aparejado el desahucio de numerosos campesinos palestinos, también en parte a la propia Declaración Balfour, y a las aspiraciones políticas sionistas a un Estado judío.

#### Primeros disturbios árabes israelíes

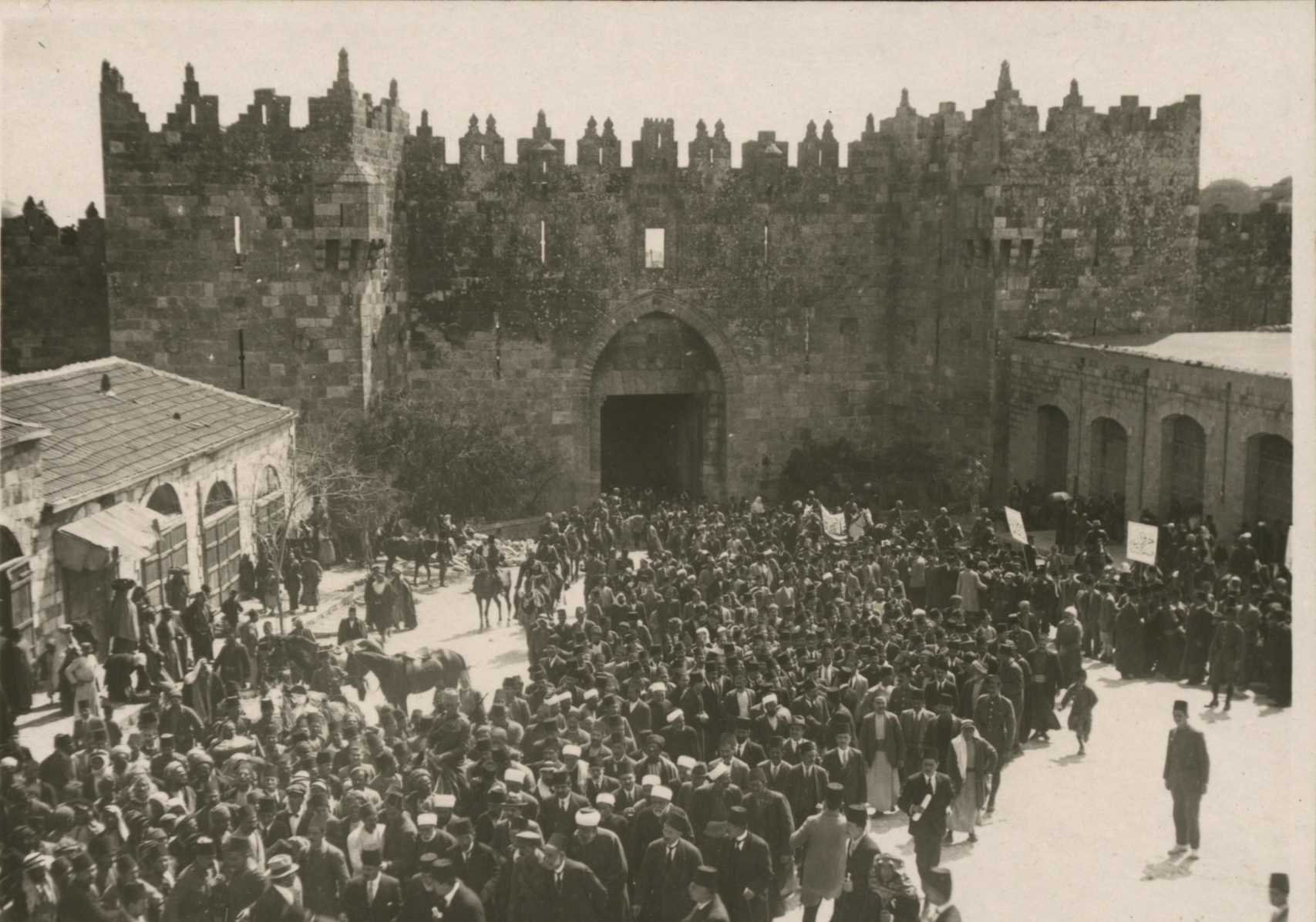
Manifestación contra el sionismo en la Puerta de Damasco de Jerusalén, 8 de marzo de 1920.

En 1920 estallaron disturbios en Jerusalén y en 1921 en Jaffa, saldándose con 95 judíos y 64 árabes muertos, y cientos de heridos. 
En 1929 estallaron más brotes violentos en Jerusalén, Matanza de Hebrón, Safed y Jaffa, muriendo 133 judíos y 116 árabes.
En respuesta a estos altercados, la comunidad judía creó la organización paramilitar Haganá para defensa armada de los intereses sionistas.
En julio de 1922, Winston Churchill, publicaría un Libro Blanco, para calmar los recelos de los árabes, en el que matizaba los puntos de la Declaración Balfour.

Los términos de la Declaración Balfour no contemplaban que el conjunto de Palestina acabara convertido en patria nacional de los judíos, sino que que afirmaban que dicho hogar debía hallar fundamento en Palestina.
Wiston Churchill

A este libro blanco le sucederían varios otros documentos, entre ellos el Libro Blanco de Passfield, recomendando limitar compra de tierras y la inmigración sionista para evitar futuros problemas. Esto consiguió frenar la inmigración entre 1929 y 1931. Finalmente en 1931, tras intensas presiones de la Organización Sionista mundial y de la Agencia Judía para la Tierra de Israel de Palestina sobre el gobierno en minoría del primer ministro Ramsay MacDonald, este emitió una carta rechazando las limitaciones a los sionistas. Esta carta pasó a llamarse "Carta Negra" por su oposición al Libro Blanco. La vida social entró en una espiral, cada vez más violenta, de migración sionista en constante crecimiento junto a su adquisición de tierras, los británicos intentando limitar esa inmigración, y protestas de los árabes autóctonos.
En 1933 la Agencia Judía estableció el Acuerdo Haavara con las autoridades de la Alemania Nazi, para permitir la salida de judíos a Palestina, a cambio de permitirles sortear el bloqueo económico y comercial al que estaba sometida. No obstante, las organizaciones judías estaban divididas. 

#### Rebelión palestina

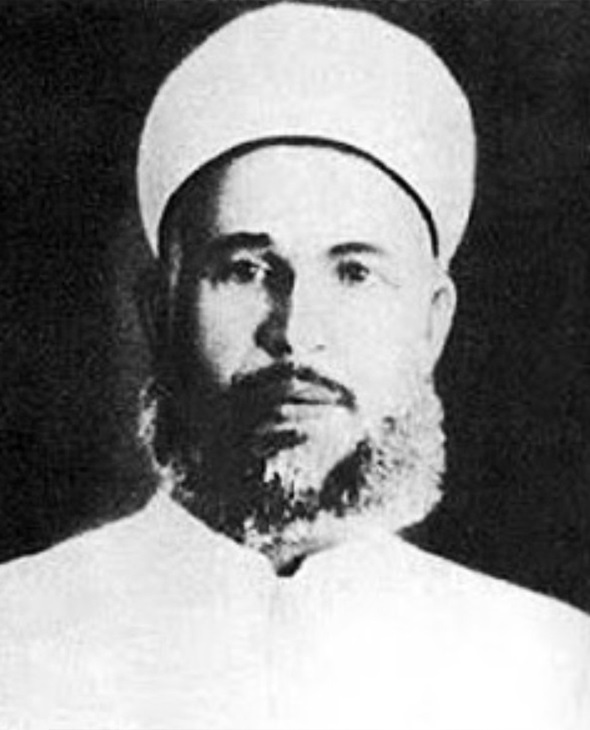
Izzedin al-Qassam lider de la rebelión palestina.

El malestar de la población árabe era mayor en las clases campesinas, pues estaban viendo sus puestos de trabajo desplazados por los sionistas (trabajo judío). Por esta causa, dejaron de confiar en las élites políticas de la ciudad. En 1935 estalló una revuelta armada dirigida por el clérigo Izzedin al-Qassam. En un control del ejército británico se entabló una lucha en la que resultó muerto el clérigo y varios de sus hombres. Su funeral y entierro se celebró como el de un mártir, a pesar de los intentos de las autoridades británicas por impedir esa connotación. Desde ese momento, la población palestina dejó de confiar en las élites de la urbe, pues llevaban quince años negociando con los británicos sin conseguir frenar el avance sionista.
En 1936 el Alto Comité Árabe, recién creado, convocó una huelga general que se acompañó de violentos ataques contra las fuerzas británicas y colonos judíos (Revuelta árabe de Palestina 1936-1939, llamada por los palestinos La Gran Rebelión Palestina). Reino Unido respondió enviando a 20.000 nuevos efectivos y recurrió a los países vecinos para que convencieran a los palestinos de buscar una solución pacífica. Finalmente en octubre de 1939 tras las presiones de Reino Unido a los países vecinos, tras 6 meses de desgaste económico que supuso para la población, el temor de implantación de la Ley Marcial y ataques directos a los líderes árabes por el Ejército Británico; el Alto Comité Árabe desconvocó la huelga.

#### Planteamiento partición
Tras la huelga general, los británicos realizaron una investigación mediante la Comisión Peel, esta emitió un informe en el que los británicos reconocían por primera vez que los levantamientos de Palestina eran consecuencia de movimientos nacionales enfrentados.

En los estrechos límites de un pequeño país ha surgido un irrefrenable conflicto entre dos comunidades nacionales.
...
Cerca de un millón de árabes se hallan en lucha, abierta o larvada con unos cuatrocientos mil judíos. No existe punto de acuerdo posible entre ambas partes.
Lord Peel

La solución propuesta era la partición. Dejando al Estado Judío las zonas más fértiles y la mayor parte del litoral. A los árabes les correspondían las zonas menos productivas, entre ellas el Desierto de Néguev, el Valle de Aravá, Cisjordania y la Franja de Gaza. Además, la distribución demográfica no se correspondía con los límites geográficos propuestos, y se proponía que los territorios árabes se anexionaran a Transjordania. Como solución a la distribución demográfica diferente a la existente, se proponía traslados de población.

Eso nos dará algo que nunca hemos tenido, ni siquiera cuando nos hemos regido por una autoridad propia.
David Ben-Gurión, presidente de la Agencia Judía.

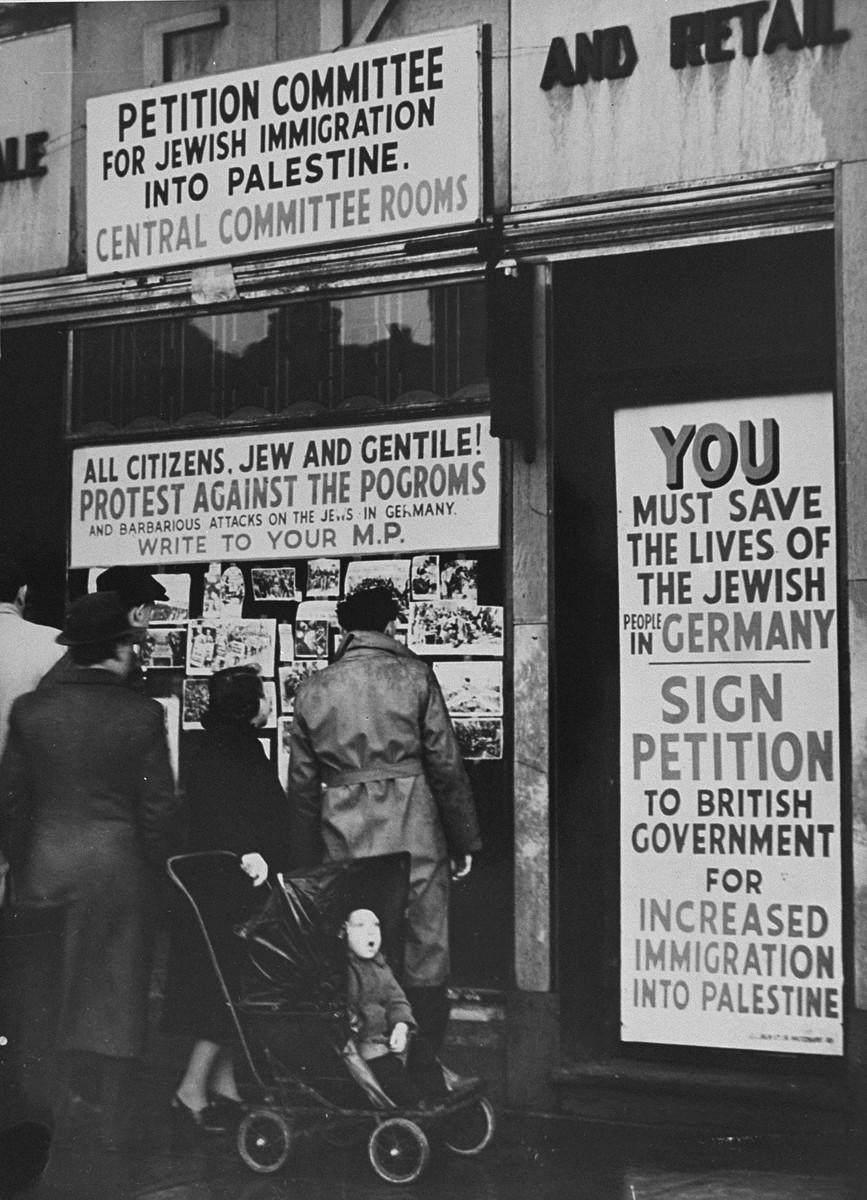
1938, protesta de judíos británicos contra restricciones a migración a Palestina, tras la Noche de los Cristales Rotos.

La solución fue aceptada por la Agencia Judía y por el Emir Abd Allá de Transjordania. Los palestinos declararon la guerra a los británicos y a los sionistas. Los británicos combatieron la revuelta enviando a 25.000 soldados y policías a Palestina y estableciendo un régimen militar y una represión brutal. En los años 1938 y 1939 se ejecutó a más de 30 árabes. Entre 1936 y 1940 se destruyeron unas 2.000 casas de palestinos. Se usó a los palestinos como escudos humanos para disuadir de las minas que los insurgentes colocaban en las carreteras.
Durante la Masacre de Tiberíades, el 2 de octubre de 1938, unos 70 agitadores árabes mataron a 17 judíos, 11 de ellos niños.
Para 1939 los palestinos eran ya incapaces de luchar, con 5.000 muertos y 10.000 heridos. Un 10 % de la población palestina estaba afectada directamente por la lucha, entre muertos, heridos, encarcelados y exiliados.

En 1939, Reino Unido emitió otro Libro Blanco que imponía límite a la inmigración judía y la sometía a la aprobación de la mayoría árabe. La adquisición de tierras tendría serias restricciones y Palestina obtendría su independencia en el plazo de 10 años, regida por un gobierno formado por árabes e israelíes. La comunidad judía rechazó el acuerdo y los extremistas del movimiento Irgún, y de la Banda de Stern, iniciaron una serie de ataques terroristas, contra la presencia de Reino Unido en Palestina. También se creó la organización Mossad le'Aliyah bet, para introducir clandestinamente judíos en territorio palestino, en contra de las restricciones británicas.

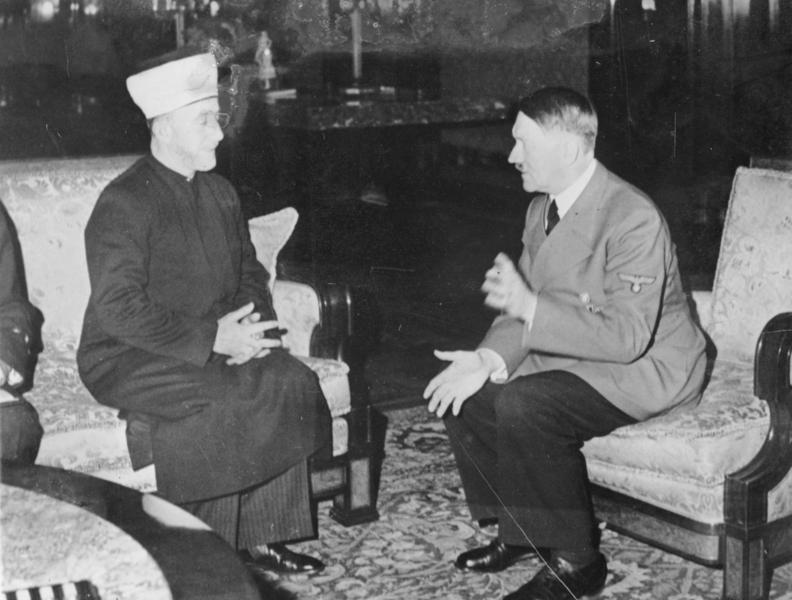
El Gran Muftí de Jerusalén con Hitler 1941.

Al comenzar la Segunda Guerra Mundial, aumentó la resistencia interna de las colonias británicas, siendo cada vez más un problema que una parte productiva del Imperio Británico. Ya había estallado un golpe de Estado en Irak, los independentistas de Egipto se alinearon con las Potencias del Eje, descontentos con la independencia simbólica que disfrutaban; lo que debilitaba cada vez más las capacidades británicas en sus colonias.

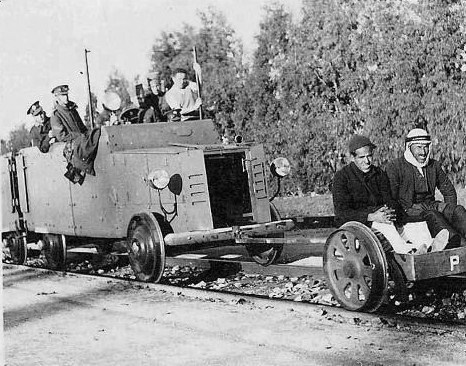
Tren blindado británico con rehenes palestinos usados como escudos humanos. Revuelta árabe 1936-1939.

El Irgún, que en un principio estaba en contra de Reino Unido por sus limitaciones a la inmigración, al comenzar la guerra se alió con ella. Sin embargo, apareció una escisión de este grupo que pasaría a llamarse Leji o banda de Stern, que seguía considerando a Reino Unido como ocupante ilegítimo. Leji intentó establecer alianza con el Régimen Nazi, lo que le supuso que el Irgún pasara informes de inteligencia a Reino Unido para luchar contra el Leji, hasta que en 1942 varios oficiales británicos mataron a Abraham Stern en Tel Aviv, sucediéndole en el liderazgo Isaac Shamir. Esto supuso una reducción de su actividad que continuó hasta 1948.
Algunas autoridades palestinas también intentaron buscar apoyo en Alemania, llegando a entrevistarse el Gran Muftí de Jerusalén, Amin al-Husayni, con Adolf Hitler.

#### Sionistas contra Reino Unido

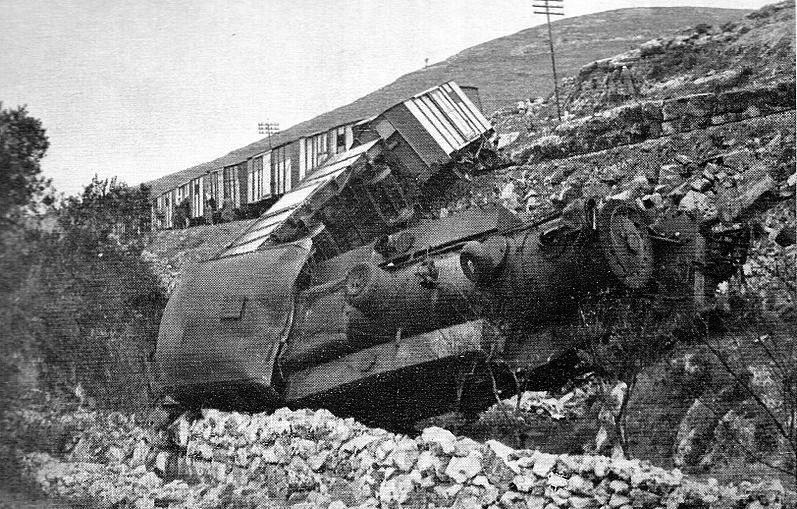
Ferrocarril de la Palestine Railway de la línea Jaffa a Jerusalén saboteado por insurgentes judíos, 1946.

Al término de la Segunda Guerra Mundial, el Reino Unido se vio obligado afrontar una lucha Judía contra el mandato británico de Palestina de magnitud superior a las revueltas que habían tenido que afrontar anteriormente por parte de los árabes, y que terminarían forzando su retirada del mandato británico. 

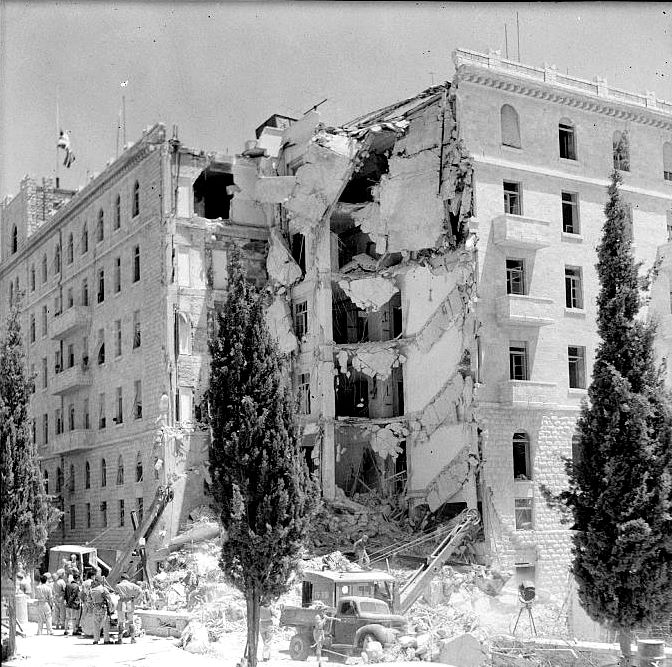
Hotel Rey David tras atentado 1946.

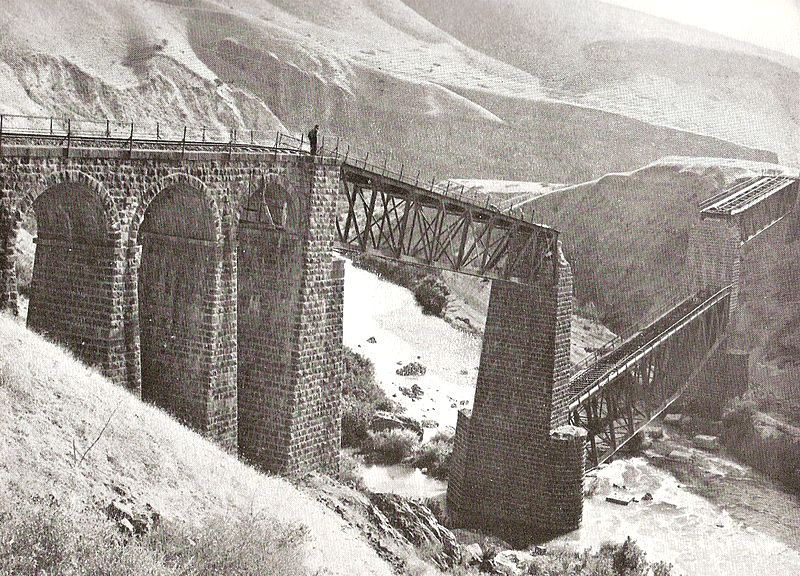
Puente ferroviario Yarmuk de la Palestine Railways saboteado el 17-jun-1946

Ante las severas restricciones británicas a la inmigración judía a territorio palestino, en 1944 un joven líder judío Menájem Beguin, líder de Irgún, junto con Isaac Shamir, líder de Leji, declaró la guerra al Mandato Británico. El mismo año, los miembros del Lehi asesinaron al ministro británico en Medio Oriente, Lord Moyne. En 1945 la Haganá hundió dos barcos de patrulla de la policía británica e interrumpió el funcionamiento de la red ferroviaria con alrededor de quinientas explosiones. En 1946 tres campos de aviación británicos fueron atacados, destruyendo veinte aviones. En abril del mismo año, siete paracaidistas murieron en un ataque del Lehi en Tel Aviv. El 16 de junio una operación judía destruyó diez de los once puentes (por carretera y tren) de Palestina, aislándola temporalmente del resto del Medio Oriente. 

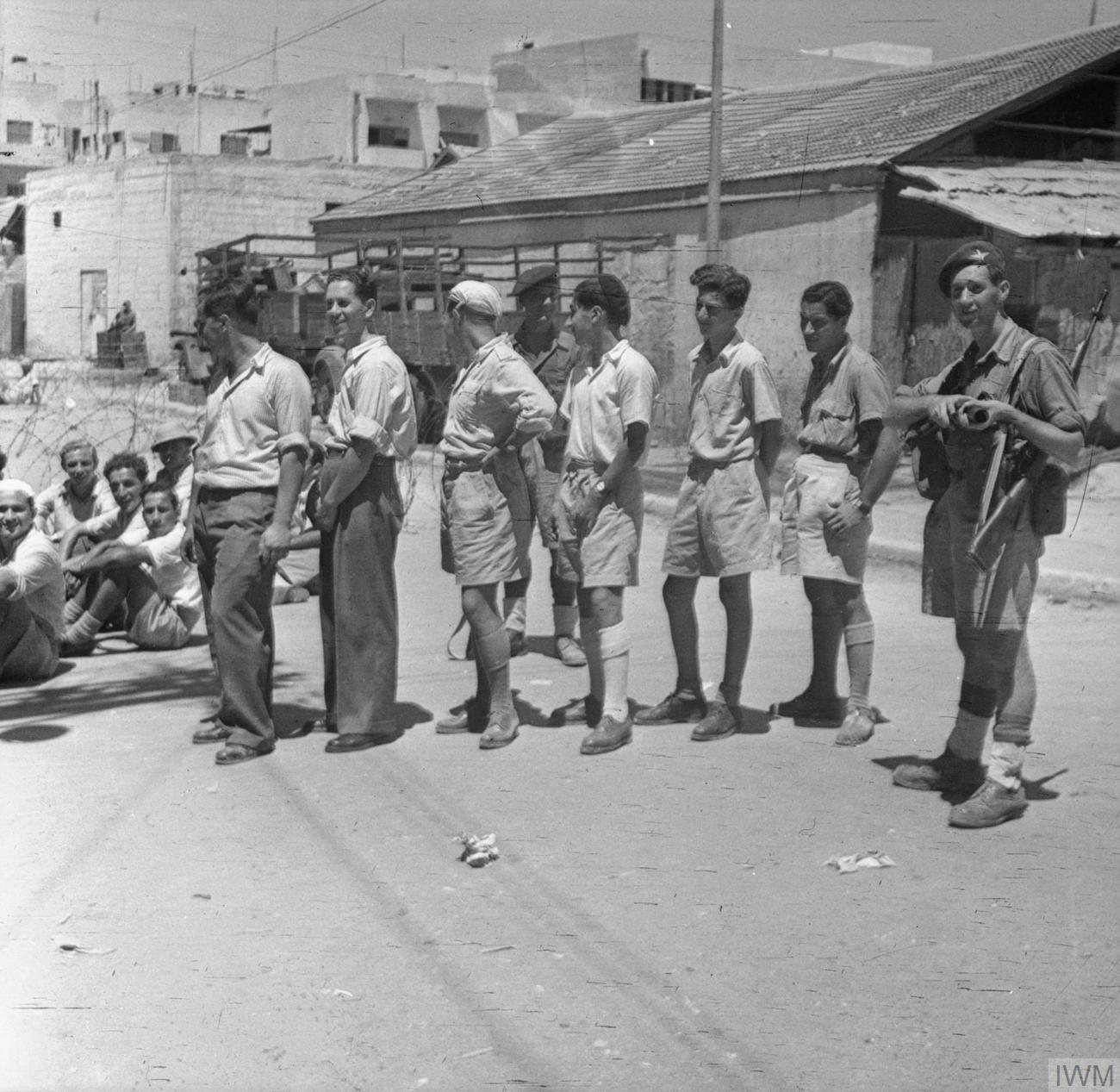
Civiles judíos esperando para ser interrogados, julio 1946.

Entre el 29 de junio y el 1 de julio de 1946 las autoridades británicas detuvieron a más de 2.700 miembros de la comunidad judía, confiscando la documentación de la Agencia Judía y enviándola al Secretariado del Mandato Británico, con sede en un ala del Hotel Rey David. Esto comprometería a la Agencia Judía y a la Haganá pues probaría su relación con los atentados terroristas contra los británicos. El 1 de julio la Haganá ordenó a Irgún lanzar un ataque terrorista contra el Hotel Rey David, que ya tenía planeado con antelación.
El 22 de julio de 1946 tuvo lugar el atentado al Hotel Rey David, causando 92 muertos (incluido un terrorista), 18 de los cuales eran judíos.

#### Aliás

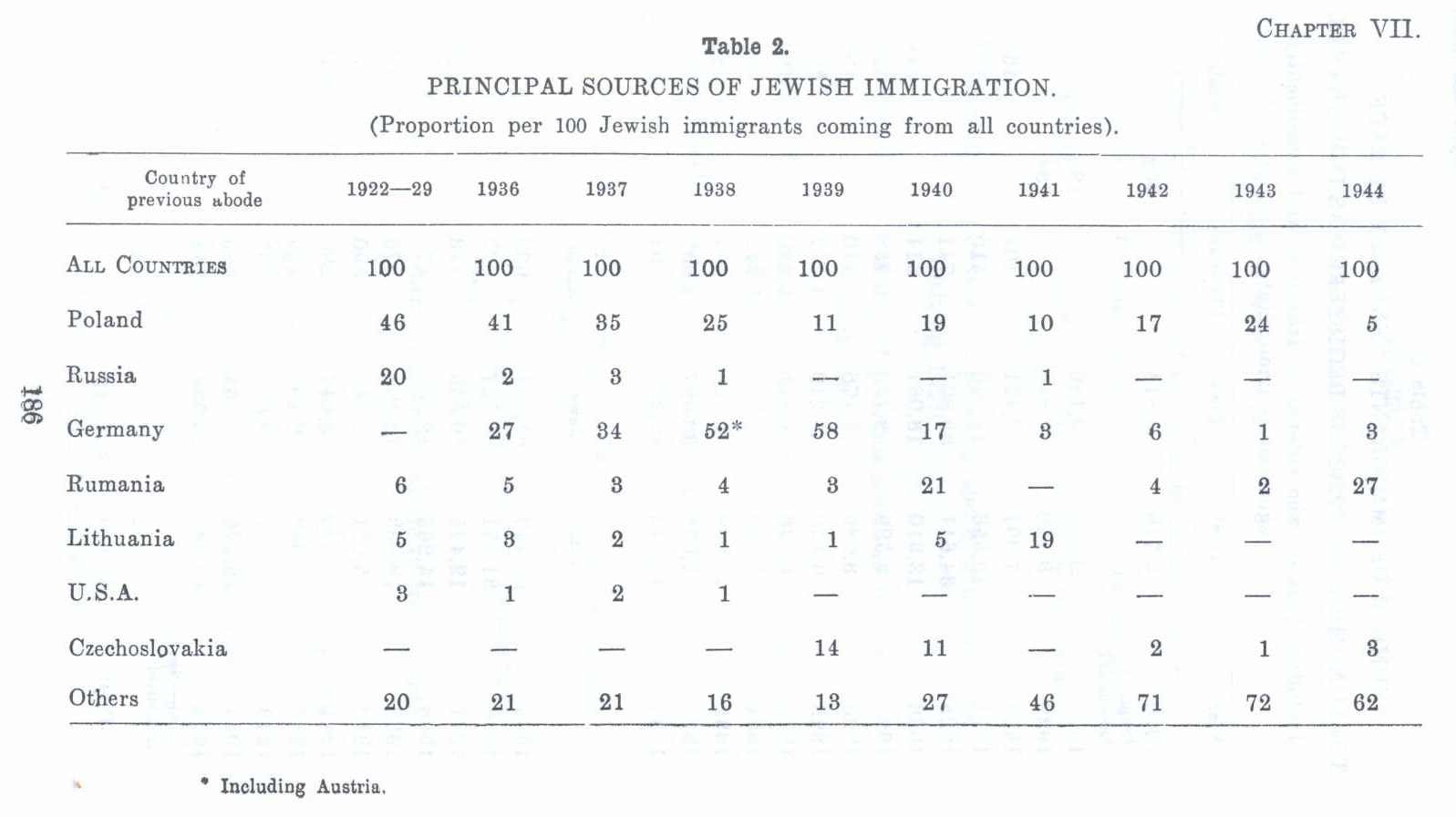
Estudio de inmigración del comité anglo-americano de investigación de Palestina, 1946.

En este período también se produjeron migraciones masivas a territorio palestino.
- la Tercera Aliyá: Llevó a Palestina en tan solo cuatro años (1919-1923) a unos 40.000 judíos de Europa del Este.[19]
- Cuarta Aliyá: Llevó a unos 82.000 judíos a Palestina entre 1924 y 1929, la mitad de ellos polacos y el resto rusos, rumanos o lituanos, así como numerosos judíos iraquíes y yemeníes.[20]
- Quinta Aliyá: La cifra de emigrantes siguió creciendo en la quinta aliyá (1929-1939), en la que unos 250.000 judíos llegaron a tierras palestinas.[21]

### 1947 a 1948
El 1 de enero de 1947 se produjo la Masacre de Balad al-Shayj. El Irgún y del Palmaj atacaron la ciudad. La cifra de palestinos muertos varía entre 17 y 70, según distintas fuentes.
Ante la incapacidad de Reino Unido de solucionar el grave conflicto creado en Palestina, y tras una serie de Planes e Informes de Palestina que se habían ido sucediendo y rechazados consecutivamente por distintas causas, en febrero de 1947 Reino Unido remite el asunto a la recién creada Organización de las Naciones Unidas.

Las Naciones Unidas crearon un comité especial para estudiar el asunto, UNSCOP (United Nations Special Committee on Palestine). Mientras tanto continuaban llegando a Palestina oleadas de inmigrantes judíos procedentes de Europa, muchos de ellos supervivientes del Holocausto. Entre ellos destacó el caso del buque Exodus, con 4500 pasajeros.  

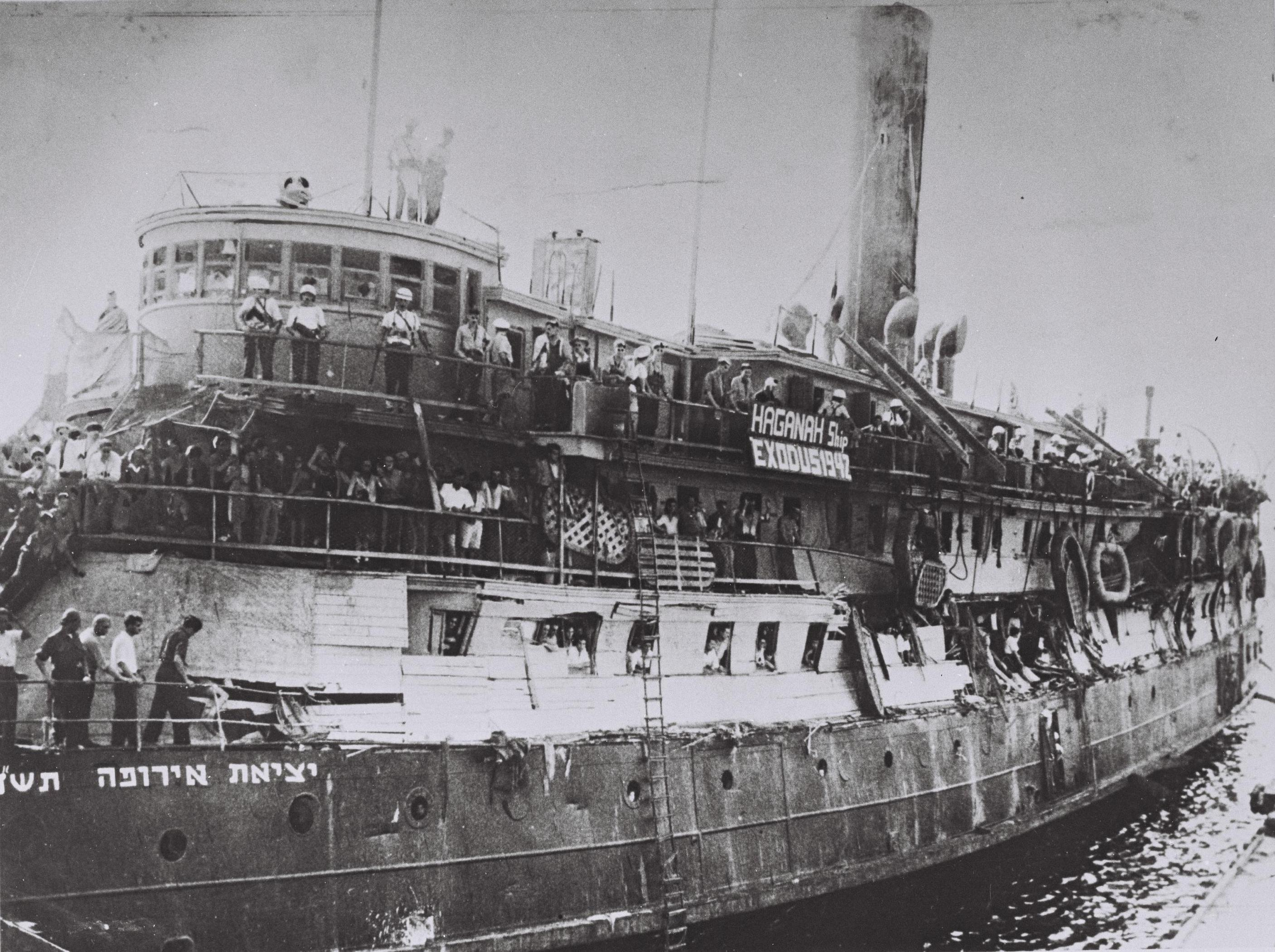
Buque Exodus tras retención por británicos.
El cartel dice: Buque de Haganá, Exodus 1947.

El 29 de julio de 1947 los británicos ejecutaron a tres terroristas de Irgún. En represalia, Irgún ahorcó a dos sargentos británicos. Esto generaría manifestaciones antijudías en Inglaterra y Escocia, y asaltos a propiedades y sinagogas; llegando a aparecer esvásticas y eslóganes antisemitas en las calles británicas. 
Ya en agosto de 1947, los delegados de la UNSCOP eran conscientes de la complejidad de la situación, por lo que recomendaron el fin del mandato británico, tan pronto como fuera posible, y la partición de Palestina en dos estados, uno judío y otro árabe.
El 26 de septiembre Reino Unido anunció que se retiraría unilateralmente del mandato cediendo sus responsabilidades del mandato a las Naciones Unidas. Fijaron como fecha prevista de retirada el 14 de mayo de 1948. En ese momento los terroristas de Irgún y Leji ya habían conseguido un paso decisivo hacia el establecimiento del Estado Judío, la expulsión de los británicos.

#### Decisión de partición (Res. 181), guerra civil

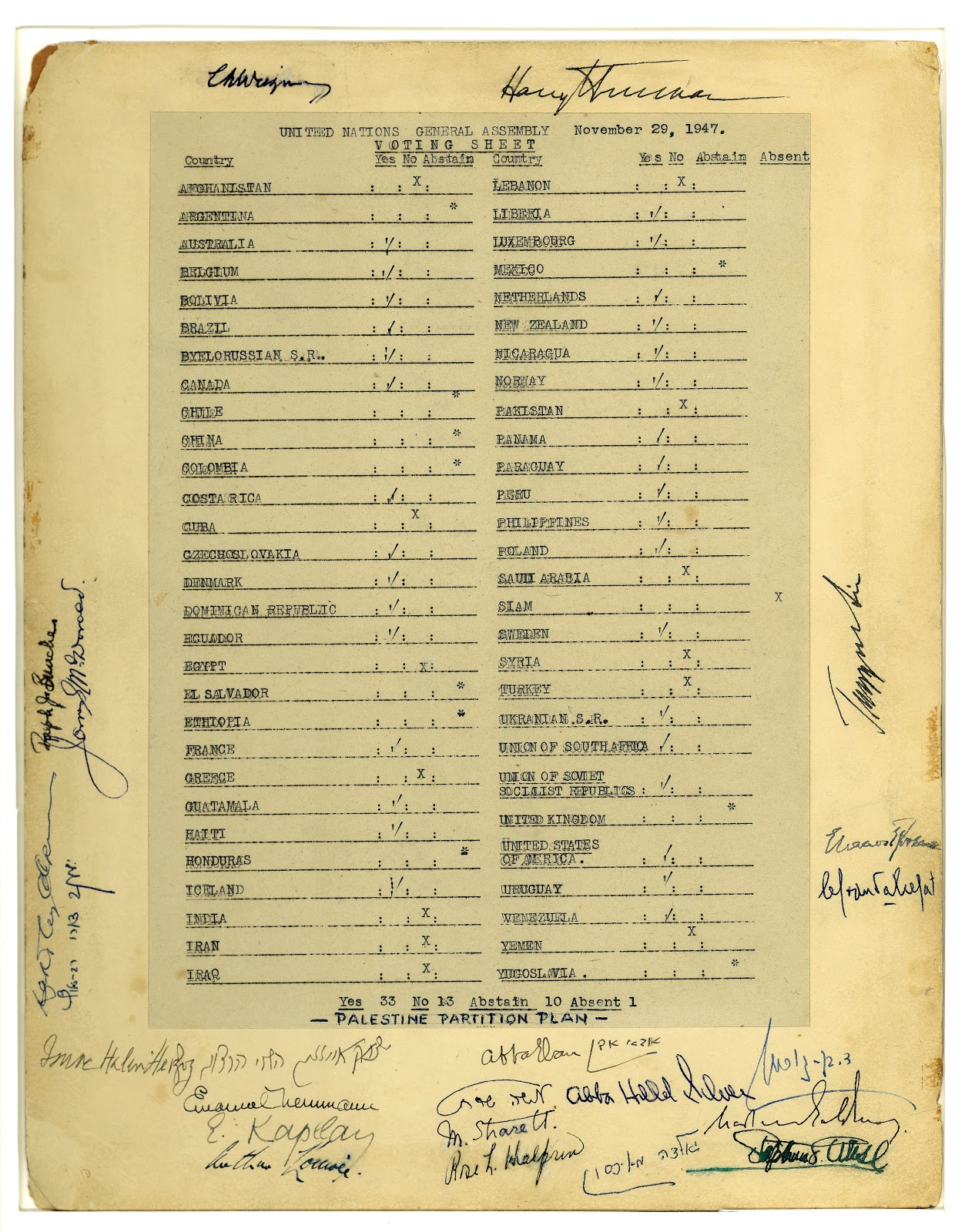
Resultados de las votaciones 29-nov-1947

El 29 de noviembre de 1947, la Asamblea General de las Naciones Unidas aprueba la Resolución 181, que prevé la creación de un Estado árabe y otro judío en los territorios del antiguo Mandato británico de Palestina. Se creó una Comisión para Palestina, responsable de implementar el Plan de partición de Palestina y el gobierno de transición. 

1. El mandato sobre Palestina terminará lo antes posible, pero en ningún caso después del 1º de agosto de 1948.
...
3. Los Estados independientes árabe y judío y el Régimen Internacional especial para la Ciudad de Jerusalén, establecido en la Parte III de este Plan, empezarán a existir en Palestina dos meses después de concluido el retiro de las fuerzas armadas de la Potencia Mandataria, pero en ningún caso después del 1º de octubre de 1948.
Resolución 181, 29-nov-1947

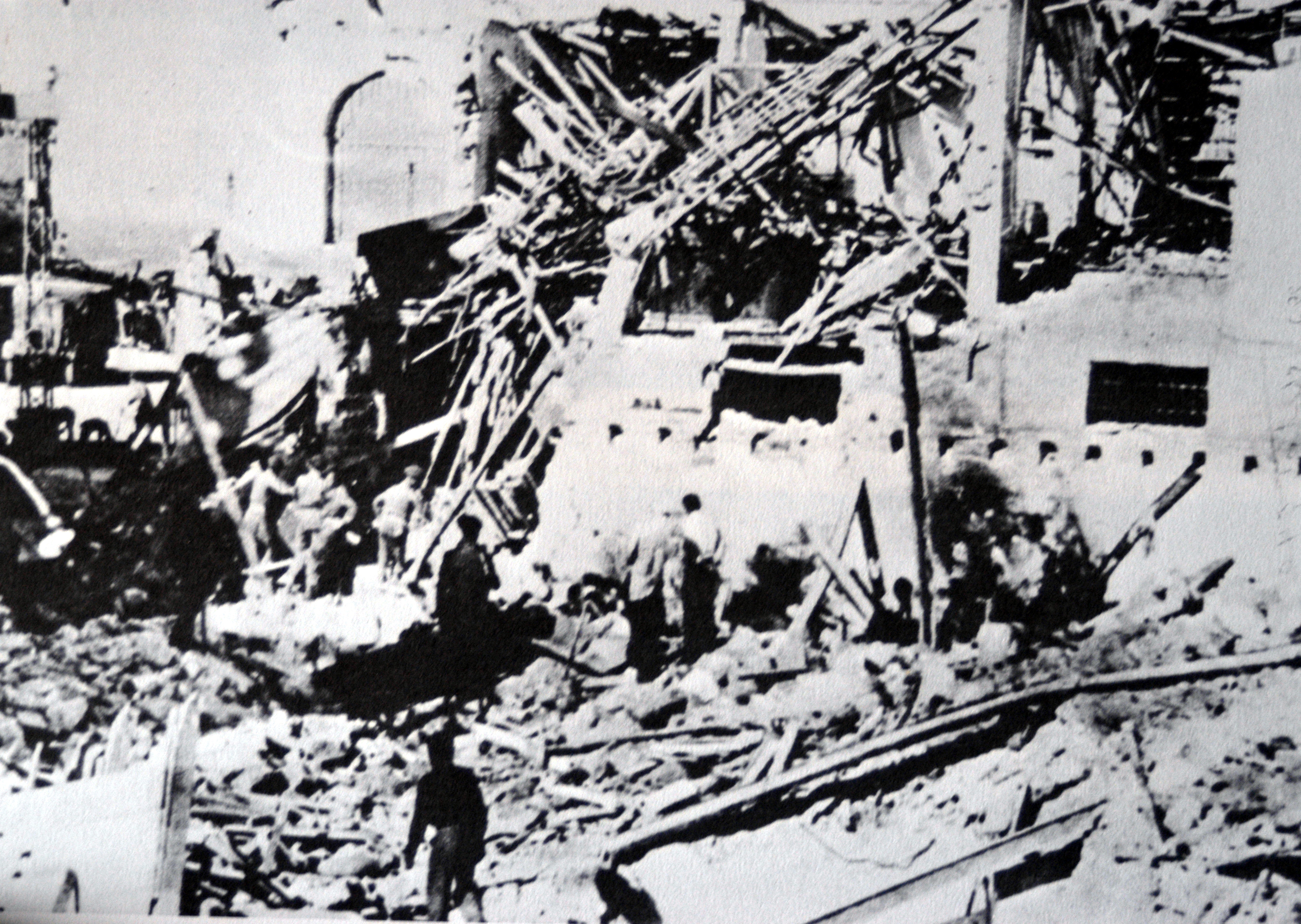
4-ene-1948, un camión con explosivos colocado por Leji destruyó las oficinas del Gobierno Local y mató a 26 civiles palestinos.

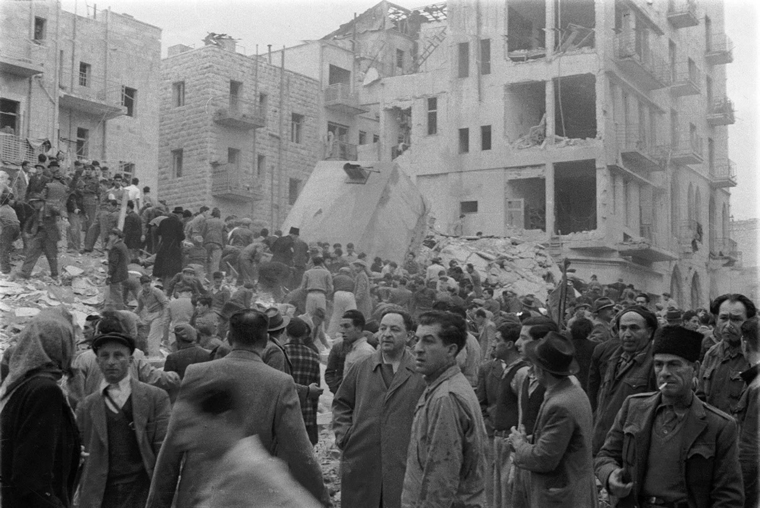
Coche bomba en calle Ben Yehuda, 22-feb-1948, organizado por Amin al-Husayni. 52 judíos civiles muertos.

Se generó una espiral de violencia que desencadenó en Guerra civil al aproximarse el final del Mandato de Palestina, entre las milicias judías del yishuv y las milicias árabes palestinas autóctonas. Una serie de ataques terroristas llevados a cabo por el Irgún, el Leji y la Haganá hacen huir a la población palestina de sus ciudades y campos, mientras que ataques similares por parte de milicias palestinas aterrorizan a la población judía.
La recién estrenada Organización de Naciones Unidas, intentó frenar la escalada de violencia con varias resoluciones del Consejo de Seguridad (42, 43, 44, 46, 48), llamando a treguas, negociaciones y abstención de adquisición de armas.

No es difícil comprender la posición de los árabes palestinos. En el año 1947, los árabes de Palestina constituían una mayoría demográfica integrada por más de un millón doscientos mil individuos, esto es, aproximadamente, las dos terceras partes de la población total, ya que el número de judíos de Palestina se elevaba a seiscientos mil individuos.
...
Además los árabes poseían el 94 por 100 del total de las tierras de Palestina, así como cerca del 80 por 100 de los campos de cultivo del país.
Los Árabes, Eugene Rogan

Destacó la Masacre de Deir Yassin, en la que asesinaron a unos 110 habitantes, y provocó la condena unánime mundial, tanto por la masacre de aldeanos inocentes como por la brutal degradación de los supervivientes. Los palestinos ya habían comenzado a huir del territorio al comienzo de la primavera, pero tras la matanza de Deir Yassin, el flujo de refugiados se convirtió en un torrente. En represalia, cuatro días después, un grupo de combatientes palestinos atacaron un convoy médico bien identificado como tal, en el que masacraron a 76 civiles, entre ellos médicos y enfermeras.
Haifa cayó en poder de la Haganá el 23 de abril, aprovechando que las fuerzas británicas se estaban retirando de sus posiciones, y provocando otra conmoción en toda Palestina. Las fuerzas judías llevaban meses planeando el ataque a la ciudad. El ataque de se llevó a cabo con morteros y aviación sobre los barrios árabes. A comienzos de mayo no quedaban en Haifa nada más que unos 3.000 o 4.000 árabes de una población que superaba los 70.000 individuos.

Es espantoso ver una ciudad muerta. Junto al puerto he visto niños, mujeres y viejos; esperando un modo de irse. Entré en las casas, el café y el pan se habían quedado sobre la mesa, y no pude evitar [pensar] que esto, verdaderamente, fue la imagen de muchas ciudades judías [en Europa durante II Guerra Mundial]
Golda Meir, 6-may-1948, sobre su visita a Haifa

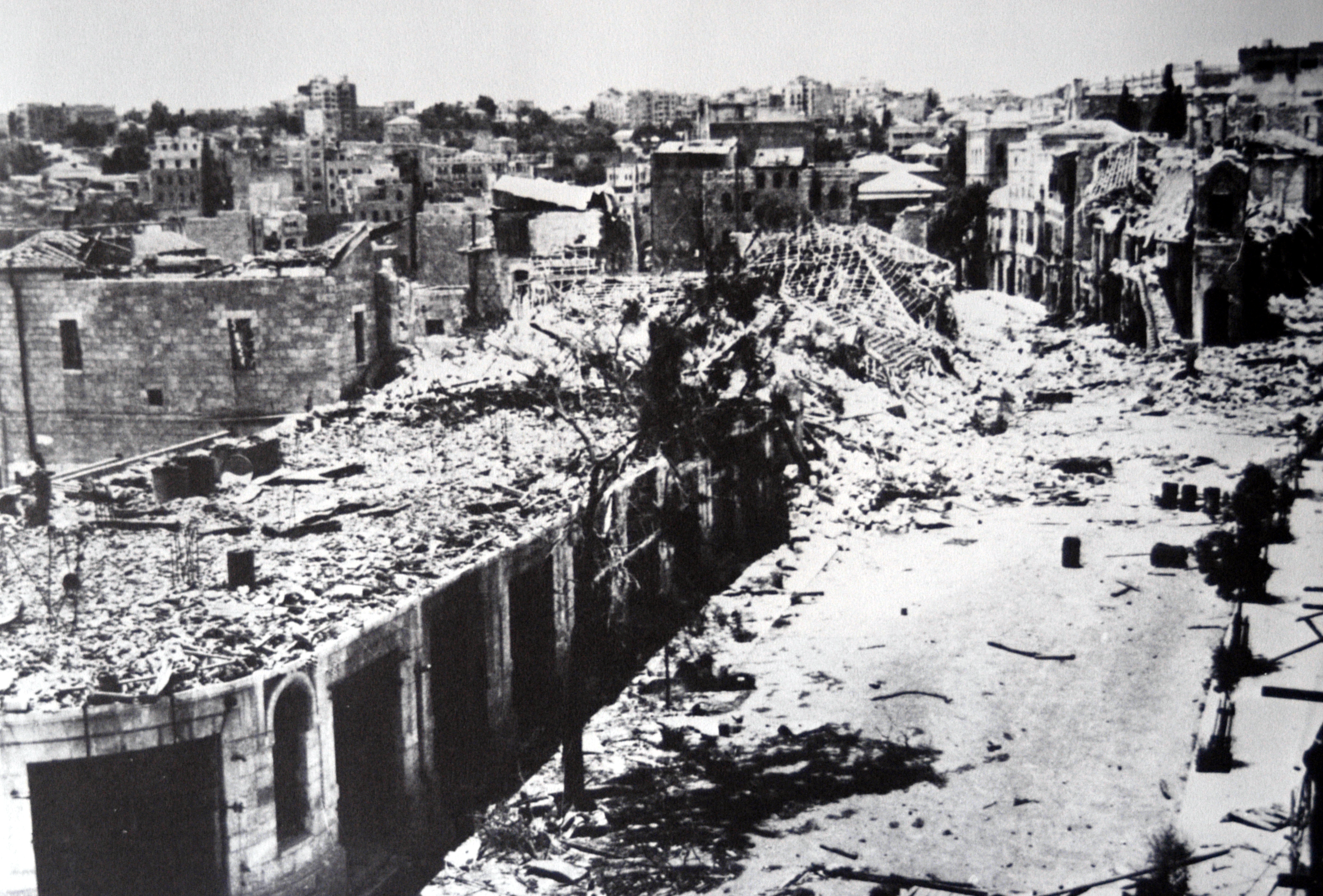
Ruinas a las Puertas de Jaffa.

El Irgún tomó Jaffa el 13 de mayo, tras varios días de intensos bombardeos de cañón sobre la ciudad. Cuando entraron en la ciudad, solo quedaban, al igual que en Haifa, 3.000 o 4.000 de una población de 70.000.
El 11 de mayo la Haganá tomo Safed, una población de 12.000 árabes y 1.500 judíos. El 12 de mayo conquistaron Beisán, con 3.000 habitantes.
Al terminar la guerra civil, el último día del Mandato Británico, los judíos estaban en poder de las principales llanuras de la costa y de la franja de Galilea.

#### 1.ª guerra árabe-israelí

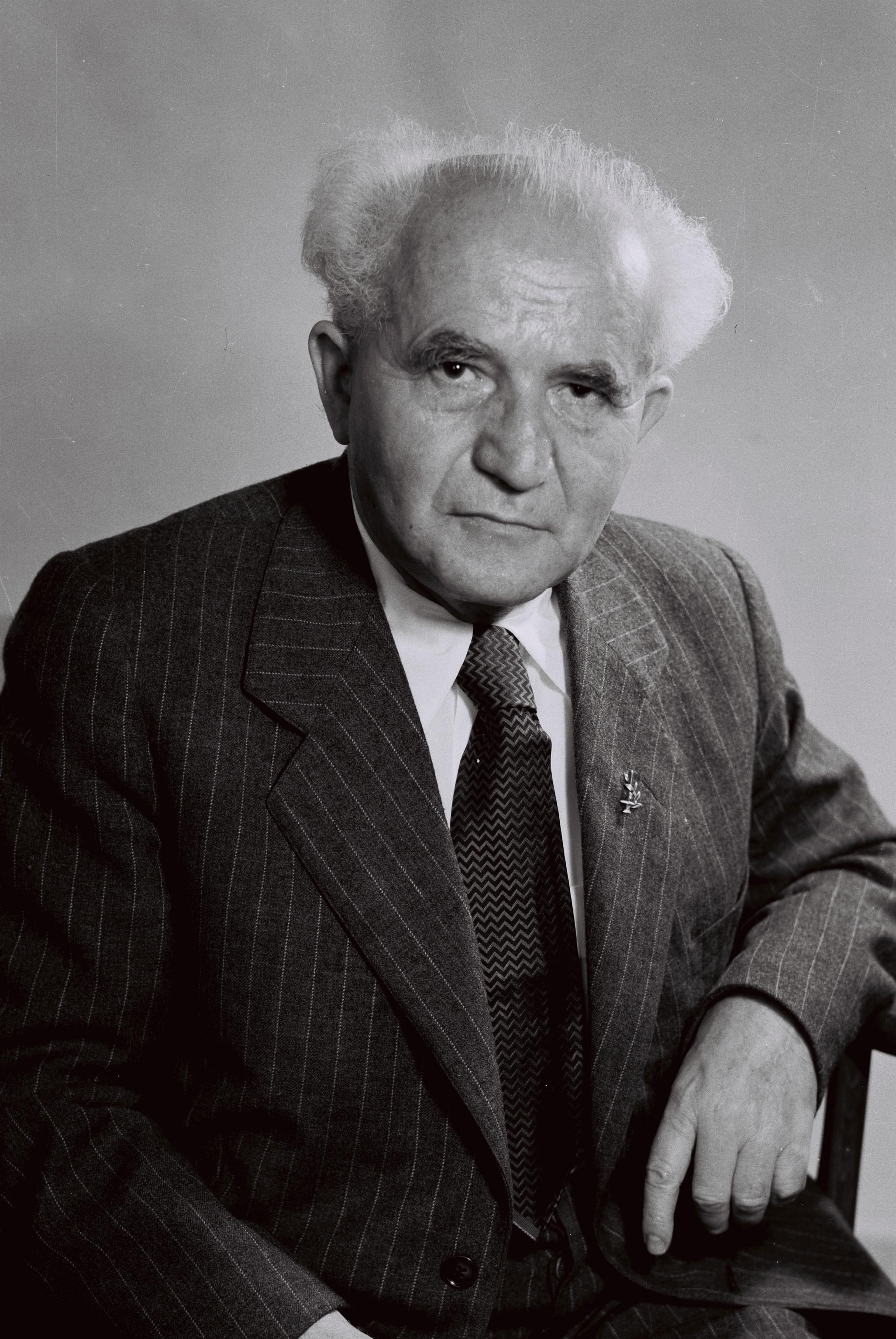
David Ben-Gurion

Población judía 1947

Propuesta ONU 1947

Para cuando David Ben-Gurión declara la independencia del Estado de Israel, el 14 de mayo de 1948, entre 250.000 y 300.000 civiles palestinos ya habían huido o habían sido expulsados de sus hogares por las tropas judías, en un proceso que acabaría conociéndose en el mundo árabe como la Nakba (la catástrofe).

Palestina tras guerra 1948

El día siguiente, 15 de mayo de 1948, las tropas británicas abandonan su antiguo Mandato en Palestina y los ejércitos expedicionarios de cuatro países vecinos (Egipto, Transjordania, Siria e Irak) se adentran en Palestina para hacer frente a las tropas israelíes. Acababa de estallar la que sería 1.ª guerra árabe-israelí, La coalición árabe entró en la guerra con serias divisiones internas y por intereses diversos, no solo la defensa de los palestinos. 

Campo refugiados palestinos en Siria 1948

El rey Abdalá de Transjordania había tenido negociaciones secretas con Golda Meir, sobre no agresión y reconocimiento del Estado de Israel, a cambio de la cesión de la zona de Cisjordania. Por ello, Siria, Egipto y Arabia Saudí, se concentraron en bloquear las ansias de expansión de Transjordania. Los Iraquíes sentían rencor hacia Amin al-Husayni por su respaldo al golpe de Estado de Rashid Ali al-Gailani, contra la monarquía hashemita.
Sin embargo, la supremacía Israelí, se debió más a su número y capacidad de fuego que a su determinación, pues el 15 de mayo las fuerzas árabes no superaban los 25.000 hombres, mientras que las judías contaban con 35.000, que seguirían aumentando progresivamente, contando en diciembre con unos 96.000 hombres.
En la primera fase de la guerra, ambos bandos sufrieron pérdidas y la posición de Israel era más difícil, debido a que tenía que luchar en muchos frentes contra un gran número de ejércitos a la vez. Durante la segunda fase los israelíes consiguieron hacer valer su superioridad numérica y capacidad de fuego. Esto no hizo más que incrementar la animadversión entre los estados árabes, haciendo que sus acciones fueran menos coordinadas. 
Naciones unidas, preocupada ante la crisis humanitaria, emitió varias resoluciones y creó la misión de mediación UNTSO, enviando observadores. Pero las treguas no fueron respetadas y fueron aprovechadas por ambas partes para adquisición de armamento.
El 5 de junio, Josef Weitz, director de reforestación del Fondo Nacional Judío, encargado de adquisición de tierras, presentó un memorándum a Ben-Gurión sobre la transferencia de árabes a otras zonas. En el memorándum se proponía aprovechar la inesperada huida masiva de los árabes para establecer rápidamente población judía, de modo que al finalizar la guerra, la población árabe fuera mínima. El memorándum fue aprobado por Ben-Gurión, con la única indicación de que primero deberían ocuparse de la destrucción, asentamiento judío y evitar cultivos. Solo después se preocuparían por el reasentamiento de los refugiados en países árabes.

La guerra ha ocasionado, inesperadamente, el desplazamiento de masas de árabes de sus pueblos y ciudades y su huida del área de Israel... La guerra y su éxodo ha intensificado la enemistad árabe, tanto que quizás haga imposible la existencia de cientos de miles de árabes en el estado de Israel.... Israel, por tanto, debe ser habitado mayormente por judíos, de modo que haya en él muy pocos no judíos. El desplazamiento de árabes debe ser visto como una solución a la problemática de los árabes... Acorde con esto, en adelante, debe dirigirse hacia un plan cuyo objetivo sea "trasferencia retroactiva".

Para consolidar y amplificar el plan, el comité propone:
1. Evitar que los árabes vuelvan a sus lugares.
2. Promover que los árabes sean absorbidos en otras zonas.

Respecto al la primera directriz, el comité propone:
1. Destrucción de tantas aldeas como sea posible durante las operaciones militares.
2. Evitar cualquier cultivo de tierra por los árabes, incluido segar, colectar cosecha, recoger aceituna, etc.
3. Asentamiento de judíos en las localidades, de forma que no se cree un "vacío".
4. Promulgar legislación [para evitar el retorno].
5. Editar propaganda [antirretorno]

Memorando Weitz, 5-jun-1948

La política a largo plazo de Israel consistía en expulsar tantos árabes como fuera posible, con la esperanza de que en un futuro lejano, el problema se olvidara y se firmaran tratados de paz entre árabes e israelíes, pero con el Estado Judío ya asentado, tal como se refleja en las conferencias y diario de David Ben-Gurión.

Permitir volver a los árabes a Jafa sería una locura... Si a los árabes se les permite volver, y la guerra es retomada, nuestras posibilidades de terminar la guerra como deseamos se reducirán... Estoy a favor de que no vuelvan, incluso después de la guerra... Mientras tanto debemos evitar a toda costa su vuelta... Prefiero un tratado entre Israel y árabes. La experiencia turco-griega demostró que es posible.
David Ben-Gurión, Consejo de ministros, 16-jun-1948

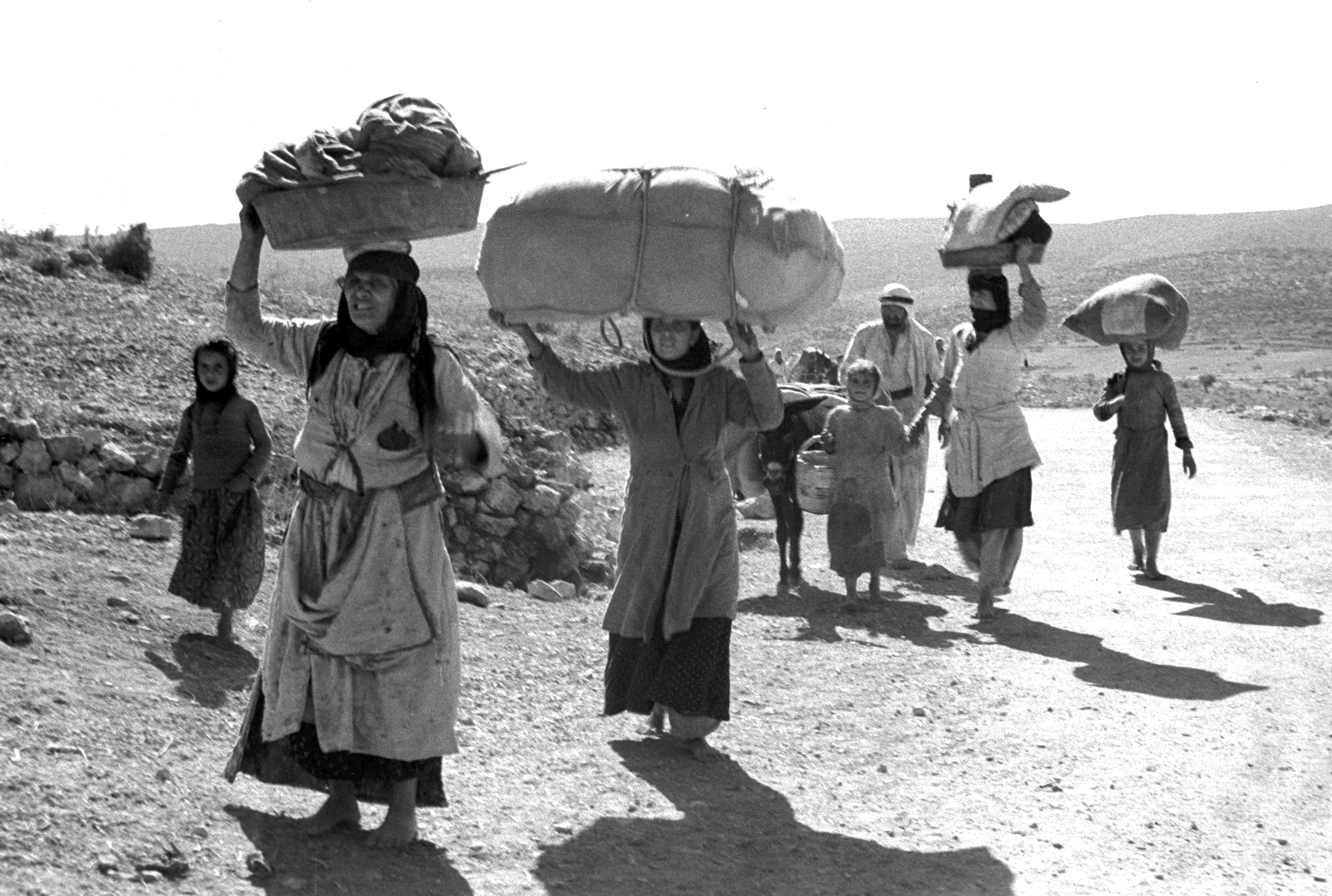
Palestinos huyendo de Galilea 30-oct-1948

En julio de 1948, en la Operación Dani, las tropas israelíes tomaron las ciudades de Lod y Ramla, expulsando entre 50.000 y 70.000 palestinos. El Éxodo palestino de Lod y Ramla fue la mayor expulsión de palestinos durante la guerra.
La guerra árabe-israelí de 1948, concluiría en julio de 1949, con la firma del armisticio árabe-israelí, una total victoria israelí y el asentamiento definitivo del Estado de Israel, Transjordania se anexiona Cisjordania y Jerusalén Este, Egipto ocupa la Franja de Gaza, Palestina prácticamente desaparece, e Israel ocupa el 70% del territorio frente al 55% que le otorgaba el plan de partición inicial de Naciones Unidas.
Con la guerra se había producido la expulsión o huida de más de 700.000 civiles palestinos que pasan a vivir en campos de refugiados de todo Oriente Próximo.
La minoría árabe que optó por quedarse en Estado de Israel, asumió su nueva identidad nacional de israelíes, mientras que los árabes palestinos siguieron siendo simplemente "refugiados árabes". A los ojos de la opinión pública occidental, no se diferenciaban de los árabes de Líbano, Siria, Jordania o Egipto. Occidente apenas tenía conciencia de las aspiraciones nacionales palestinas.
El 17 de septiembre de 1948, Leji asesinó al mediador de la ONU para el conflicto, Folke Bernadotte y su acompañante, el coronel francés Serot.  La Asamblea General le había encargado la misión de encontrar puntos de partida para lograr la paz entre las partes, y ya ternía preparados dos planes para presentar ante la ONU. Algunos miembros de la Banda de Stern (Leji) fueron detenidos, pero el gobierno israelí declaró que ninguno estaba relacionado con el asesinato, aunque existían pruebas que los inculpaban. Cuando prescribieron los delitos, en 1968, algunos miembros de la banda admitieron estar implicados en el asesinato.

#### Masacres
Masacre de Ein al Zeitun: El 1 de mayo de 1948 Ein al-Zeitun fueron asesinados entre 30 y 70 presos árabes, por miembros del Palmaj.
Masacre de Safsaf: El 29 de octubre de 1948, el ejército israelí, capturó la localidad árabe palestina de Safsaf. Posteriormente a la captura fueron fusilados entre 52 a 64 aldeanos.
'Masacre de Eilabun': El 30 de octubre de 1948, cometida por soldados de las Fuerzas de Defensa de Israel durante la Operación Hiram. Un total de 14 hombres de Eilabun fueron asesinados.
Masacre de al-Dawayima: El 29 de octubre de 1948, el ejército israelí asesinó a decenas o cientos de civiles tras su captura.
Masacre de Hula (Líbano) tuvo lugar entre el 31 de octubre y el 1 de noviembre de 1948 en Hula (Sur de Líbano). Capturada por el ejército israelí sin oponer resistencia. La mayoría de los hombres entre 15 y 60 años fueron fusilados. Entre 35 y 58 hombres fueron ejecutados.

### 1949 a 1967
Concluida la 1.ª  Guerra árabe israelí continúan las tensiones pero se asientan las posiciones de todos los bandos. Empiezan a aparecer las organizaciones palestinas e Israel es reconocido como estado.

#### Israel miembro Naciones Unidas

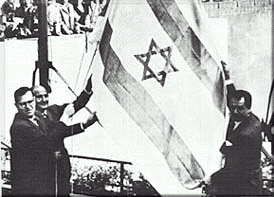
Delegación Israél recién admitida en Naciones Unidas, mayo 1949

El 4 de marzo de 1949 el Consejo de Seguridad de las Naciones Unidas en la resolución 69 recomienda a la Asamblea General que admita a Israel como miembro de las Naciones Unidas. La ONU esperaba que Israel, como miembro, acataría la Carta de las naciones Unidas y las Resoluciones 181 y 194. 
El 26 de abril de 1949, el presidente israelí Weizmann escribió al presidente estadounidense Harry S. Truman:

Ningún acto único, a mi juicio, contribuirá tanto a la pacificación de Oriente Medio, como el ingreso rápido de Israel ante las Naciones Unidas
Jaim Weizmann al presidente Truman

Del 27 de abril a 12 de septiembre de 1949 se celebró la Conferencia de Lausana de 1949 para intentar llegar a un acuerdo, sobre fronteras y retorno de refugiados, en el marco de las resoluciones 181 y 194. 
El 11 de mayo, la Asamblea General acepta a Israel como miembro de las Naciones Unidas en su Resolución 273 Archivado el 15 de junio de 2013 en Wayback Machine.. El 12 de mayo Israel firma el protocolo de Lausana.
El Estado árabe de Palestina previsto en la resolución 181 de la Asamblea General de las Naciones Unidas no llegaría nunca a materializarse. La resolución 194 nunca se llegó a respetar y los refugiados no regresaron nunca.

#### Masacre de Qibya
Del 14 a 15 de octubre de 1953 ocurrió la Masacre de Qibya en la que el ejército de Israel masacró a 69 civiles palestinos, dos tercios de ellos mujeres y niños. Este ataque fue en respuesta al asesinato de tres civiles en la ciudad de Yehúd, por fedayines palestinos.

#### Aparición de Al-Fatah - OLP

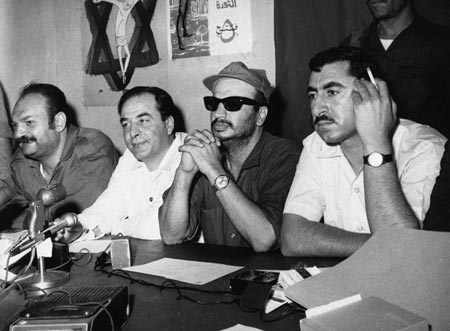
Yasser Arafat, Nayef Hawatmeh y Kamal Nasser en Jordania 1970

La organización Al-Fatah (en árabe La Conquista) aparece entre finales de los cincuenta y se asienta definitivamente en los sesenta, como respuesta a la Crisis del Canal de Suez, y la ocupación Israelí de 1948. Sin embargo, la idea de fundación se remonta a movimientos de resistencia palestinos dispersos en distintos países del Golfo Pérsico. 
Fundado oficialmente por Yasir Arafat en Kuwait, junto con un grupo de estudiantes árabes con la intención de liberar Palestina de la ocupación Israelí. Aparece como movimiento únicamente palestino, independiente de cualquier otro poder extranjero o religioso.
En mayo de 1964 en el primer Consejo Nacional Palestino en Jerusalén Este crea la Organización para la Liberación de Palestina (OLP), partiendo de una coalición de movimientos políticos y paramilitares, posteriormente se incorporaría Al-Fatah.
El 31 de diciembre de 1964, lanzó su primera operación armada contra Israel después de que un comando procedente de Cisjordania atentara contra el acueducto israelí en Tiberíades.

#### Aliás
Durante los años 50 continuó el flujo migratorio de judíos hacia Israel, pero varió en gran medida su origen y tipo. Adquirió gran importancia la originaria de los países árabes y musulmanes. La Operación Esdras y Nehemías trajo a 120.000 judíos de Irak, La Operación Alfombra Mágica, trajo unos 49.000 individuos de Yemen. De Libia llegaron 30.500 personas y de Marruecos 165.000. En total unos 700.000 que también eran refugiados por causa de la guerra de 1948.

### 1967 a 1970

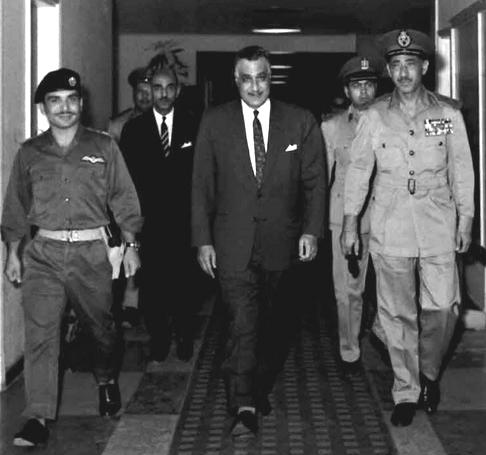
Rey Hussein, Nasser y Abdel Hakim Amer, 30-may-1967, Cuartel General del Cairo, firma del tratado de defensa Egípcio-Jordano-Iraquí.

La guerra de 1948 conmocionó al mundo árabe ante la magnitud del desastre palestino. La ineptitud de los líderes y políticos árabes quedó manifiesta tras el comportamiento desastroso de los árabes en Palestina. Esto debilitó en gran medida a las élites políticas y las nuevas generaciones se mostraban receptivas a los planteamientos del nacionalismo árabe. Se sucedieron asesinatos políticos y golpes de estado en los países vecinos. El resto de países árabes sufrían revoluciones y empezaban a conseguir su independencia tras cruentas guerras.
Mientras crecía el Panarabismo, liderado por Gamal Abdel Nasser, las potencias europeas e Israel veían con desconfianza ese movimiento que estaba consiguiendo unir los sentimientos árabes, y posiblemente contra Israel. 

#### Guerra de los Seis Días
En 1967, los israelíes todavía no tenían acceso al Muro de las Lamentaciones, por haber quedado bajo control de Jordania. Siria controlaba los Altos del Golán, punto estratégico que dominaba la región de Galilea. En plena Guerra Fría, los israelíes eran conscientes de que la Unión Soviética estaba del lado de los países árabes y la ventaja armamentística que en esos momentos disfrutaban podía desaparecer si la URSS comenzaba a suministrar tecnología armamentista a los árabes. 

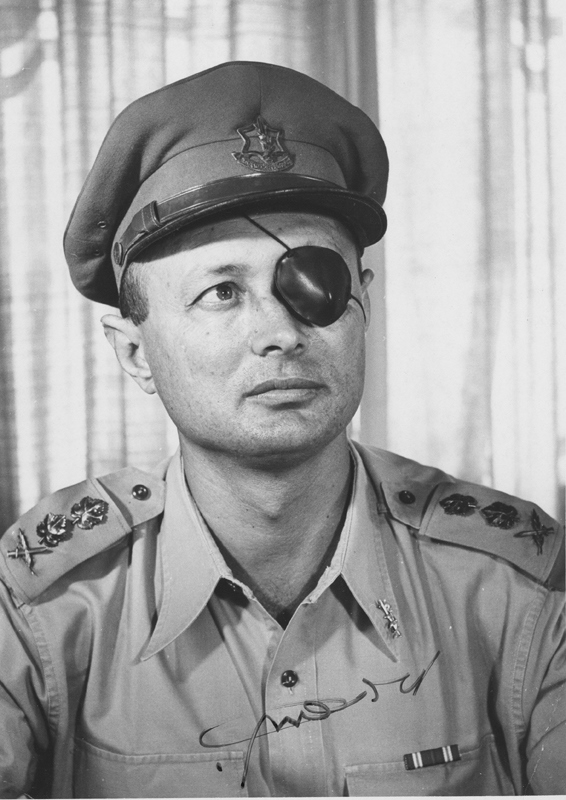
Moshé Dayán

Tras varios altercados y aumento de tensión entre Israel y Egipto, el 16 de mayo, tras un ostentoso desfile militar en el Cairo, emitido incluso por televisión, Nasser ordenó a su ejército cruzar el Canal de Suez, para congregar fuerzas en el Sinaí. Las tropas se concentraron en el Sinaí, sin ningún objetivo militar. Los estrategas israelíes, conocían perfectamente el movimiento de tropas egipcias y su equipación. El Estado Mayor Egipcio solicitó de Naciones Unidas la retirada de sus fuerzas de interposición UNEF que estaban situadas desde la crisis del Sinaí. La retirada de la última unidad de las fuerzas UNEF se produjo el 31 de mayo. El 22 de mayo Egipto ya había cerrado el Estrecho de Tirán a buques israelíes y petroleros que fueran al puerto de Eilat. 

Aviones egipcios destruidos en tierra, junio 1967

En Israel se creó una profunda crisis por causa de las amenazas egipcias. Existía división en el gobierno sobre si era conveniente o no ir a la guerra. Finalmente el 4 de junio el primer ministro Levi Eshkol y su gabinete, con Moshé Dayán como ministro de defensa, y con las garantías de que Estados Unidos apoyarían a Israel en caso de conflicto, se decidió entrar en guerra.

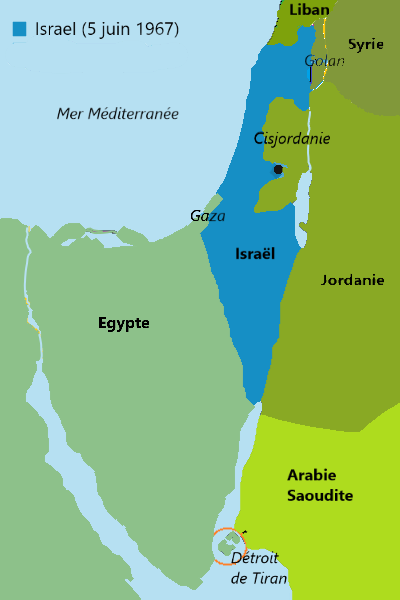
Israel 5-jun-1967

A las 8 de la mañana del día siguiente, escuadrones de bombarderos israelíes partieron hacia Egipto. En menos de tres horas la aviación israelí, dejó fuera de combate la totalidad de bombarderos egipcios y el 85 % de sus cazas.
Las fuerzas jordanas estaban bajo mando egipcio, y este ordenó bombardear las bases israelíes. En dos oleadas, las fuerzas israelíes eliminaron por completo la fuerza aérea jordana. En esa misma tarde consiguieron eliminar dos terceras partes de la fuerza aérea siria. Posteriormente continuaron las fuerzas terrestres.

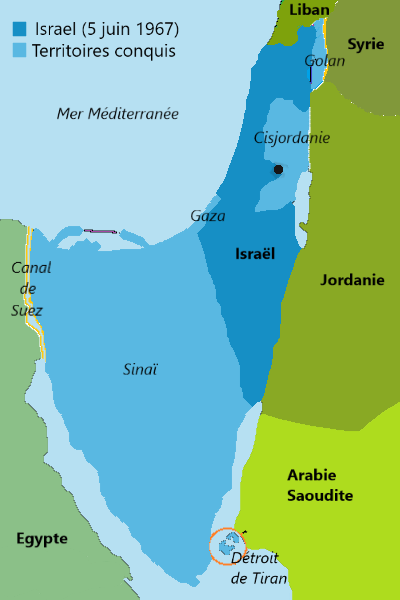
Israel 11-jun-1967

El cuarto día de guerra, las fuerzas israelíes atacaron al buque norteamericano USS Liberty (AGTR-5). No quedó claro la causa del ataque. Los israelíes no dieron ninguna explicación pública.
La contienda terminó con la total derrota de los ejércitos y fuerzas aéreas de Egipto, Jordania, y Siria. La totalidad de la península de Sinaí, La Franja de Gaza, Cisjordania, Altos del Golán y Jerusalén Este; en manos israelíes.
Tras otra nueva derrota total a manos de los israelíes, el mundo árabe se convulsionó nuevamente, tal como pasó en la posguerra de 1948. En los estados árabes se sucedieron golpes de estado y derrocamientos. Los países árabes pusieron fin a todas las negociaciones con Israel, endureciendo su postura desde entonces. Impusieron la política de los "tres noes": No al reconocimiento del Estado de Israel, no a la negociación con Israel, y no a adopción de acuerdos de paz.
La comunidad internacional intentó una política de "paz por territorios" mediante la resolución 242 del Consejo de Seguridad de Naciones Unidas". 

#### Movimientos palestinos

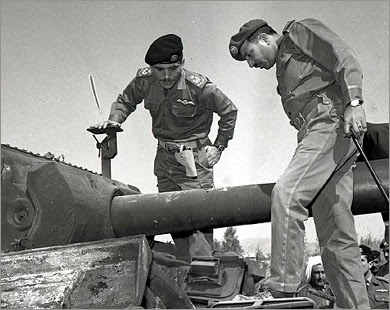
Rey Huseín inspeccionando un carro abandonado tras la batalla de Karamé

Tras la derrota de los países árabes en la guerra de los Seis Días, los países anfitriones de refugiados palestinos, redujeron las restricciones impuestas sobre los movimientos de lucha armada palestinos. Además, al estar todos los territorios palestinos ocupados por Israel, estos movimientos se podían presentar ante la opinión pública como portavoces de los palestinos de los territorios ocupados.

Jordania, debilitada por la destrucción de sus fuerzas armadas, se convirtió en el principal centro de operaciones de los movimientos palestinos. Al-Fatah estableció su cuartel general en Karamé.  

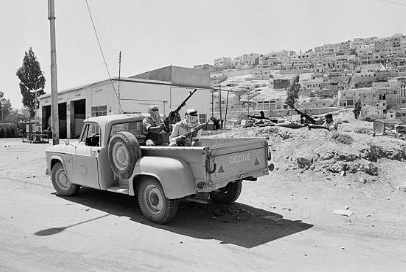
Patrulla del FPLP, Amán 12-jun-1970

El 21 de marzo de 1968 los Israelíes atacaron el campo de entrenamiento, en lo que se llamaría Batalla de Karamé, con unos 15000 soldados y refuerzos de una división acorazada. Arrasaron el campamento, pero los combatientes de Al-Fatah, junto con miembros de Ejército de Liberación de Palestina y apoyo artillero del ejército jordano, que se encontraban emboscados a las afueras de Karamé, lanzaron un ataque sorpresa en el momento de la retirada Israelí, causando bastantes víctimas, antes de que pudieran cruzar de vuelta el río Jordán. El número de víctimas mortales fue de 28 israelíes, 36 jordanos y 116 combatientes palestinos. Sin embargo la batalla se consideró una victoria por el mundo árabe. Esto supuso un espaldarazo para Al-Fatah, ganando en popularidad, apoyo popular y número de combatientes. Al-Fatah comenzó a incrementar el número de acciones. En febrero de 1969, Yasir Arafat sería nombrado presidente de la OLP. 

#### Terrorismo aéreo
Por su parte El Frente Popular para la Liberación de Palestina (FPLP), tenía divergencias con la OLP respecto al tipo de lucha. Opinaba que luchar contra Israel era equivocado, dada la diferencia de fuerzas y de bajas sufridas. En su lugar prefería desarrollar una guerra más llamativa internacionalmente. Fue la primera en usar la piratería aérea como arma terrorista.   

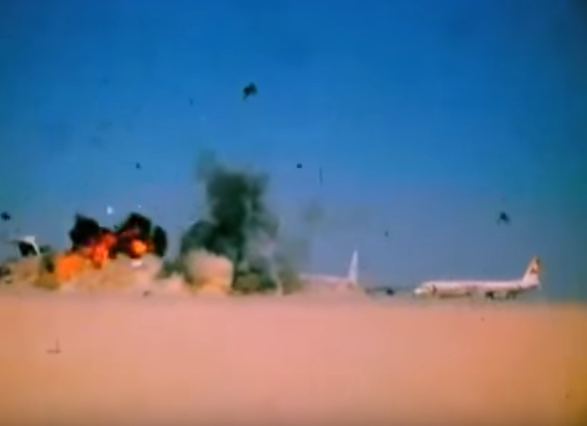
Secuestros de Dawson 12-sep-1970

En julio de 1968 secuestraron el aparato de la línea Tel Aviv a Roma (El Al 426), liberaron al pasaje y sabotearon el aparato, con la única intención de obtener resonancia mundial. Los Israelíes respondieron bombardeando el aeropuerto de Beirut y destruyendo 13 aviones Boeing le la compañía libanesa Middle East Airlines.
El 18 de febrero de 1969, el FPLP atacó al Vuelo El Al 432, muriendo el piloto e hiriendo a varios tripulantes. 
En 1969 atacaron una oficina de la línea aérea El Al, matando a un niño e hiriendo a 31 personas.
El 29 de agosto de 1969, el FPLP, secuestró otro vuelo de la TWA que iba de Roma a Tel Aviv, con escala en Grecia. Desviaron el avión hacia Damasco donde liberaron a los pasajeros y destruyeron el aparato. Las autoridades sirias terminarían liberando a los secuestradores sin cargos. En este secuestro ganó notoriedad la secuestradora Leila Khaled, por ser la primera mujer de los movimientos palestinos en tomar acción. 
En febrero de 1970 hicieron estallar una bomba en el Vuelo 330 de Swissair, matando a 57 personas.
En septiembre de 1970 el FPLP secuestró otro avión con destino a Atenas, exigiendo la liberación de Mahmoud Issa. Consiguieron la liberación del activista y una gran resonancia en los medios de comunicación mundial.

El 6 de septiembre varios activistas del FPLP, de nuevo, llevaron a cabo los secuestros conocidos como Secuestros de Dawson. Secuestraron cuatro aviones: Un avión Tel Aviv-Nueva York (741 de TWA), otro Zúrich-Nueva York (100 de Swissair), y un tercer aparato Bruselas-Nueva York (93 de Pan Am); desviándolos hasta el aeródromo de Dawson, en Jordania. Otro aparato fue secuestrado y desviado a Beirut. Todos los aparatos fueron evacuados del pasaje. 

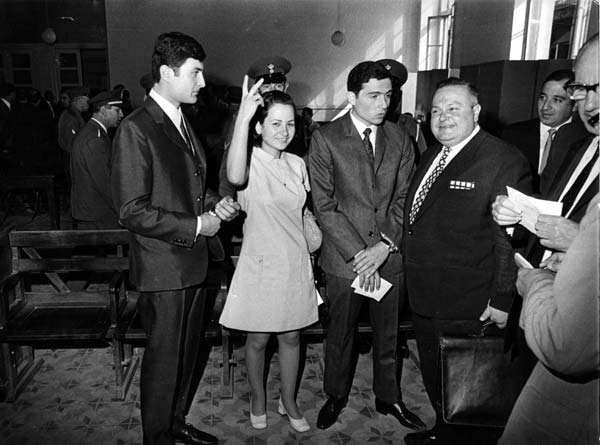
Leila Khaled en Damasco

Un último vuelo Tel Aviv-Nueva York (219 de El Al) fue secuestrado pero la tripulación se reveló y frustró el secuestro que aterrizó de emergencia en Londres. Leila Khaled iba de nuevo en el vuelo y fue detenida por las autoridades británicas. 
El 9 de septiembre fue secuestrado un quinto aparato, Bombay-Londres (775 de BOAC), y desviado también al aeródromo de Dawson, para solicitar al gobierno británico la liberación de Leila Khaled.
Las tropas jordanas intentaron intervenir en el aeródromo de Dawson, pero los activistas palestinos respondieron con amenazas contra ellos y contra los rehenes. Esto incrementó las tensiones ya existentes entre el Reino y los combatientes palestinos.
El 12 de septiembre todos los aparatos en tierra en el aeródromo fueron destruidos ante las cámaras de TV de todo el mundo. Al-Fatah denunció las acciones del FPLP, pero la monarquía ya no hacía distinción entre los grupos activistas palestinos.
La estrategia de dar publicidad a su lucha demostró ser acertada, pues los medios de comunicación mundiales comenzaron a dar informaciones sobre la lucha palestina. Esta publicidad incrementó también el número de palestinos que querían incorporarse a la lucha armada. Por primera vez se conocía en el mundo el problema de los palestinos.

#### Septiembre negro
El incremento de acciones terroristas palestinas terminarían trayendo tensión a los países anfitriones, principalmente a Líbano y Jordania, apareciendo choques armados entre los grupos palestinos y sus anfitriones.  

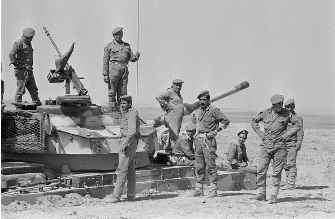
Soldados jordanos sobre un carro sirio del FPLP, 17-sep-1970

En Jordania los activistas palestinos comenzaron a actuar contra el gobierno de Huseín. En 1970 el FPLP secuestró al primer secretario de la embajada de EE. UU. y asaltó dos hoteles de Amán, reteniendo a más de 80 clientes como rehenes. El rey Hussein respondió atacando los campamentos de refugiados palestinos en Amán. La lucha duró una semana y terminó con una tregua y la liberación de los rehenes. Existían intentos por parte de los combatientes palestinos, de derrocar a la monarquía y establecer un gobierno que apoyara plenamente la causa palestina, y los sucesos del aeródromo de Dawson terminaron por hacer intervenir a la monarquía para atajar el creciente poder de los movimientos palestinos en su propio suelo. 

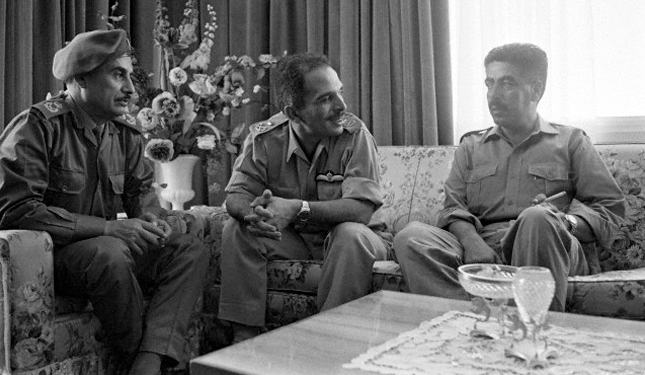
Rey Husaín con su primer ministro y jefe de Estado, 17-sep-1970

El 17 de septiembre El Rey Huseín declara la guerra a los activistas palestinos para expulsarlos de Jordania. Se produjeron intensos combates la capital Amán, entre las fuerzas armadas jordanas y los activistas palestinos, que duró 10 días. En adelante ese mes pasaría para los palestinos a llamarse Septiembre Negro. 
La situación para el reino jordano era muy delicada porque estuvieron a punto de implicarse totalmente Irak y Siria del lado de los palestinos. Siria, de hecho, apoyó al FPLP con 250 carros de combate que atravesaron la frontera. Solo la intervención de Nasser consiguió que se llegara a un alto el fuego, el 28 de septiembre. La guerra se había llevado la vida de 3000 palestinos y cientos de jordanos. La capital Amán quedó muy dañada y los campos de refugiados arrasados. Jordania permitió a los fedayines trasladarse a Líbano, en donde, también terminarían generando gran inestabilidad en el país, llegando a ser un factor importante en la guerra civil libanesa.

### 1971 a 1993
Desde Septiembre Negro, Beirut (Líbano) se había convertido en el Cuartel General de la OLP, y tenía autorización oficiosa de los estados árabes para seguir lanzando ataques contra Israel desde el sur del país. Sin embargo quien sufriría las represalias de Israel eran los civiles del sur de Líbano, de mayoría chií. Esto se unía a que la OLP rivalizaba con el Movimiento Amal para el control del sur del país.
El problema de los inmensos campos de refugiados, con cientos de miles de refugiados, en un país cuya población era de 2.200.000 habitantes, coincidirá con la guerra civil de Líbano. Dentro de la OLP comenzarán a aparecer serias divisiones internas respecto a una solución política o seguir cometiendo ataques terroristas, cada vez más brutales. 

#### Guerra de Yom Kipur
El 6 de octubre de 1973 se comenzó la guerra de Yom Kipur. Fue un ataque coordinado por Egipto y Siria para recuperar respectivamente la Península del Sinaí y los Altos del Golán, que estaban en poder de los Israelíes desde la guerra de 1967. La guerra fue ganada por Israel, pero ya no tendría la misma superioridad que disfrutó en las dos anteriores. Marcó una importante entrada de la influencia de EE. UU. en la política de oriente medio, así como la influencia del petróleo como instrumento de presión a occidente, por los países árabes productores.

#### Arafat llega a la ONU
Tras la guerra del Yom Kipur (1973), Anuar el-Sadat, había seguido negociando con Israel, la devolución del Sinaí. Entre los problemas árabes-israelíes, se encontraba el Problema Palestino. Esta última guerra y ataques terroristas hicieron que occidente empezara a interesarse por la situación en Oriente Medio.

En occidente la OLP eran considerad un grupo terrorista, debido a que alguna de sus facciones habían llevado a cabo ataques terroristas brutales contra civiles inocentes. Sin embargo la OLP era también la única representante reconocida internacionalmente y su líder seguía siendo Yaser Arafat.

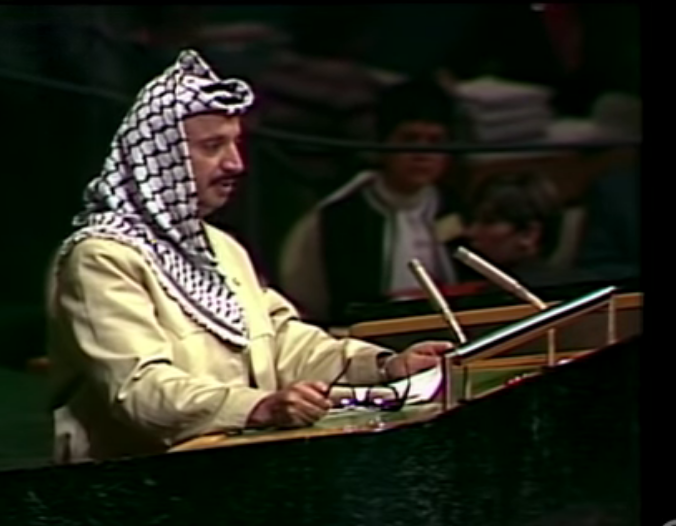
Discurso de Yaser Arafat ante ONU

Para 1974, Arafat era consciente de que Israel era un estado asentado y que ya tenía veinticinco años de existencia. Era una superpotencia militar, tenía el total respaldo de los Estados Unidos y ya era miembro reconocido de las Naciones Unidas. Destruir a Israel y recuperar las tierras perdidas en su totalidad era un objetivo imposible.
La estrategia de Yaser Arafat, se dirigió más a negociaciones con Israel que a ataques terroristas, orientándose hacia una solución de dos estados. La actitud negociadora de Arafat, se encontró con la oposición frontal del FPLP y del FDLP, miembros de la OLP, y del Consejo Nacional Palestino. Por ello, planteó al Consejo Nacional Palestino su Programa de los diez puntos. En él se plantea una "Autoridad Nacional que estaría liderada por la OLP. Tras varias entrevistas de partidarios moderados de la OLP y del Estado de Israel, Said Hammami y Uri Avnery, y publicación en los medios internacionales de artículos que mencionaban el mutuo reconocimiento, se allanó el camino para que Arafat fuera aceptado en la ONU. El 13 de noviembre de 1974 Yaser Arafat se dirige a la Asamblea General de Naciones Unidas reclamando un estado palestino. Su discurso ofrecía propuestas de diálogo pero también amenazas directas.

"He venido a ustedes, señor presidente, con una rama de olivo y con un fusil revolucionario. No arrojen la rama verde de mi mano. No arrojen la rama verde de mi mano.
Yaser Arafat ante ONU, 13-nov-1974

#### Posturas inmóviles
1974 había traído un avance importante para las negociaciones y el desarrollo de la OLP en el ámbito internacional, gracias a las conversaciones secretas entre Hammani y Avnery, que continuaron después.
Sin embargo, desde entonces, las dos direcciones, tanto palestina como israelí, se encontraban en posiciones inmóviles. Ninguna de las dos estaba dispuesta a ceder. Arafat no estaba dispuesto a hacer ninguna concesión a Israel y Rabín no quería dar aliento a ninguna posibilidad de creación de un Estado Palestino.

El 20 de noviembre de 1977, el presidente Sadat realizó una visita a Israel, dando un discurso en la knéset con oferta de paz, seguido de varias negociaciones, con detractores por ambas partes. Menájem Beguin estaba dispuesto a devolver parte del Sinaí, ocupado desde la guerra de los seis días, a Egipto, y los Altos del Golán a Siria, pero se mostró intransigente en hacer concesiones a los palestinos.  

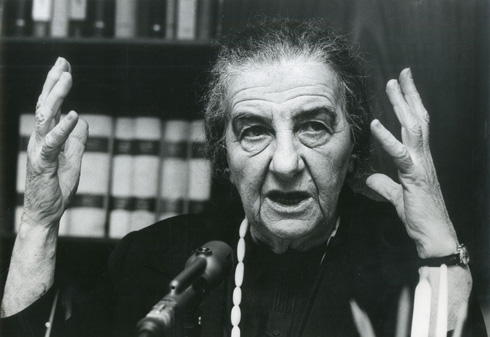
Golda Meir, primera ministra de Israel, 26-jun-1972

Las oleadas de refugiados palestinos a Líbano, habían provocado una variación demográfica importante. En 1950 el número de refugiados palestinos era de unos 127.600, llegando en 1975 a 350.000 personas, casi todos musulmanes. El comienzo de la guerra civil de Líbano, con los palestinos como un factor importante, trajo todavía más tensión a Oriente Medio.

#### Masacres
Este periodo se distinguió por su brutalidad. Por una parte la violencia ya existente entre palestinos e israelíes, a la que se sumaría la generada por la guerra civil libanesa, con miles de refugiados palestinos directamente implicados o afectados.

##### Masacre de Múnich
La Masacre de Múnich En 1972, durante los Juegos Olímpicos de Múnich, se produjo el secuestro y posterior asesinato de deportistas de Israel. Terminó con la muerte de 11 atletas judíos, 5 terroristas y 1 policía. El hecho había sido perpetrado por el grupo terrorista Septiembre Negro.
En respuesta, la entonces primera ministra de Israel, Golda Meir, ordenó la Operación Cólera de Dios, de los servicios secretos israelíes para asesinar a todos terroristas participantes en la masacre. Este brutal ataque terrorista commocionó al mundo entero, pues fue retransmitido casi en directo.

##### Masacre de Maalot

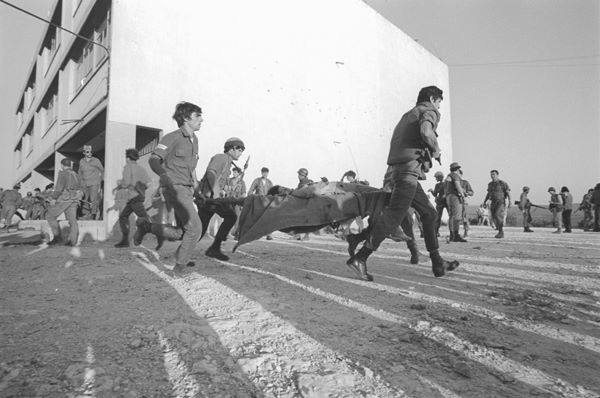
Masacre en escuela en Maalot

El 15 de mayo de 1974, el FDLP cometió la Masacre de Maalot, en la que asesinaron a 22 estudiantes, 3 profesores y a un matrimonio con su hijo; en una escuela de primaria de la ciudad de Ma'alot-Tarshiha.

##### Masacres de Karantina y de Damour
El 18 de enero de 1976 ocurrió la Masacre de Karantina, (Líbano en guerra civil) en la que las falanges libanesas, mataron a unas 1.500 personas, casi todos musulmanes y refugiados palestinos. En represalia El 20 de enero de 1976 tuvo lugar la Masacre de Damour (Líano en guerra civil). Unidades de la OLP atacaron la ciudad de Damour, de mayoría cristiana, y asesinaron a una parte de su población: entre 300 y 600 personas.

##### Masacre de Tel al-Zaatar
La Masacre de Tel al-Zaatar ocurrió el 12 de agosto de 1976 en los campos de refugiados libaneses de Tel al-Zaatar y Jish al-Basha, (Líbano en guerra civil), donde las milicias cristianas bombardearon los campamentos causando la muerte de unos 2000 palestinos.

##### Masacre de la Costa

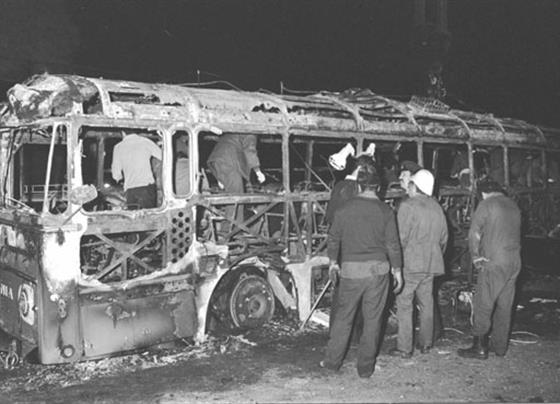
Ataque terrorista al autobús de turistas en Israel 1978

En 1978 Fatah (sección dominante de la OLP) lanzó, desde el sur de Líbano, un atentado terrorista en territorio de Israel, la llamada Masacre de la carretera costera, en la asesinaron a 38 civiles israelíes, entre ellos 13 niños, y dejaron a 71 heridos. En respuesta Israel lanzó la Operación Litani, para expulsar a la OLP del sur de Líbano hasta el norte del río Litani. La ONU creó la fuerza de interposición UNIFIL, para impedir enfrentamientos en la zona y que los terroristas siguieran lanzando ataques desde allí, contra Israel. La OLP se vio obligada a replegarse al norte del río.

##### Operación Paz para Galilea
El primer ministro Menájen Beguin y su ministro de defensa Ariel Sharón, tenían intenciones de inclinar la balanza de la guerra libanesa del lado de los cristianos, expulsando a la OLP y a las fuerzas sirias. De esta forma tendría libertad para anexionarse los territorios de Cisjordania, que mantenía ocupados desde la guerra de los seis días.
El 3 de junio de 1982, el grupo terrorista de Abu Nidal, intentó asesinar al embajador israelí Shomo Argov en un hotel de Londres. Aunque este grupo era enemigo de Yaser Arafat y de la OLP, y que la OLP llevaba un año respetando el alto el fuego con Israel; el gobierno de Israel declaró la guerra a la OLP en el sur de Líbano.

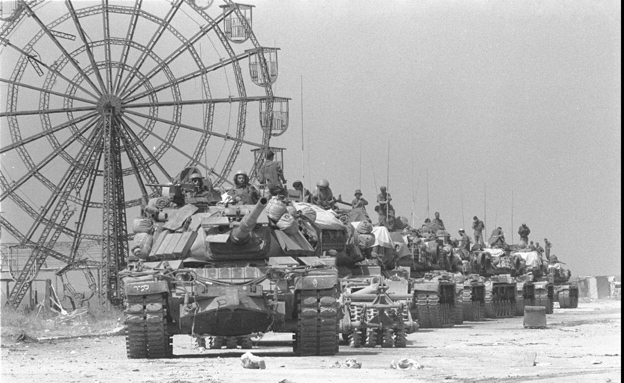
Columna de carros israelíes en la Operación Paz para Galilea

El 4 de junio, Israel bombardeó con su aviación y su armada el sur de Líbano y el oeste de Beirut. El 6 de junio las fuerzas terrestres cruzaron la frontera en la llamada Operación Paz para Galilea. Durante diez semanas, según los informes de Naciones Unidas, la invasión había matado a más de 17.000 libaneses y palestinos y causado 30.000 heridos.
Israel tenía la esperanza de descabezar a la OLP, matando a Yaser Arafat. Este se vio obligado a cambiar diariamente su ubicación. Cada vez que los israelíes recibían un informe que señalaba que Arafat se había refugiado en un determinado edificio, este se convertía inmediatamente en blanco de los bombardeos judíos.
Tras presiones de EE. UU., se llegó a un alto el fuego. A cambio la OLP se retiraría de Beirut. Estos se distribuyeron por diferentes países árabes, estableciendo su nuevo cuartel general en Túnez. Sin embargo las familias de los combatientes, permanecieron Beirut.

##### Masacre de Sabra y Chatila
Las fuerzas internacionales de protección del alto el fuego ya se habían retirado y la seguridad de las familias de los palestinos recaía en el ejército de Israel. 

Tras el asesinato del recién elegido presidente Bashir Gemayel, el 14 de septiembre de 1982, las Falanges Cristianas Libanesas, decidieron vengarlo. La noche del 16 de septiembre, el ministro de defensa israelí, Ariel Sharón y el jefe del Estado Mayor, Rafael Eitan, autorizaron el despliegue de los milicianos falangistas en el campamento de refugiados palestinos. Se produjo entonces la Masacre de Sabra y Chatila. Durante treinta y seis hora los falangistas asesinaron sistemáticamente a centenares de palestinos, con conocimiento del ejército israelí. Según atestigua la Cruz roja palestina, más de 3000 muertos.

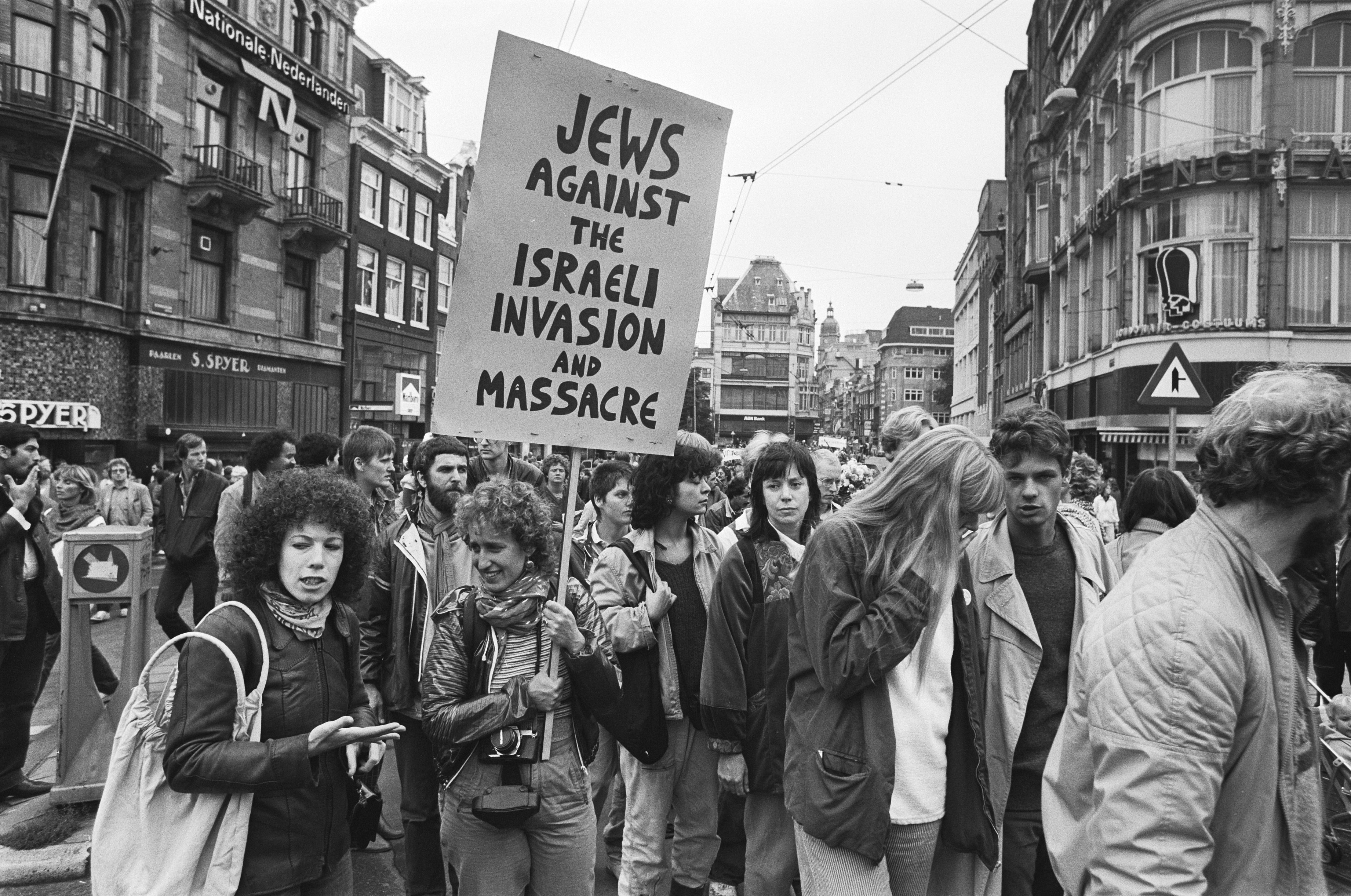
Manifestación de judíos en Ámsterdam, 25-sep-1982

Tras la condena internacional y una manifestación en Israel de unas 300.000 personas (10 % de la población), el primer ministro ordenó la creación de una comisión (comisión Kahan) para investigar los hechos. Esta comisión terminaría imputando al primer ministro Menájen Beguin, al ministro de exteriores, Isaac Shamir, al jefe del Estado Mayor general Eitan, y solicitó la dimisión del ministro de defensa Ariel Sharón. Las fuerzas internacionales se volvieron a desplegar en Beirut para proteger a las familias de los combatientes de la OLP deportados.
Una de las consecuencias de la invasión de Israel a Líbano fue la radicalización de los sentimientos antiisraelíes, y aparición de un nuevo enemigo de Israel, los extremismos islámicos, siendo su principal protagonista Hezbolá.
A principio de los años ochenta, comenzaron a ser más frecuentes los disturbios de palestinos con las fuerzas israelíes en los territorios ocupados de Gaza y Cisjordania. Pasando de unos 656 disturbios en 1977 a 2663 en 1984. Estos disturbios eran seguidos de arrestos generalizados, actos de intimidación, torturas y humillaciones.

#### Primera intifada
El 8 de diciembre de 1987, hubo un accidente de tráfico en el que un camión israelí chocó con dos furgonetas de obreros palestinos, en el que murieron cuatro de ellos. Se corrió el rumor de que había sido en venganza por el asesinato de un judío a manos de un palestino. Tras el funeral hubo manifestaciones que fueron disueltas por el ejército israelí con fuego real, del que resultaron muertos varios manifestantes. Esto desencadenó mayores revueltas en Gaza y Cisjordania, en un principio descoordinadas. Antes de que terminara 1987 las fuerzas israelíes ya habían matado a 22 manifestantes.
El aumento de la violencia hizo que se integraran los movimientos organizados, entre ellos Los Hermanos Musulmanes de Gaza, que fundarían el movimiento Hamás, movimiento puramente islámico de resistencia que llama a la destrucción de Israel, mediante la yihad, para la creación de un Estado Islámico en Palestina. Por contra, la OLP y sus grupos afines que, eran puramente nacionalistas, tenían mayor presencia en la zona de Cisjordania y llevaban años trabajando para crear un Estado Palestino, vecino de Israel (Solución de dos Estados).
La postura de Hamás sería mucho más radical e intransigente, viendo la ocupación no como una colonia en tierras árabes sino como una ocupación extranjera en suelo islámico. Tras la emisión de panfletos por parte del Mando Nacional Unificado y de Hamás, la OLP volvería a retomar el mando y emitió unos 100.000 panfletos, llamando al boicot, huelga y sabotajes. Al aumentar las revuelta, Israel empezó a aplicar castigos colectivos, arrestos generalizados, detenciones sin cargos y demolición de viviendas. El ejército de Israel respondía con fuego real al lanzamiento de piedras de los manifestantes, lo que provocó un cambio en la opinión pública pública internacional respecto a los palestinos.

#### OLP reconoce a Israel
El 15 de noviembre de 1988 Arafat se dirigió al Consejo Nacional Palestino, reconociendo oficialmente, en nombre de la OLP, la partición propuesta por ONU de Palestina en dos estados (res. 181), y por tanto el Estado de Israel; y el principio de paz por territorios (res. 242 y 338). Además se comprometía a la coexistencia pacífica con Israel, renunciando a cualquier tipo de terrorismo. Esto supuso para la OLP el reconocimiento internacional. La mayoría de los estados de Europa occidental concedieron a Palestina reconocimiento como estatus diplomático, aunque EE. UU. y Canadá se negarían.
Sin embargo, Israel y Hamás, rechazaron de pleno esta declaración. En verdad nada había cambiado para los Palestinos. En noviembre de 1988, la Primera Intifada había costado la vida de 626 palestinos, 37.000 heridos y más de 35.000 arrestados. Además la comunidad palestina quedó dividida en dos facciones que rivalizan abiertamente entre ellas.

#### El mundo cambia, primeras negociaciones

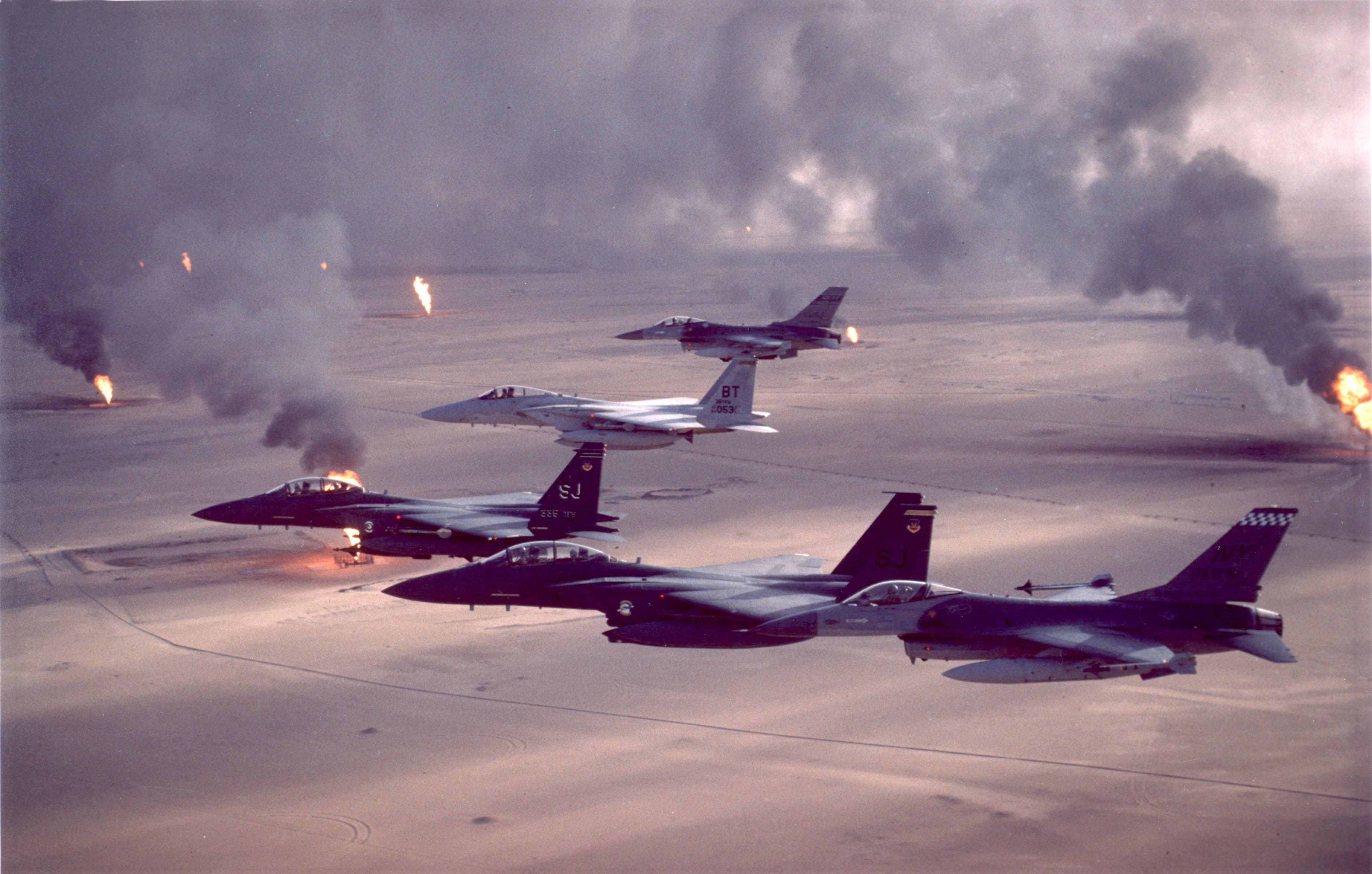
Aviones caza de USAF sobre los pozos de petroleo en llamas. Tormenta del Desierto, 1991.

El resto del mundo estaba cambiando. Había terminado la Guerra Fría y en el mundo árabe también estaban sucediendo eventos importantes. El 2 de agosto de 1990 Irak invadió Kuwait. Inmediatamente Estados Unidos condenó la invasión. Yaser Arafat se puso del lado de Irak, y el rey Husein de Jordania se abstuvo de condenar la invasión. El 16 de enero de 1991 comenzó la Operación Tormenta del Desierto, con el bombardeo norteamericano de las posiciones iraquíes, tanto en Irak como en Kuwait. Irak respondió lanzando misiles Scud contra Israel y Arabia Saudí. Muchos palestinos verían con buenos ojos estos ataques, ante su frustración, porque la Primera Intifada solo había servido para aumentar las restricciones y represión que padecían.
El que la OLP se hubiera posicionado del lado de Irak, le traería consecuencias, pues sus principales benefactores eran las Monarquías del Golfo que, en adelante, reducirían drásticamente su aporte financiero. Además la comunidad internacional cambió su actitud ante la organización.
Durante la guerra, Sadam Huseín apeló frecuentemente a la liberación de Palestina, para atraer a sus vecinos árabes a una causa común contra los que planteaba como enemigos de los árabes, Israel y su aliado EE. UU.. Estos, a su vez, eran objeto de críticas por los países árabes al amparo de las resoluciones de Naciones Unidas sobre la ocupación de Kuwait, pero se inhibían ante las resoluciones respecto a ocupación de Palestina.
Estados Unidos, tomó mayor protagonismo en la zona de oriente medio. A su vez eran conscientes de la gran presión que el conflicto árabe-israelí estaba trayendo a toda la región. Y las reclamaciones de Sadam Huseín sobre el asunto palestino, aunque interesadas, habían conseguido reavivar el asunto entre los países árabes, que se habían visto batallando contra un país árabe, en lugar de su enemigo histórico que era Israel.         

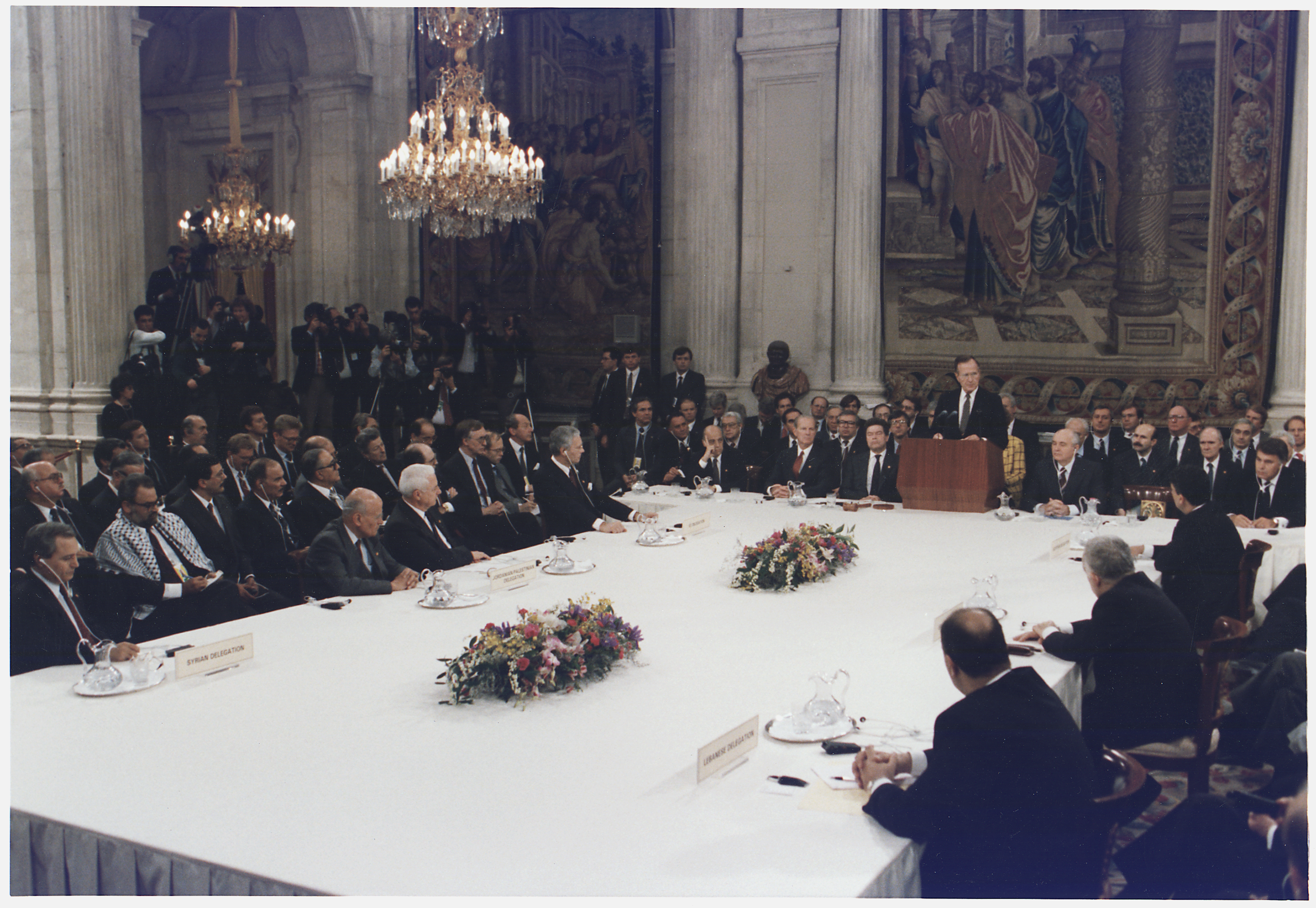
George Bush preside la Conferencia de Paz para Oriente Medio de Madrid, 1991

Estados Unidos comenzó a promover conversaciones de paz, aunque en un principio tanto ellos como Israel eran reticentes a negociar con la OLP. Además Israel tenía desde 1986 una ley antiterrorista que prohibía cualquier negociación con cualquier miembro o representante de la OLP, por cualquier motivo. No obstante desde el 13 de marzo de 1991, mantuvieron seis meses de negociaciones, hasta la Conferencia de Paz de Madrid. En la conferencia no se avanzó, pues aunque comenzó con buenas intenciones, terminó con reproches e insultos por todas las partes, llegando los Israelíes a abandonar la conferencia incluso antes de su final oficial. Incluso así, sirvió para "romper el hielo" y permitir contactos entre delegaciones para otras futuras negociaciones.
Israel estaba presidido por Isaac Shamir, con una coalición de derechas del Likud. El fin de la Guerra Fría permitió la llegada de más judíos de la Unión Soviética, por lo que aceleró su política de asentamientos de colonos. Las organizaciones palestinas habían puesto como principio de negociación la paralización de nuevos asentamientos y la autoridad sobre Jerusalén Este.

### 1993 a 2004
En julio de 1992 Isaac Rabin llega a primer ministro de Israel, con Shimon Peres como ministro de exteriores. Isaac Rabin tenía intención de estabilizar la situación con palestina. Israel derogó la ley antiterrorista que prohibía las negociaciones con Palestina. Por otra parte, la OLP estaba acorralada pues la reducción drástica de su presupuesto la había debilitado notablemente y vivía una grave situación tanto interna como de imagen ante el pueblo palestino. Necesitaba actuar en alguna dirección.               

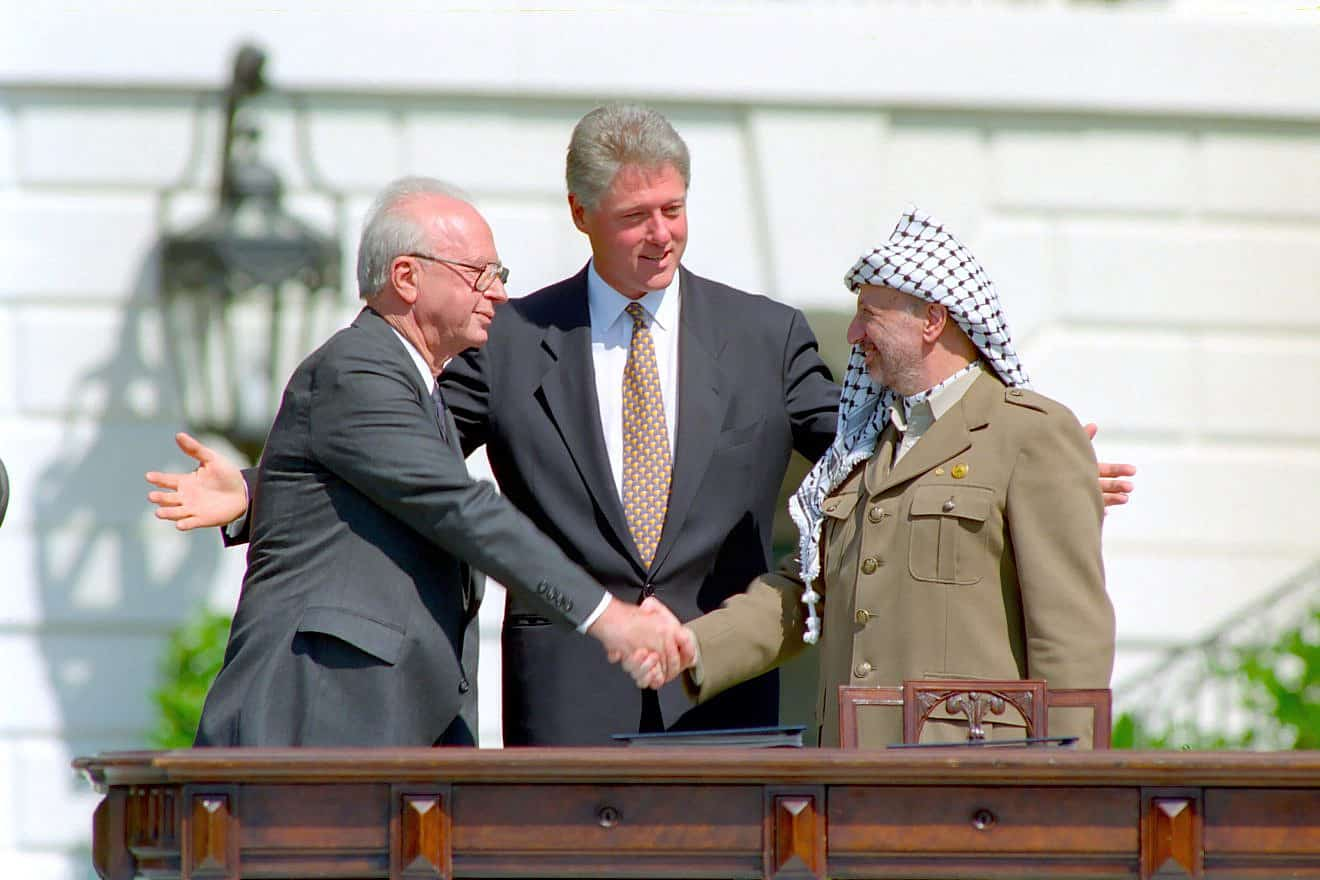
Bill Clinton, Isaac Rabin, Yasser Arafat en la Casa Blanca, 13-sep-1993

#### Acuerdos de Oslo
En enero de 1993, gracias a la mediación del ministerio de exteriores noruego, comenzaron las negociaciones preliminares en Oslo, entre representantes de ambas partes. Las negociaciones se mantuvieron de forma secreta. 
El 13 de septiembre de 1993 se haría público el acuerdo alcanzado. Supuso un reconocimiento mutuo por ambas partes.

El gobierno del Estado de Israel y la OLP, representando al pueblo de Palestina, acuerda que es el momento de poner fin a décadas de enfrentamiento y conflicto, reconocer su mutuos y legítimos derechos políticos, y tratar de vivir en pacífica coexistencia, dignidad mutua, seguridad y alcanzar un establecimiento de la paz, justa, duradera y amplia, así como reconciliación a través de procesos políticos...
Preámbulo de los acuerdos de Oslo, 13-sep-1993

El acuerdo planteaba solución a algunos de los temas en disputa entre ambas partes, aunque dejaba otros, más importantes, para posteriores negociaciones. 
Básicamente, establecía un periodo transitorio, menor de cinco años, de autogobierno para de Gaza y Cisjordania; dirigido a cumplir las resoluciones 242 y 338 de la ONU. Durante ese periodo, las fuerzas israelíes se retirarían de Gaza y Cisjordania y se produciría un traspaso de poderes, aunque no total, a la Autoridad Nacional Palestina.
Tras los acuerdos, los países árabes comenzaron a establecer relaciones diplomáticas directamente con Israel. Sin embargo, los extremistas de ambas partes, intentaron frustrar cualquier intento de paz, mediante la violencia. Hamás y la Yihad Islámica cometerían atentados mortales contra civiles Israelíes. Los extremistas israelíes también cometieron atentados contra civiles, como el caso de la Masacre de Hebrón de 1994 en la que un extremista mató a 29 personas. Se elevó la espiral de violencia con más atentados mortales por ambos bandos. 
El 4 de noviembre de 1995, tras una manifestación pacifista multitudinaria en Tel Aviv, Isaac Rabin dirigió un discurso llamando a la paz por todos los bandos. Al terminar el discurso Isaac Rabin fue asesinado por un estudiante de derecho israelí, con la intención de detener el proceso de paz. Esto supuso una interrupción brusca de cualquier esperanza de paz entre israelíes y palestinos. 
Shimon Peres, sucesor de Rabin, lanzó la Operación Uvas de la Ira, en abril de 1996, como respuesta a los ataques de Hezbolá en el sur de Líbano, causando la muerte de 102 refugiados palestinos dentro una base de la ONU, y el desplazamiento de 400.000 libaneses.
En 1996 fue elegido primer ministro de Israel Benjamín Netayahu, líder del Likud, y opuesto al plan de paz por territorios. Encargó la construcción de 6500 viviendas en Jabal Abu Ghunaym, para un nuevo asentamiento llamado Har Homa, con la intención de rodear Jerusalén Este de asentamientos judíos y aislarlo de Cisjordania.

#### Intento de salvar los acuerdos de Oslo
En 1999 Ehud Barak sucedió a Netanyahu. Retiró las fuerzas israelíes del sur de Líbano, circunstancias que aprovecharía Hezbolá para atacar a las tropas israelíes, sin que estas respondieran a los ataques. Barak tenía intenciones de lograr un acuerdo de paz con la OLP, por lo que en año 2000 se volvió a reunir en Camp David en la Cumbre de Paz de Camp David , pero no se llegó a ningún acuerdo.
En enero de 2001, se celebró la Cumbre de Taba, en la aunque Israel ofrecía términos más generosos, seguían reteniendo gran parte del esperado Estado Palestino, por lo que tampoco se llegó a ningún acuerdo. 
Durante los años de negociaciones del proceso de Oslo, los asentamientos israelíes experimentarían su mayor expansión desde el año 1967. En Cisjordania y Jerusalén los colonos pasarían de 247.000 en 1993 a 375.000 en el año 2000. Además, estaban situados en zonas estratégicas por la proximidad a ciudades judías o a acuíferos importantes, para control de los recursos hídricos de la región.

#### Segunda Intifada
El fracaso de las promesas israelíes en todo el proceso de Oslo, junto con la expansión continua de asentamientos judíos, en contra del derecho internacional, y el deterioro del nivel de vida de los palestinos, provocaría un levantamiento en septiembre del 2000, La Segunda Intifada. Esta iba a ser más violenta que la Primera Intifada.

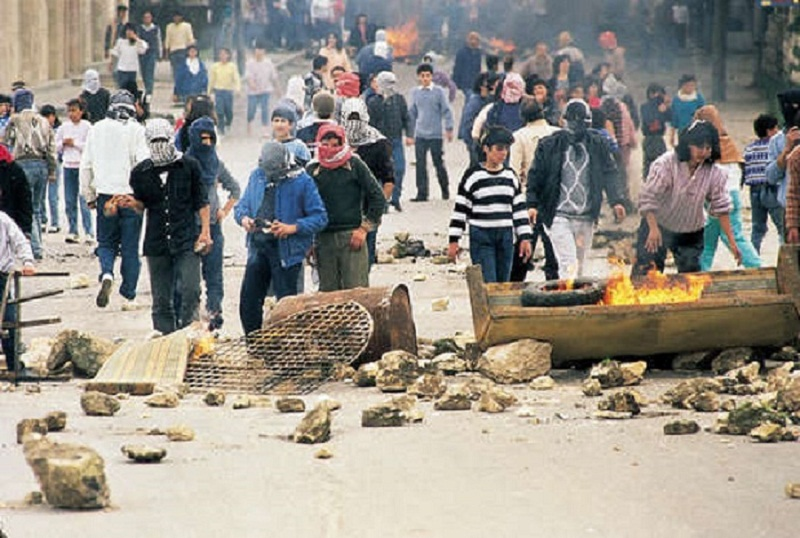
Segunda Intifada

El 28 de septiembre Ariel Sharón, líder del partido derechista Likud, entonces en la oposición, visitó la Explanada de las Mezquitas, con una escolta de 1500 policías armados, defendiendo ante los periodistas que le acompañaban el dominio de Israel sobre toda Jerusalén. Varios dignatarios palestinos protestaron por la presencia de Sharón en la zona —sagrada para los musulmanes y tradicionalmente respetada por Israel—. 
Durante las discusiones, la policía israelí zarandeó al imán de la mezquita Al Aqusa. Al día siguiente, la asistencia a la oración del viernes fue masiva en la explanada. Cientos de policías israelíes entraron en la ciudad vieja. Al terminar el rezo los palestinos arrojaron piedras contra la policía, a lo que esta respondió abriendo fuego real. 
Ariel Sharón fue elegido primer ministro en febrero de 2001. Oriente próximo se encontraba más lejos que nunca de alcanzar la paz.
Los Atentados del 11 de septiembre de 2001 y su posterior lucha contra el terrorismo,  enfrentaron a los Estados Unidos contra el mundo árabe. "En los países árabes eran muchos los que se alegraban de ver sufrir a los Estados Unidos". Este alejamiento del mundo árabe estrecharía sus lazos con Israel. El enemigo común, permitió la complacencia de Estados Unidos ante las actuaciones desproporcionadas de Israel. En esos momentos la segunda Intifada estaba en su momento más violento. Para 2001 los terroristas palestinos habían llevado a cabo 35 atentados suicidas y matado a 85 personas.  En 2002 fueron 55 atentados y mataron a 220 israelíes. En marzo tuvo lugar la Masacre de Netanya en la que mataron a 30 israelíes en una fiesta del Pésaj. A esto respondió Israel con la Operación Escudo Defensivo en la que murieron 30 israelíes y 497 palestinos.
Israel emplearía medidas disuasorias para luchar contra la rebelión palestina. En junio de 2002, Ariel Sharón ordenó ocupar de nuevo Cisjordania e intensificar los ataques contra la resistencia palestina. En julio de 2002 lanzaron una bomba de 900 Kg. sobre un edificio en el que se encontraba Salah Shehade, líder de Hamás. La explosión destruyó el edificio, matando a 18 vecinos del inmueble, incluidos 8 niños.
Desde el comienzo de la segunda Intifada hasta 2002 habían muerto más de 1000 palestinos, habían sido arrestados miles de ellos, incluso sin acusación alguna y al amparo de normativas de emergencia vigentes desde el mandato británico. Entre 2000 y 2004 los israelíes habían destruido 628 casas palestinas y dejado sin hogar a 3983 personas, de las que cerca de la mitad (el 47%) no tenían relación alguna con los autores de los atentados; esto supuso que por cada culpable de un acto violento que perdió su casa, doce inocentes también sufrieron el mismo castigo. Solo en un 3% de los casos se dio aviso previo a los propietarios de estas viviendas. También se incrementaron los asentamientos en territorios ocupados.

#### Comienzo de la barrera de separación

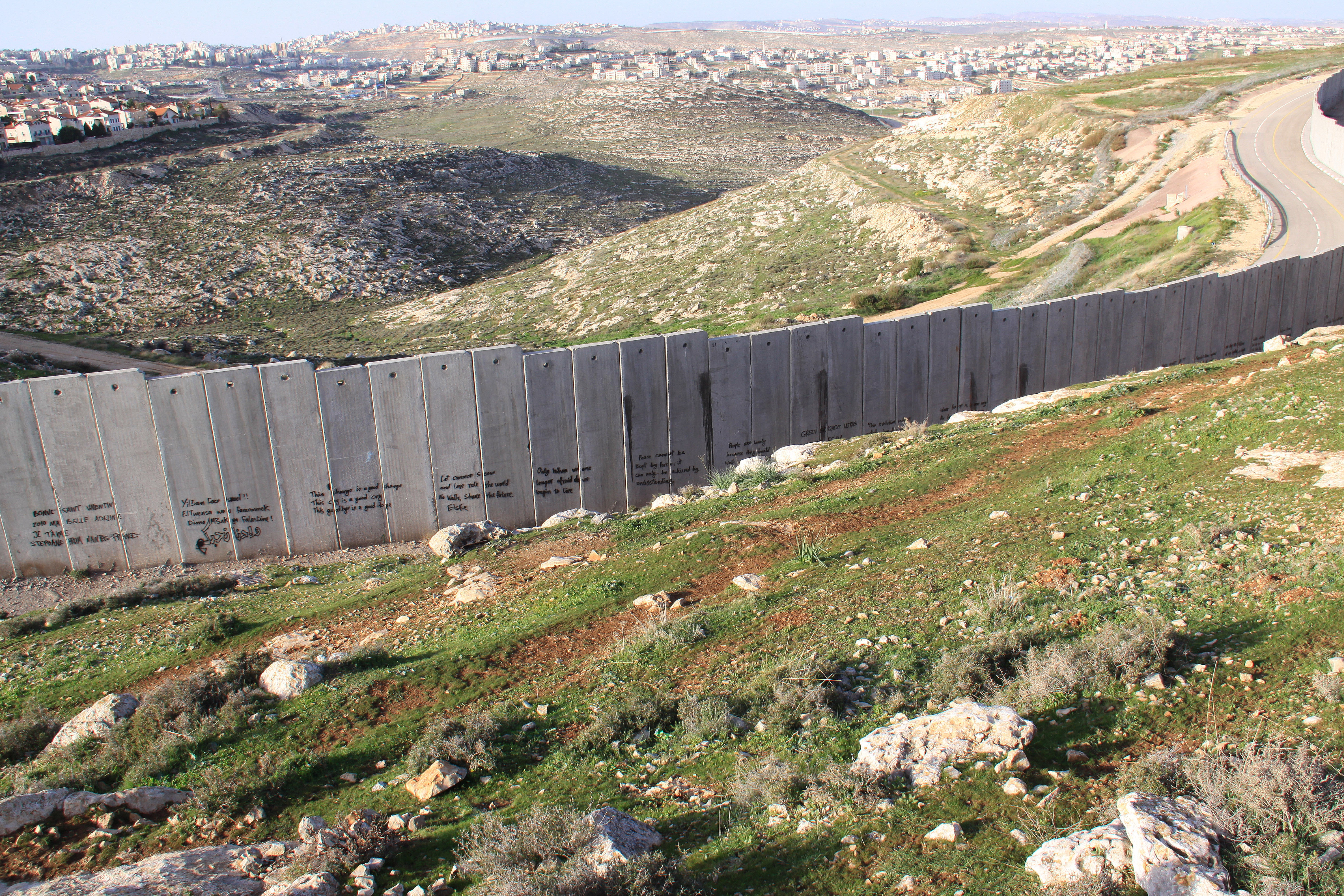
Muro cerca de Ramala.

En 2002, Israel comenzó la construcción de una barrera de separación de 720 km argumentando que así impediría los atentados, con la que separaba un 9 % del territorio de Cisjordania (especialmente los acuíferos de la zona) y que afectaba directamente al medio de vida de la población palestina de la zona.
La construcción de esta barrera ha sido condenada por todos los organismos internacionales, inclusa la Corte Internacional de Justicia. Todavía, según juez Rosalyn Higgins, en su opinión separada: «Palestina no puede ser una entidad internacional suficiente para ser invitada a estos procedimientos y beneficiarse del derecho humanitario, pero no puede ser una entidad internacional suficiente para que se aplique la prohibición de ataques armados contra otros. Se trata de un formalismo parcial. La cuestión seguramente es dónde recae la responsabilidad por el envío de grupos y personas que actúan contra civiles israelíes y la gravedad acumulativa de tales acciones» (§ 34).

#### Cuarteto de Madrid
En 2003 se creó el llamado Cuarteto de Madrid, incorporando a Estados Unidos, Rusia, Unión Europea y Naciones unidas en las negociaciones para intentar encontrar una solución. Elaboraron lo que se llamó una "hoja de ruta para la paz en Oriente Próximo", planificando el fin de la violencia, normalización de la vida en la zona, creación del estado palestino provisional, fronteras temporales para definir posteriormente una solución definitiva y reconocimiento mutuo de los dos estados.
La Al-Fatah, parte principal de la Autoridad Palestina, estaba envuelta en acusaciones de corrupción, siendo Yasir Arafat acusado de desviar grandes cantidades del dinero, desde 2001, suministrado por naciones extranjeras para el desarrollo del Estado Palestino. Este descontento de la población con Al-Fatah, junto con las dificultades planteadas por Israel, que no cedía en cuestiones como el retorno de los refugiados o los asentamientos judíos, favorecieron los planteamientos extremistas de Hamás. 
En noviembre de 2004 moría Yaser Arafat, por problemas de salud, en un hospital de París. 

### 2005 a 2009

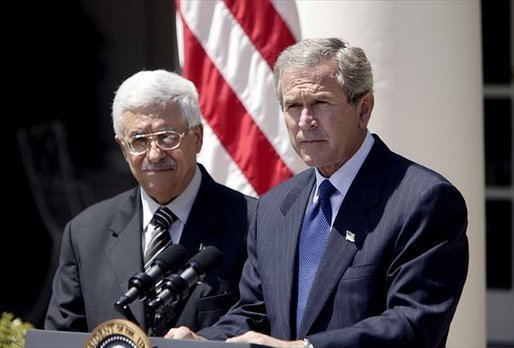
Mahmoud Abás y George Bush en la Casa Blanca 2005

En enero de 2005, los palestinos eligieron un nuevo presidente, el dirigente de Al-Fatah, Mahmoud Abás. La administración Bush, acogió de buen agrado la renovación del cargo, pero Ariel Sharón, se negó a negociar con él. 

#### Retirada isrelí de Gaza y entrada de Hamás
En 2005, Ariel Sharón anunció su intención de retirar a la totalidad de las fuerzas israelíes y colonos de la Franja de Gaza. Tenía allí destacados a miles de soldados israelíes para dar protección a solo 8000 colonos judiós,  rodeados de una población de 1.400.000 palestinos hostiles. Esto hacía la situación insostenible, lo que contó con la aprobación del ejército y los votantes israelíes. Esta retirada de Israel fue aprovechada por Hamás para atribuirse el mérito de la expulsión de Israel, gracias a sus años de resistencia armada. Esto le supuso a Hamás el triunfo abrumador en las elecciones celebradas en 2006 y aceptadas como justas por los observadores internacionales. Así un partido político considerado como organización terrorista en occidente, entraba a formar parte del gobierno palestino. Hamás rechazó todos los acuerdos llevados con el Cuarteto de Madrid (Hoja de Ruta), rechazando el fin de la violencia como recurso de lucha por sus intereses, y rechazando el reconocimiento del Estado de Israel.

#### Extremistas islámicos contra Israel
En junio y julio de 2006, se desarrollarían ataques por los grupos Hamás y Hezbolá contra Israel. 
Hamás llevaba tiempo reforzando las Brigadas de Ezzeldin Al-Qassam, y lanzando cada vez más cohetes Qassam sobre Israel, desde su dominio Gaza. El 9 de junio de 2006, Israel bombardeó una playa en el norte de Gaza en la que murió una familia.  El 25 de junio Hamás introdujo un grupo desde el sur de Gaza y atacó a un puesto militar israelí, matando a dos soldados y secuestrando al cabo Guilad Schalit. Israel respondió entrando en Gaza y arrestando a 64 funcionarios de Hamás. Hamás respondió con cohetes caseros e Israel con la operación de bombardeo Operación Lluvia de Verano. El fin de las hostilidades, 26 de noviembre, total de víctimas fue de 11 israelíes y más 400 palestinos.

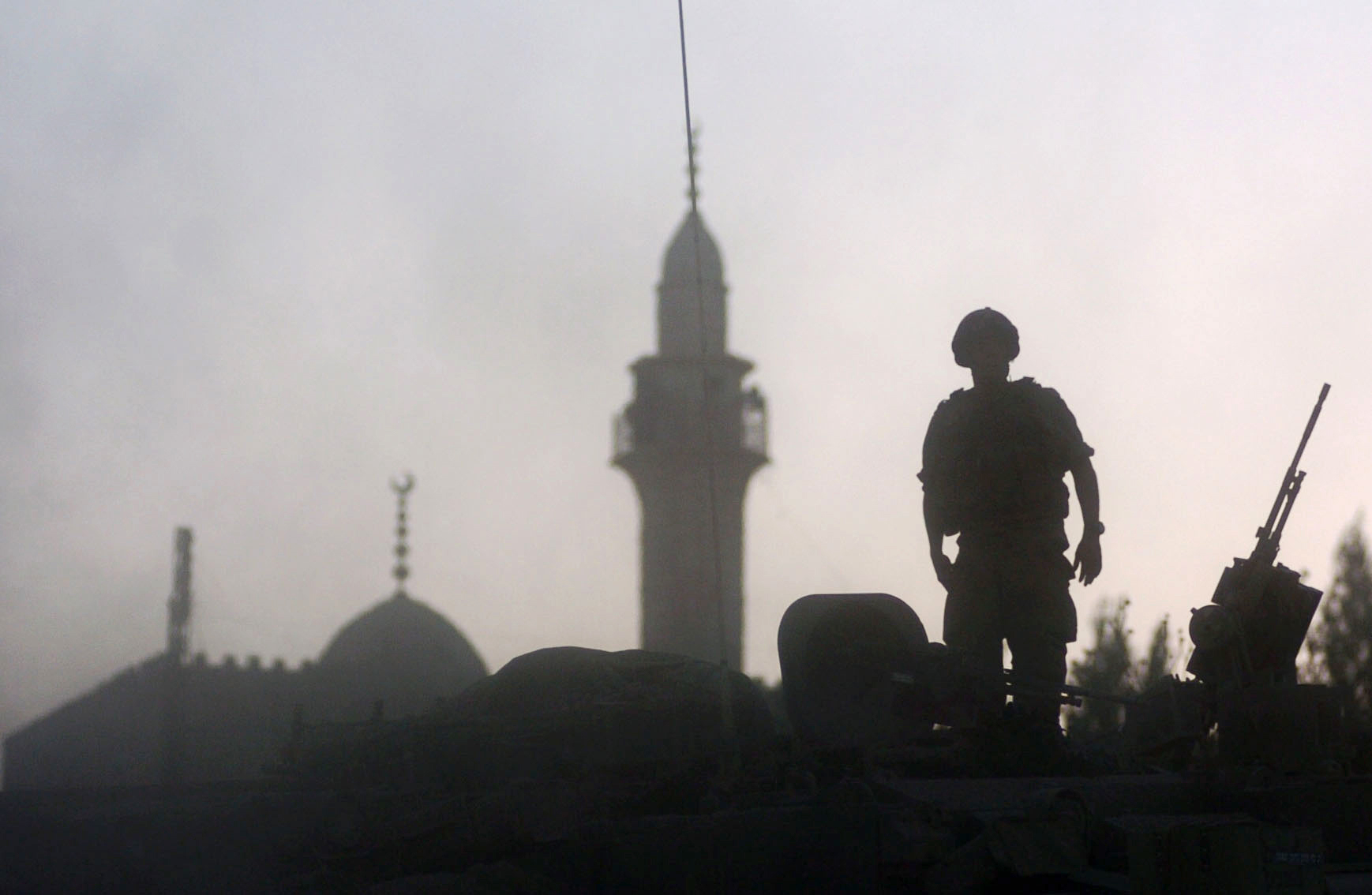
Guerra del Líbano 2006

Por su parte Hezbolá el 12 de julio, en plena operación Lluvia de Verano, atacó a una patrulla israelí, matando a tres soldados y secuestrando a otros dos. Israel respondió invadiendo el sur del Líbano y arrasando las zonas chiíes del sur de Beirut. A su vez Hezbolá atacó con el lanzamiento de miles de cohetes Katyusha sobre el norte de Israel. Terminaría desencadenándose la Guerra del Líbano de 2006. Estados Unidos apoyó directamente a Israel con el suministro de misiles guiados y bombas racimo. El número de víctimas sería de 43 israelíes y más de 1100 libaneses.

#### Al-Fatah y Hamás dividen Palestina
Desde la victoria de Hamás en las elecciones, apareció rivalidad sobre el control de la Autoridad Palestina, negándose mutuamente la legitimidad. Empezaron a producirse enfrentamientos armados y secuestros entre miembros de los dos partidos. Hamás reforzó su control sobre Gaza a lo que Fatah respondió haciendo lo análogo en Cisjordania.
En junio de 2007, los enfrentamientos de bajo nivel entre Al-Fatah y Hamás se convirtieron en guerra local, con masacres por ambos bandos. La disputa terminaría con Hamás controlando la Franja de Gaza y Al-Fatah, más moderado y no islámico, controlando Cisjordania, con apoyo del Cuarteto de Madrid. Este cuarteto cortó las ayudas económicas a Gaza, lo que degradó el nivel de vida de la franja a crisis humanitaria.

#### Bloqueo y conflicto de Gaza de 2008-2009

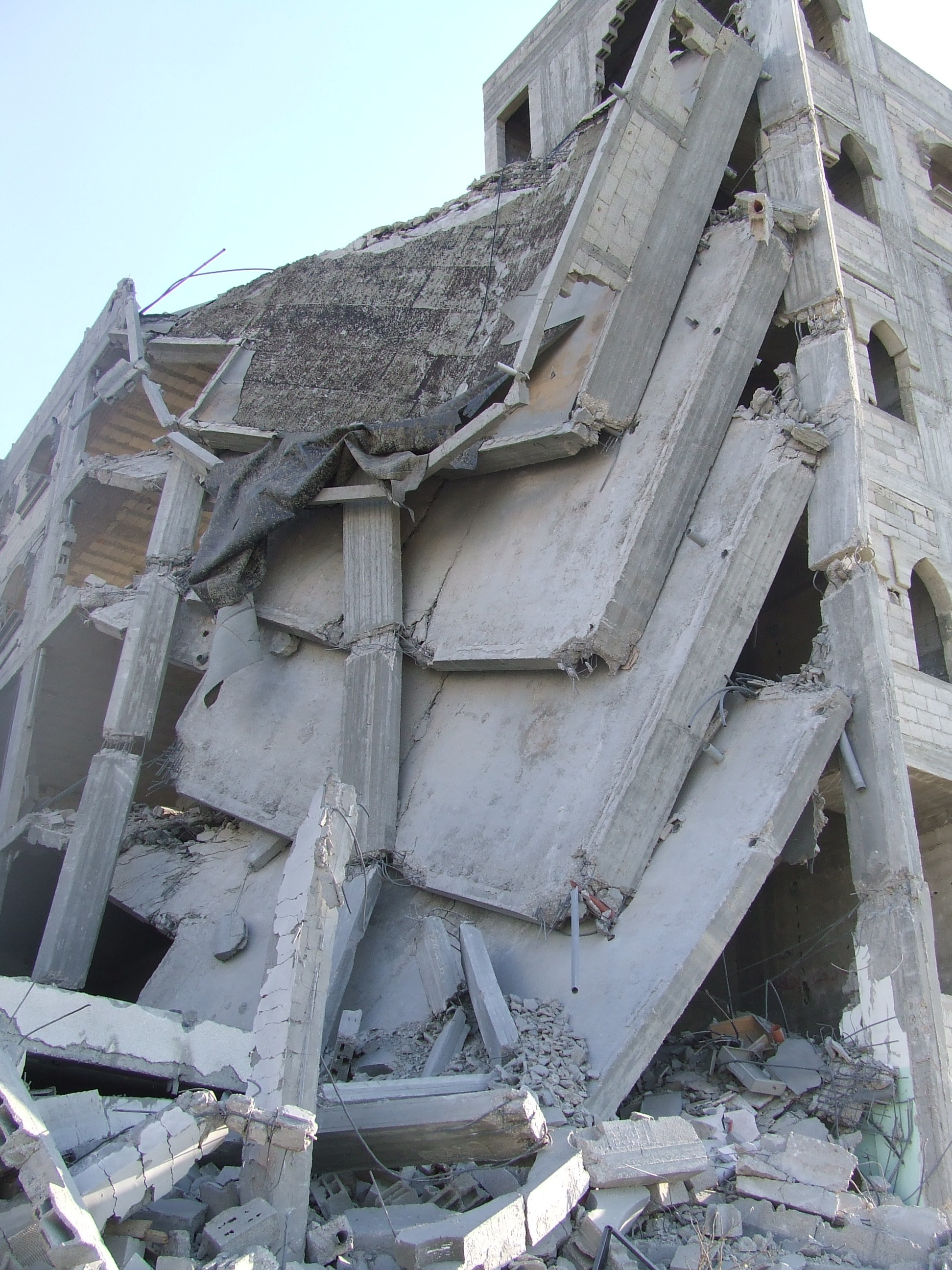
Refugio huérfanos de UNRWA en Rafah, 12-ene-2009

Para debilitar a Hamás, Israel y Egipto decretan un duro Bloqueo sobre la Franja Gaza, impidiendo todos los pasos y la exportación de la mayoría de los productos, incluyendo algunos básicos. Este duro bloqueo, junto con el recorte de apoyo económico internacional, creó una crisis humanitaria. Aproximadamente 1.500.000 palestinos de Gaza sobreviven de la ayuda humanitaria y del contrabando a través de una red de túneles en la frontera con Egipto.

Bajas en Gaza 2008-dic a 2009-ene

Tras seis meses de tregua entre Hamás e Israel, en respuesta a la continuidad del bloqueo y de la crisis humanitaria, Hamás rompió la tregua y comenzó a lanzar cohetes contra Israel.
El 27 de diciembre de 2008, Israel inició sus ataques con bombardeos aéreos y posterior entrada de tanques en Gaza. Los ataques se prolongaron durante 23 días. Los objetivos fueron prioritariamente la infraestructura de Hamás y sus túneles. Sin embargo también se vieron seriamente afectadas sedes de Naciones Unidas, hospitales, escuelas y barrios de vecinos. Según algunas opiniones de forma premeditada para obligar a los palestinos a abandonar la Franja de Gaza.  La ONU abrió una Comisión de Investigación sobre el conflicto de Gaza. En sus conclusiones acusó a Israel y Hamás por violación de los derechos humanos. A Israel, concretamente, de atacar deliberadamente a objetivos civiles. La desproporción de los daños en ambos bandos atrajo la atención internacional, nuevamente sobre el conflicto y la crisis humanitaria de Gaza, anterior y posterior al bloqueo. Al firmar el alto el fuego, el 18 de enero de 2009, las víctimas eran de más de 1300 palestinos y 13 israelíes.

#### Bloqueo de Egipto a Franja de Gaza
Es una contradicción el que Egipto, siendo país musulmán y antiguo enemigo de Israel, participe en el bloqueo a Gaza, con la misma dureza.  Desde las primeras aproximaciones de Anuar el Sadat a Estados Unidos, expulsando a los asesores militares soviéticos, y sus tratados de paz con Israel,  las relaciones con EE. UU. se han ido estrechando y por tanto también su relación con Israel. 
Todos los movimientos musulmanes extremistas ven esta aproximación como una traición. Por otra parte, Hamás tiene su origen en los Hermanos Musulmanes y se supone que mantiene relación con otros grupos islámicos extremistas sunitas o chiíes, como Hezbolá. Lo que crea una rivalidad directa entre Hamás y el gobierno egipcio, tanto en las relaciones que desea mantener Egipto con Israel y EE. UU., como en la influencia sobre Gaza.
También se debe tener en cuenta que Egipto mantiene importantes contratos armamentísticos con EE. UU., tanto de compra de material como de coproducción del mismo. Existen fábricas en Egipto que producen partes y ensamblan el carro de combate americano M1 Abrams. EE. UU. aporta 1,3 millones de dólares anuales a Egipto para la producción de estos carros.

### 2010 a 2021
Aunque se firmó el alto el fuego, el bloqueo por Egipto e Israel, continuó en la franja de Gaza. También continuaron los ataques terroristas, lanzamiento de cohetes y ataques de Israel sobre la Fanja de Gaza.

#### Zonas prohibidas dentro de la Franja de Gaza
En 2009, tras la guerra contra la Franja de Gaza, Israel había modificado las "Áreas de Acceso Restringido" que ya venían impuestas desde 2007. Lanzó panfletos a la población advirtiéndoles de su entrada en vigor. Las áreas de acceso restringido comenzaban a los 300 metros de la línea verde y a partir de las 3 o las 6 millas náuticas de la costa, dependiendo de las arbitrarias "razones de seguridad".
Según informe de la ONU El 85 de las aguas de pesca están afectadas por esta área. Los pescadores palestinos pueden acceder a menos de un tercio de las aguas marcadas en los Acuerdos de Oslo. El 95 % de los pescadores de Gaza dependen de la ayuda humanitaria internacional. La agricultura en 300 metros del vallado está prohibida y la presencia en varios cientos de metros es peligrosa. Entre 2007 y 2012, han muerto en esta área restringida 214 palestinos (127 civiles), heridos 825 (761 civiles). En ese periodo la fuerza naval israelí ha matado a 5 pescadores y herido a 25.
En mayo de 2010 hubo un intento, por un convoy de diversas organizaciones, llamado Flotilla de la libertad, de romper el bloqueo marítimo. Finalmente fue asaltado por las fuerzas israelíes, en aguas internacionales, causando varios muertos y la crítica internacional. Hubo una investigación encargada por el gobierno de Israel, Comisión Turkel, que determinó que el abordaje fue legal en todos sus aspectos.
En 2013 y posteriormente en 2017, Hamás aceptó la solución de los dos estados, con las fronteras anteriores a la guerra de los Seis Días (1967).

#### Guerra de Gaza 2014
En 2011 y 2012 continuó el lanzamiento de cohetes por parte de Hamás (Ataques terroristas contra Israel), así como las represalias de Israel (Operación Pilar Defensivo). 

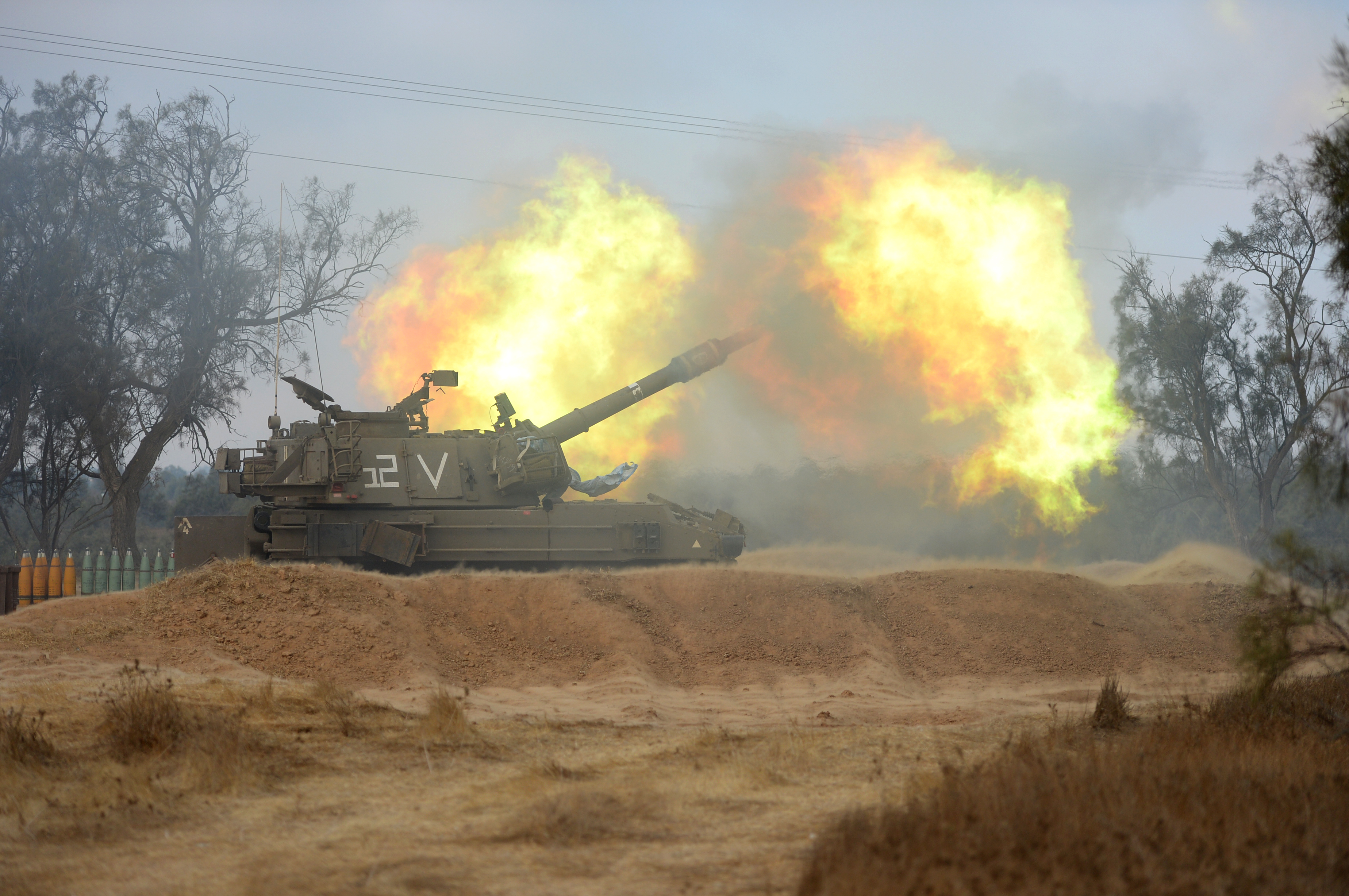
Artillería israelí en Gaza, 24-jul-2014

En 2014 Hamás asesinó a de tres adolescentes israelíes. Esto provocó que Israel interviniera de nuevo en Gaza (Operación Margen Protector), con bombardeos y ataques sobre la Franja de Gaza y posterior acción terrestre. UNRWA denunció dos veces la utilización de sus escuelas como almacén de cohetes. Israel bombardeó dos de las escuelas, causando al menos 30 fallecidos. entre ellos había empleados de la UNRWA, así como mujeres y niños. Paralelamente se produjo la tortura y asesinato de un adolescente palestino, por tres extremistas israelíes.

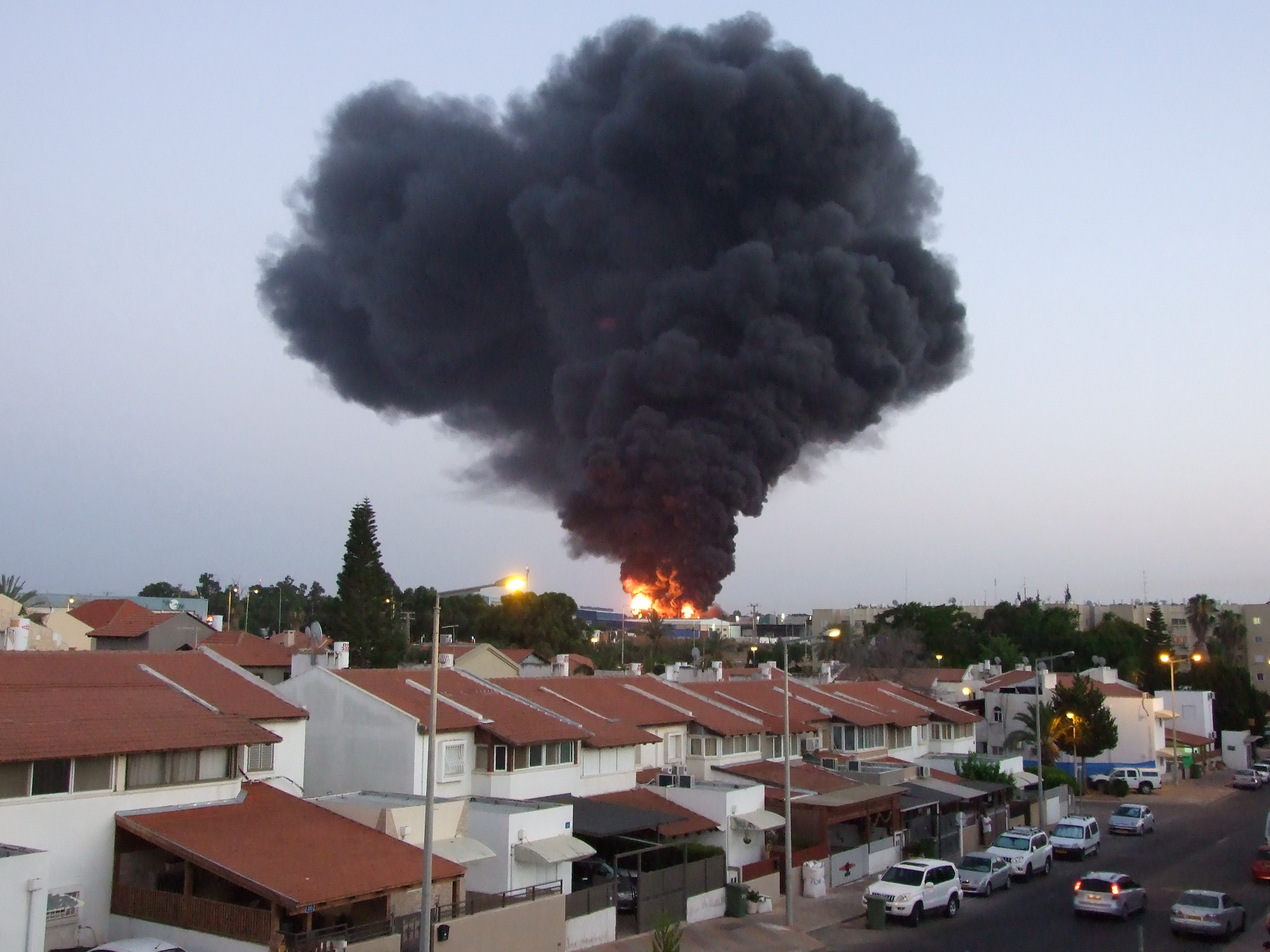
Impacto de un cohete de Hamás en una fábrica en Sderot, 28-jun-2014

EE. UU. renovó decididamente el apoyo que venía prestando a Israel. Del mismo modo también obtuvo apoyo de Reino Unido, además del despliegue de 100 soldados británicos.
El resultado de víctimas fue de 2.251 muertos palestinos (1.462 civiles, 551 niños y 299 mujeres). Las bajas israelíes ascendieron a 66 militares y 5 civiles.
También fueron dañadas 118 instalaciones de UNRWA, incluyendo 83 escuelas y 10 centros de salud. en total 12.600 casas fueron totalmente destruidas y casi 6500 seriamente dañadas. Unos 150.000 módulos de alojamiento quedaron inhabitables. El conflicto tenía una 500.000 personas desplazadas en su peor momento. Cuando se producen desplazados dentro de Gaza solo se pueden desplazar, para refugiarse, a otra zona dentro de la Franja. Por esta causa, últimamente ha recibido el apodo de "La mayor cárcel del mundo".

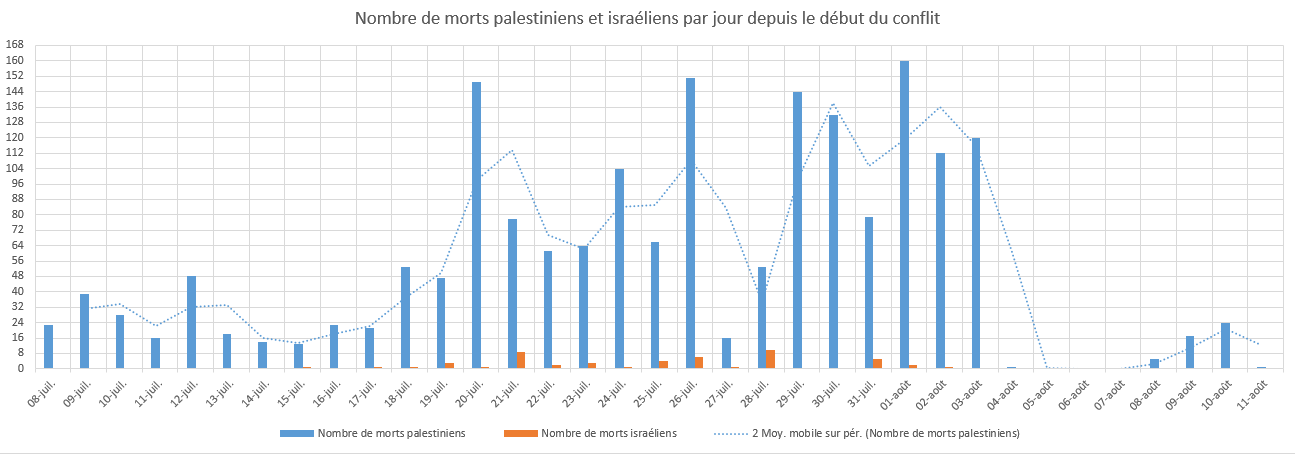
Bajas diarias israelíes y palestinas

Se debe tener en cuenta que la Franja de Gaza es una región de 50 x 11 km, con la mayor densidad de población del mundo. Cualquier instalación militar se mezcla con las civiles. Además de que ha quedado demostrado que Hamás utiliza instalaciones civiles para sus actividades y almacenes de armamento. 
La Corte Penal Internacional abrió, en 2021, una investigación por supuestos Crímenes de Guerra durante este conflicto.

#### Reconocimientos a Palestina
EL 23 de noviembre de 2011 fue aceptada como miembro de la UNESCO.
El 29 de noviembre de 2012 la ONU reconoce a Palestina como Estado Observador, no miembro.
El 17 de diciembre de 2014, los eurodiputados votaron por abrumadora mayoría a favor de reconocer "en principio" el Estado Palestino, pero no le dan todavía reconocimiento de Estado.
El 31 de diciembre de 2014, Palestina reconoció a la Corte Penal Internacional y firmó el Estatuto de Roma. Esto le habilitó para presentar ante la CPI denuncias por crímenes contra la humanidad.

#### Protestas fronterizas de Gaza de 2018-2019

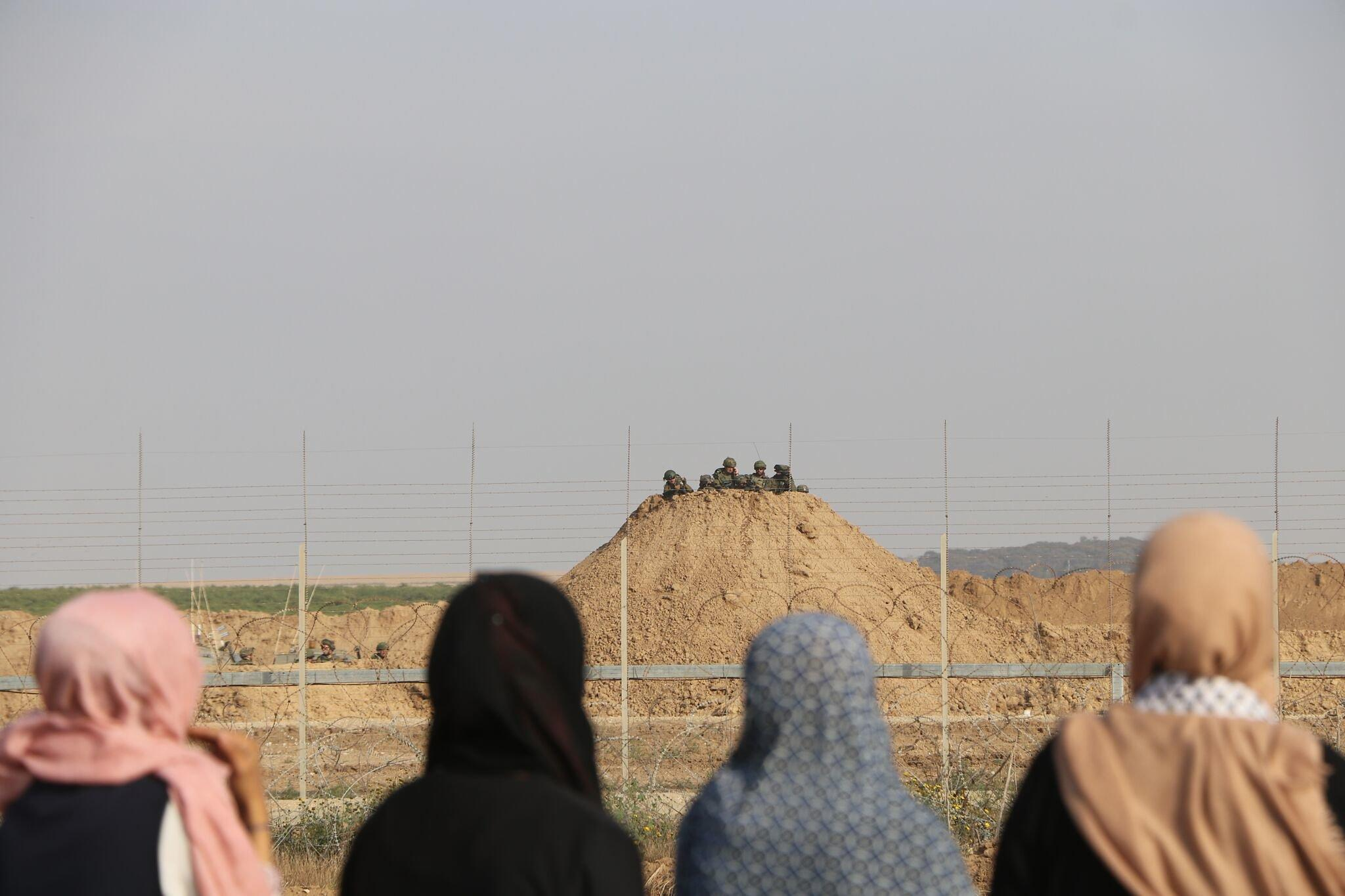
Manifestaciones Gaza, 2018

El 30 de marzo de 1976 se produjo la primera protesta para reclamar la devolución de la tierra palestina, que se saldó con la muerte de 7 israelíes de origen palestino. Desde entonces se viene produciendo de forma organizada y periódica el Día de la Tierra (Palestina), la misma protesta, con el nombre de La Gran Marcha del Retorno.
En 2018 se saldó, según la ONU, con 189 muertos y 6.100 heridos, entre ellos niños, periodistas y personal de salud.

#### La Paz de Trump
En 2020 el presidente Trump presentó un plan de paz para Palestina. El plan, elaborado exclusivamente por su equipo desde 2017, proponía un reconocimiento del Estado Palestino y un apoyo económico importante, pero a cambio, exige a los palestinos ser un estado sin fuerzas de seguridad, sin control de fronteras, renuncia al derecho de retorno de los refugiados, mantenimiento de los asentamientos en los territorios ocupados, desarme de Hamás y mantener a Jerusalén como capital unificada de Israel.

#### Conflicto Franja de Gaza - Israel 2021

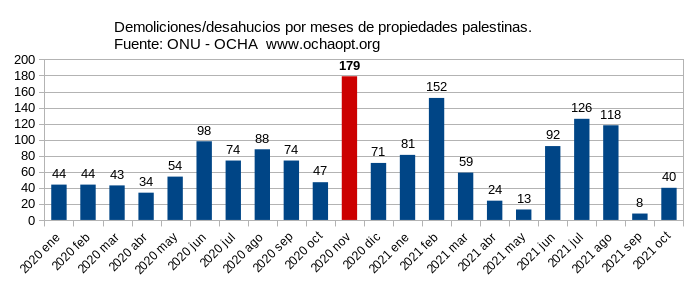
Demoliciones/desahucios de edificios palestinos por meses. Influencia fin periodo Trump. Fuente: OCHA

En 2020, continuaron los desahucios de hogares palestinos, que Israel aceleraría al fin de la administración de Trump. También se mantenía la "mano dura de Israel" en los controles de acceso a la Ciudad Vieja de Jerusalén, lo que se unió a las restricciones por la pandemia de COVID-19. Por esto ya hacía tiempo que se estaba elevando la tensión y protestas de los palestinos.

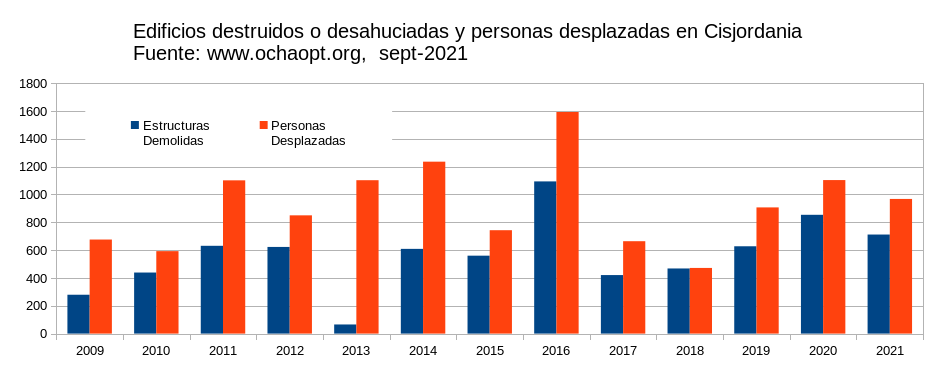
Desahucios y desplazados en Cisjordania por años. Fuente: OCHA

Los judíos celebraban como todos los años la toma de Jerusalén Antigua en la guerra de 1967, con marchas por los barrios palestinos. Coincidiendo en 2021 con el mes de Ramadán, cientos de ultraderechistas israelíes se dirigieron hacia la Ciudad Vieja de Jerusalén al grito de “¡muerte a los árabes!”. Esto desencadenó protestas, el 22 de abril, de más de un centenar de palestinos, que terminaron en enfrentamientos con la policía. El 10 de mayo hubo otro enfrentamiento en el que resultaron heridos 300 palestinos en la Mezquita de Al-Aqsa. Hamás comenzó a lanzar miles de cohetes desde la Franja de Gaza hacia Israel, a lo que Israel respondió con bombardeos sobre la franja de Gaza. Desde el sur del Líbano también se lanzaron 6 cohetes contra Israel, a lo que Israel respondió también con bombardeos. El resultado fue de 13 muertos y 333 heridos civiles en Israel. Por el lado árabe fue la muerte de 253 palestinos, 1 libanés, y 199 heridos.

#### Operación Inundación de Al-Aqsa y guerra de Israel-Gaza de 2023-25
El ataque sorpresa comenzó temprano en la mañana con una andanada de al menos 5000 cohetes contra Israel y con varias oleadas de incursiones hacia su territorio. Los milicianos palestinos traspasaron la barrera Gaza-Israel, atacaron y capturaron bases militares y masacraron a civiles en las comunidades israelíes vecinas, principalmente kibutzim, así como en un festival de música. Los milicianos también tomaron como rehenes tanto a soldados como a civiles, incluidos mujeres y niños, a los que trasladaron a la Franja de Gaza. 
- Siria (2023-2024)

Insurgencia en Cisjordania
Frente de Irak y Siria
}}
}}
| lugar = Franja de Gaza y sus alrededores, Israel, Cisjordania y Líbano 
| estado = En curso
| casus = Ataque sorpresa de Hamás contra Israel
En Siria:

## Resoluciones de la ONU
La Organización de las Naciones Unidas ha ido emitiendo a lo largo del tiempo una serie de pronunciamientos en torno al conflicto israelí-palestino, tanto por medio de su Asamblea General como de su Consejo de Seguridad.
Resoluciones de la Asamblea General de la ONU
Resolución 181
La resolución 181 de la Asamblea General de Naciones Unidas, votada el 29 de noviembre de 1947, recomienda la partición de Palestina en un Estado judío, un Estado árabe y una zona bajo régimen internacional particular.
Resolución 273
La resolución 273 de la Asamblea General de Naciones Unidas, admitió a Israel como estado miembro de la organización.
Resolución 67/19
La resolución 67/19 de la Asamblea General, aprobada el 29 de noviembre de 2012, acordó la admisión de Palestina como Estado observador no miembro de la Organización.
Resolución 10/L22
El 21 de diciembre de 2017, la Asamblea General de las Naciones Unidas aprobó la Resolución A/ES-10/L.22 que versa sobre las «medidas ilegales israelíes en la Jerusalén Oriental Ocupada y el resto del Territorio Palestino Ocupado» en la cual reitera que todas las decisiones y los actos que pretendan modificar el carácter, el estatuto o la composición demográfica de Jerusalén no tienen efecto jurídico alguno, son nulos y sin valor y deben revocarse en cumplimiento de las resoluciones pertinentes del Consejo de Seguridad. Asimismo, exhorta a todos los Estados a que se abstengan de establecer misiones diplomáticas en la Ciudad Santa de Jerusalén.
Resoluciones del Consejo de Seguridad de la ONU
Resolución 242
Adoptada por unanimidad en el Consejo de Seguridad el 22 de noviembre de 1967, seis meses después de la guerra de los seis días, la resolución “exige la instauración de una paz justa y perdurable en Oriente Medio”, que pasa por “la retirada del ejército israelí de territorios ocupados durante el reciente conflicto” y el “respeto y reconocimiento de la soberanía y la integridad territorial y la independencia política de cada Estado de la región, y su derecho a vivir en paz en el interior de fronteras reconocidas y seguras, al abrigo de amenazas y actos de fuerza”. Esta resolución ha permanecido como referencia en todas las negociaciones posteriores.
Resolución 338
Adoptada por el Consejo de Seguridad el 22 de octubre de 1973, durante la guerra del Yom Kippur, la resolución confirma la validez de la resolución 242 y recomienda el alto al fuego y el inicio de las negociaciones en vista de “instaurar una paz justa y duradera en el Oriente Medio”.
Resolución 446
Adoptada por el Consejo de Seguridad el 22 de marzo de 1979, esta resolución declara que la creación de asentamientos por parte de Israel en los territorios árabes ocupados desde 1967 no tiene validez legal y constituye un serio obstáculo para el logro de una paz completa, justa y duradera en el Oriente Medio. Además, exhorta a Israel para que, como potencia ocupante, respete escrupulosamente el Convenio de Ginebra relativo a la protección de personas civiles en tiempo de guerra, rescinda sus medidas anteriores y "desista de adoptar medida alguna que ocasione el cambio del estatuto jurídico y la naturaleza geográfica y que afecte apreciablemente la composición demográfica de los territorios árabes ocupados desde 1967, incluso Jerusalén, y, en particular, que no traslade partes de su propia población civil a los territorios árabes ocupados".
Resolución 478
Fue adoptada, con la única abstención de los Estados Unidos, por el Consejo de Seguridad el 20 de agosto de 1980, tras la aprobación de la Ley de Jerusalén por el Parlamento israelí el 30 de julio de 1980, que proclamó a la ciudad de Jerusalén, "entera y unificada", como capital de Israel. La resolución "censura en los términos más enérgicos" la Ley de Jerusalén y afirma que esta ley es una violación del derecho internacional y no afecta a la continua aplicabilidad en Jerusalén del Convenio de Ginebra relativo a la protección de personas civiles en tiempo de guerra. Además, determina que la Ley de Jerusalén y todas las demás medidas y actos legislativos y administrativos adoptados por Israel, la potencia ocupante, que han alterado o pretendan alterar el carácter y el estatuto de Jerusalén "son nulos y carentes de valor y deben dejarse sin efecto inmediatamente". La resolución "no reconoce" la Ley de Jerusalén y demás medidas de Israel y hace un llamamiento a todos los miembros de la ONU para que acaten esta decisión y para que retiren las representaciones diplomáticas que hayan establecido en Jerusalén. La resolución también afirma que la Ley de Jerusalén es un serio obstáculo para el logro de una paz completa, justa y duradera en el Oriente Medio.
Resolución 2334
La Resolución 2334 fue adoptada por el Consejo de Seguridad el 23 de diciembre de 2016, la cual se pronunció reafirmando «que el establecimiento de asentamientos por parte de Israel en el territorio palestino ocupado desde 1967, incluida Jerusalén Oriental, no tiene validez legal» y «expresando grave preocupación por el hecho de que la continuación de las actividades de asentamiento israelíes están poniendo en peligro la viabilidad de la solución biestatal basada en las fronteras de 1967».

## Proceso de paz
Desde 1970 se han mantenido conversaciones intermitentes y propuestas varias partes con la intención de resolver el Conflicto israelí-palestino.

### Acuerdos de Oslo

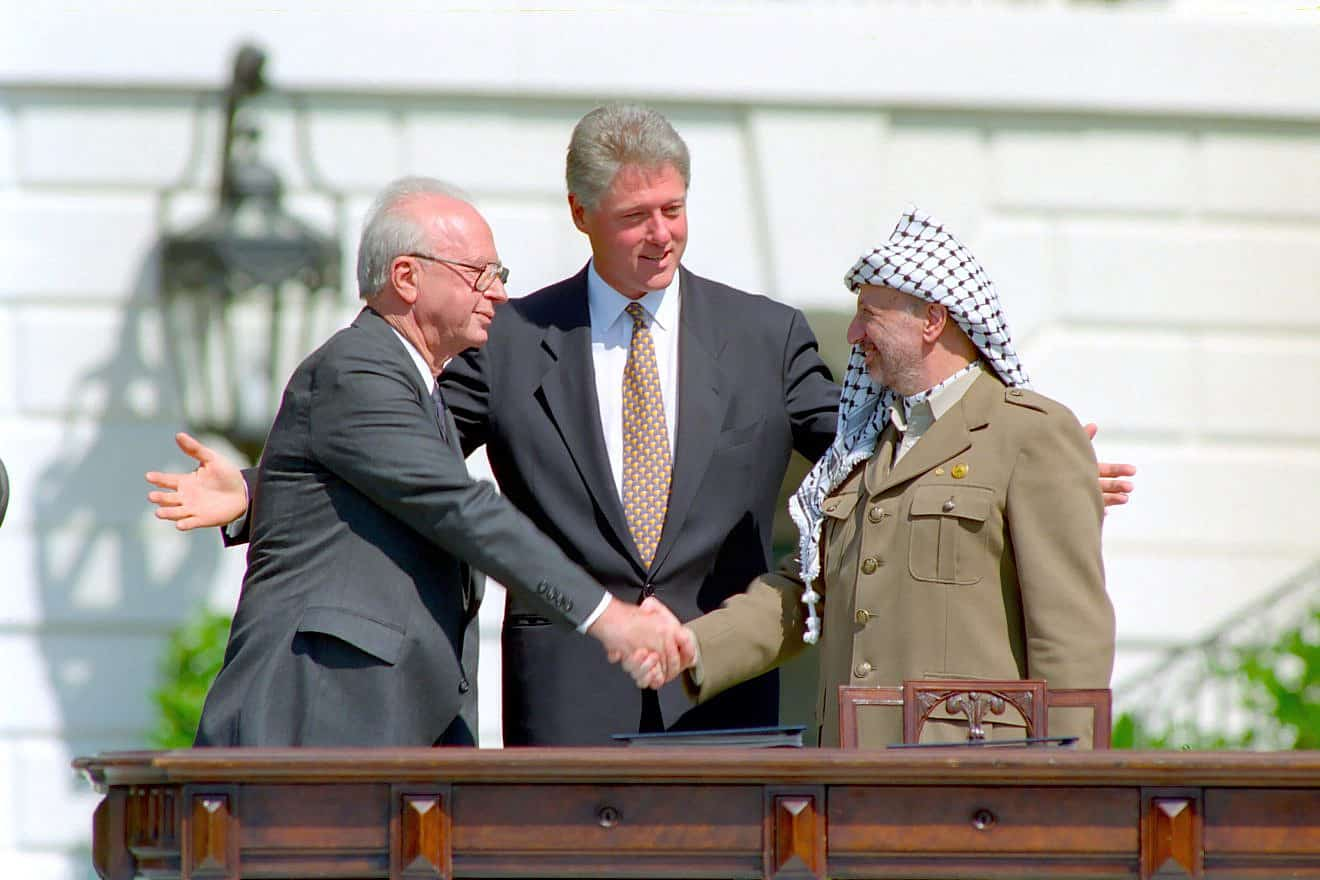
Yitzhak Rabin, Bill Clinton, y Yasser Arafat durante los Acuerdos de Oslo 13 de septiembre de 1993.

En 1993, los funcionarios israelíes dirigidos por Yitzhak Rabin y los líderes palestinos de la Organización para la Liberación de Palestina dirigida por Yasser Arafat se esforzó por encontrar una solución pacífica a través de lo que se conoce como el proceso de paz de Oslo. Un hito fundamental en este proceso fue la carta de Arafat que reconoce a Israel el derecho a existir. En 1993 los Acuerdos de Oslo concluyeron como marco para el futuro de las relaciones palestino-israelíes. El quid de estos acuerdos era que Israel gradualmente cediera el control de los territorios palestinos a los palestinos a cambio de paz. El proceso de Oslo era delicado y avanzó a tropezones. Tuvo un punto de inflexión con el asesinato de Yitzhak Rabin y fracasó finalmente cuando Arafat y Ehud Barak no llegaron a un acuerdo en Camp David en julio de 2000. Robert Malley, asistente especial del Presidente de los Estados Unidos para asuntos árabe-israelíes, ha confirmado que, si bien Barak no hizo ninguna oferta formal por escrito a Arafat, el principal defecto de los palestinos es que desde el comienzo de la cumbre de Camp David en adelante no pudieron ni decir que sí a las ideas de Estados Unidos, ni presentar una contrapropuesta propia específica y contundente.

### Cumbre de Camp David 2000
En julio de 2000, el presidente de EE. UU. Bill Clinton convocó a una cumbre de paz entre el líder palestino Yasser Arafat y el primer ministro israelí, Ehud Barak. Barak habría ofrecido al líder palestino aproximadamente el 95 % de Cisjordania y la Franja de Gaza, así como la soberanía palestina sobre Jerusalén Este, y que 69 de los asentamientos judíos (que comprenden el 85 % de los asentamientos judíos en Cisjordania) sería cedido a Israel. También propuso "control temporal israelí" de forma indefinida en un 10 % del territorio de Cisjordania en un área que incluye muchos de los asentamientos judíos. Según fuentes palestinas, el resto del área estaría bajo control palestino, aunque algunas zonas se rompería por las carreteras de circunvalación y puestos de control israelíes. Dependiendo de cómo se configuraran los caminos de seguridad, estas carreteras israelíes podrían impedir la libre circulación de los palestinos en todo su Estado. Se propuso además reducir la capacidad de absorción de los refugiados palestinos.
Arafat rechazó la oferta. El Presidente Clinton pidió informes para que Arafat hiciera una contraoferta, pero no propuso ninguna. El excanciller israelí Shlomo Ben Ami, que llevaba un diario de las negociaciones, dijo en una entrevista en 2001, cuando se le preguntó si los palestinos hicieron una contrapropuesta: 

«No. Y ese es el meollo de la cuestión y. Nunca, en las negociaciones entre nosotros y los palestinos, hubo una contrapropuesta palestina».

No se encontró ninguna solución sostenible que pudiera satisfacer tanto las demandas israelíes como las palestinas, incluso bajo una intensa presión de EE. UU. Clinton culpó a Arafat por el fracaso de la Cumbre de Camp David. En los meses siguientes a la cumbre, Clinton nombró al exsenador de EE. UU. George J. Mitchell, para dirigir un comité de investigación, que más tarde publicó como el Informe Mitchell, para restablecer el proceso de paz.

### Cumbre de Taba
El equipo negociador de Israel presentó un nuevo mapa en la Cumbre de Taba en Taba, Egipto, en enero de 2001. Se propuso eliminar el «control temporal israelí» en determinadas áreas, y la parte palestina lo aceptó como base para futuras negociaciones. Sin embargo, el primer ministro israelí, Ehud Barak, no llevó a cabo nuevas negociaciones en ese momento y las conversaciones terminaron sin acuerdo.

### Mapa de Ruta para la Paz
Una propuesta de paz presentada por el Cuarteto de la Unión Europea, Rusia, las Naciones Unidas y los Estados Unidos el 17 de septiembre de 2002, fue la Hoja de Ruta para la Paz. Este plan no ha intentado resolver las cuestiones difíciles, como el destino de Jerusalén o los asentamientos israelíes. Las deja a un lado para negociarlas en fases posteriores del proceso. La propuesta nunca llegó más allá de la primera fase, que aboga por un alto a la construcción de asentamientos israelíes y el cese de la violencia entre israelíes y palestinos. No se logró ninguno de estos dos objetivos iniciales.

### Iniciativa de Paz Árabe
La Iniciativa de Paz Árabe (en árabe: مبادرة السلام العربية) fue propuesta por primera vez por el príncipe heredero Abdullah de Arabia Saudita en la Cumbre de Beirut. Es una propuesta de solución al conflicto árabe-israelí en su conjunto, y el conflicto israelí-palestino en particular. La iniciativa fue publicada inicialmente el 28 de marzo de 2002, en la Cumbre de Beirut, y acordada de nuevo en 2007 en la Cumbre de Riad. A diferencia de la Hoja de Ruta para la Paz, se explica como una "solución final" de las fronteras basada explícitamente en las fronteras de las Naciones Unidas establecidas antes de 1967. Se ofrece normalizar plenamente las relaciones con Israel, a cambio de la retirada de sus fuerzas de todos los territorios ocupados, incluido el Golán, y reconocer un Estado palestino independiente con Jerusalén Oriental como su capital en Cisjordania y la Franja de Gaza, así como una "solución justa" para los refugiados palestinos.
Varios funcionarios israelíes han respondido a la iniciativa con apoyos y críticas. El gobierno israelí ha expresado sus reservas sobre la "línea roja", cuestiones como el problema de los refugiados palestinos, la seguridad y la naturaleza de Jerusalén. Sin embargo, la Liga Árabe sigue manteniendo la iniciativa como una posible solución, y se han celebrado reuniones entre la Liga Árabe e Israel.

## Evolución geográfica
| Propuesta 1916-1922 Tras la 1.ª Guerra Mundial, por las naciones a cargo de Palestina. Línea roja: Administración internacional propuesta en 1916 por acuerdo Sykes-Picot. Línea puntos: Propuesta por Organización Sionista 1919. Línea azul: Línea final del Mandato de Palestina 1923-48 | Propuesta 1937 Primera propuesta de partición, publicada en 1937 por la Comisión Peel. Se propone continúe mandato sobre lugares santos de Belén y Jerusalén. | Propuesta 1947 Naciones Unidas propone partición (Resolución 181). Contempla un estatus especial para Jerusalén y los cruces de áreas no contiguas. Verde Estado Palestina y blanco Estado Judío. | Estatu quo 1947 en azul población judía existente en Palestina en 1947, previo a la primera guerra árabe-israelí. Durante el Mandato británico de Palestina el pueblo judío poseía el 6% del área. |
| | | | |
| 1949-1967 Tras la guerra árabe-israelí de 1948-1949, Jordania se anexionó Cisjordania (verde claro) y Egipto se anexionó la Franja de Gaza (verde oscuro). | 1967-1994 Tras la guerra de los Seis Días, Israel ocupa Gaza, Cisjordania, Altos del Golán (Siria), península del Sinaí (Egipto) y Jerusalén Este.            | 1994-2005 Bajo los Acuerdos de Oslo, la Autoridad Nacional de Palestina, se crea para gobierno de las "islas palestinas" de Cisjordania y Gaza.                                                   | 2005-2021 Tras años de violencia constante, desde 2005, Hamás controla Gaza y la ANP Cisjordania. Continúan estableciéndose asentamientos judíos en Cisjordania.                                   |

## Evolución demogŕafica
Se muestra a continuación la evolución demográfica de las poblaciones israelí y palestina a lo largo de la historia:
| \| Año \| Judíos \| No judíos \| Total \| % Judíos \| \| ------- \| ------- \| --------- \| ------- \| -------- \| \| 1517 \| 5000 \| 295000 \| 300000 \| 1.7% \| \| 1533-39 \| 5000 \| 151000 \| 157000 \| 3.2% \| \| 1882 \| 24000 \| 276000 \| 300000 \| 8.0% \| \| 1914 \| 94000 \| 595000 \| 689000 \| 13.6% \| \| 1918 \| 60000 \| 600000 \| 660000 \| 9.1% \| \| 1922 \| 83794 \| 673388 \| 757182 \| 11.1% \| \| 1931 \| 174610 \| 861211 \| 1035821 \| 16.9% \| \| 1936 \| 384078 \| 982614 \| 1366692 \| 28.1% \| \| 1946 \| 543000 \| 1267037 \| 1810037 \| 30.0% \| \| 1947 \| 630000 \| 1324000 \| 1970000 \| 32.0% \| \| 1948 \| 716700 \| 156000 \| 872700 \| 82.1% \| \| 1950 \| 1203000 \| 167100 \| 1370100 \| 87.8% \| \| 1955 \| 1590500 \| 198600 \| 1789100 \| 88.9% \| \| 1960 \| 1911300 \| 239100 \| 2150400 \| 88.9% \| \| 1965 \| 2299100 \| 299300 \| 2598400 \| 88.5% \| \| 1970 \| 2582000 \| 440100 \| 3022100 \| 85.4% \| \| 1975 \| 2959400 \| 533800 \| 3493200 \| 84.7% \| \| 1980 \| 3282700 \| 639000 \| 3921700 \| 83.7% \| \| 1985 \| 3517200 \| 749000 \| 4266200 \| 82.4% \| \| 1990 \| 3946700 \| 875000 \| 4821700 \| 81.9% \| \| 1995 \| 4522300 \| 1090000 \| 5612300 \| 80.6% \| \| 2000 \| 4955400 \| 1413900 \| 6369300 \| 77.8% \| \| 2005 \| 5313800 \| 1676900 \| 6990700 \| 76.0% \| \| 2010 \| 5802900 \| 1892200 \| 7695100 \| 75.4% \| \| 2015 \| 6217400 \| 2078000 \| 8295400 \| 74.9% \| \| 2017 \| 6484000 \| 2196000 \| 8680000 \| 74.7% \| \| 2018 \| 6668000 \| 2304000 \| 8972000 \| 74.3% \| \| 2019 \| 6772000 \| 2364000 \| 9136000 \| 74.1% \| \| 2020 \| 6870000 \| 2421000 \| 9291000 \| 73.9% \| \| 2024 \| 7427000 \| 2653000 \| 9900000 \| 75.0% \| |         |           |         |          |
| Año | Judíos  | No judíos | Total   | % Judíos |
| 1517 | 5000    | 295000    | 300000  | 1.7%     |
| 1533-39 | 5000    | 151000    | 157000  | 3.2%     |
| 1882 | 24000   | 276000    | 300000  | 8.0%     |
| 1914 | 94000   | 595000    | 689000  | 13.6%    |
| 1918 | 60000   | 600000    | 660000  | 9.1%     |
| 1922 | 83794   | 673388    | 757182  | 11.1%    |
| 1931 | 174610  | 861211    | 1035821 | 16.9%    |
| 1936 | 384078  | 982614    | 1366692 | 28.1%    |
| 1946 | 543000  | 1267037   | 1810037 | 30.0%    |
| 1947 | 630000  | 1324000   | 1970000 | 32.0%    |
| 1948 | 716700  | 156000    | 872700  | 82.1%    |
| 1950 | 1203000 | 167100    | 1370100 | 87.8%    |
| 1955 | 1590500 | 198600    | 1789100 | 88.9%    |
| 1960 | 1911300 | 239100    | 2150400 | 88.9%    |
| 1965 | 2299100 | 299300    | 2598400 | 88.5%    |
| 1970 | 2582000 | 440100    | 3022100 | 85.4%    |
| 1975 | 2959400 | 533800    | 3493200 | 84.7%    |
| 1980 | 3282700 | 639000    | 3921700 | 83.7%    |
| 1985 | 3517200 | 749000    | 4266200 | 82.4%    |
| 1990 | 3946700 | 875000    | 4821700 | 81.9%    |
| 1995 | 4522300 | 1090000   | 5612300 | 80.6%    |
| 2000 | 4955400 | 1413900   | 6369300 | 77.8%    |
| 2005 | 5313800 | 1676900   | 6990700 | 76.0%    |
| 2010 | 5802900 | 1892200   | 7695100 | 75.4%    |
| 2015 | 6217400 | 2078000   | 8295400 | 74.9%    |
| 2017 | 6484000 | 2196000   | 8680000 | 74.7%    |
| 2018 | 6668000 | 2304000   | 8972000 | 74.3%    |
| 2019 | 6772000 | 2364000   | 9136000 | 74.1%    |
| 2020 | 6870000 | 2421000   | 9291000 | 73.9%    |
| 2024 | 7427000 | 2653000   | 9900000 | 75.0%    |

Número de refugiados
En 2021, la ONU reconoce a 5,6 millones de refugiados palestinos. Algo más de medio millón de ellos viven en campamentos en Siria, afectados por la guerra civil y en zonas sometidas a bloqueo militar.
| Refugiados palestinos (junio 2021) según UNRWA | Refugiados palestinos (junio 2021) según UNRWA | Refugiados palestinos (junio 2021) según UNRWA | Refugiados palestinos (junio 2021) según UNRWA | Refugiados palestinos (junio 2021) según UNRWA |
| Área                                           | Población                                      | Refugiados                                     | Campos                                         | % refug.                                       |
| ---------------------------------------------- | ---------------------------------------------- | ---------------------------------------------- | ---------------------------------------------- | ---------------------------------------------- |
| Gaza                                           | 2.048.000                                      | 1.388.455                                      | 8                                              | 68%                                            |
| Cisjordania                                    | 3.009.000                                      | 828.328                                        | 19                                             | 28%                                            |
| Líbano                                         | 6.000.000                                      | 469.555                                        | 12                                             | 8%                                             |
| Jordania                                       | 10.172.000                                     | 2.206.736                                      | 10                                             | 22%                                            |
| Siria                                          | 19.065.000                                     | 551.873                                        | 9                                              | 3%                                             |
| Total                                          | 40.294.000                                     | 5.444.947                                      | 58                                             | 14%                                            |

El Instituto Español de Estudios Estratégicos (IEEE) calcula que el número de refugiados alcanza 7 millones. Siendo la población israelí de unos 8 millones, de los que 1,5 millones son de origen palestino, el hecho de que Israel permitiese el retorno de los refugiados, tal y como lo exigió la ONU en su resolución 194, supondría un serio desafío al concepto de "Estado judío".
Número de colonos judíos
A comienzos de 2021, según datos del gobierno israelí, 475.481 colonos viven en asentamientos israelíes.
Según BBC y El País, en 2017, más de 600.000 israelíes viven en unos 140 asentamientos desde la ocupación de Israel de Cisjordania y Jerusalén Oriental.

## Posturas en el conflicto

### Palestinos
De forma mayoritaria, los palestinos creen que Israel no está realmente interesado en llegar a un acuerdo, sino más bien interesados en continuar y ampliar el control de todo el territorio desde el mar Mediterráneo al río Jordán, mediante creación de nuevos asentamientos de colonos judíos.
La OLP firmó los Acuedos de Oslo, con Israel, acordando la creación de un autogobierno sistema político palestino (ANP), transfiriendoles competencias de gobierno, excepto Asuntos Exteriores, Defensa Nacional y Fronteras.
Hamás, facción predominante en los territorios ocupados, principalmente en Gaza, no reconoce la legitimidad del estado de Israel, aunque en 2013 y 2017, sí aceptó la solución de los dos estados, con las fronteras anteriores a la guerra de los Seis Días (1967).

### Israel
La opinión general de los israelíes es que las intenciones de los palestinos es recuperar Palestina entera. Según grupos más o menos extremistas, opinan que los palestinos pretenden desde la eliminación del estado de Israel hasta las posibles distintas soluciones, existiendo grupos de Israelíes que defienden una coexistencia en paz entre ambos pueblos.

### España
Por su parte, las relaciones España-Palestina son cordiales. España votó en 2012 a favor de cambiar el estatus de Palestina de entidad observadora a estado observador no-miembro.
España mantiene (2021) acuerdos de cooperación en varios ámbitos para desarrollo de Palestina.

### ONU
Las resoluciones aprobadas por la ONU al respecto siempre se han dirigido y reafirmado hacia un reconocimiento mutuo de los dos estados, el retorno o compensación de los refugiados desplazados en las distintas guerras, la retirada del ejército de Israel de los territorios ocupados y la devolución de Jerusalén a su estatus de corpus separatum bajo administración internacional.
En 2012 admitió al Estado de Palestina como Estado Observador.
8 de junio de 2023, Las autoridades israelíes y palestinas violan los derechos de la sociedad civil: 
Las investigaciones de una Comisión solicitada por el Consejo de Derechos Humanos concluyen que las autoridades israelíes cometen la mayoría de las violaciones como parte del objetivo gubernamental de garantizar y consolidar su ocupación permanente a expensas de los derechos del pueblo palestino. ONU Noticias

### Unión Europea
En diciembre de 2014, los eurodiputados votaron por abrumadora mayoría a favor de reconocer "en principio" el Estado Palestino, pero todavía no le han dado reconocimiento de Estado.
Actualmente (2021) mantiene un acuerdo de comercio y cooperación con Palestina.

Países que reconocen a Palestina como estado

### Ammistía Internacional
Amnistía Internacional publica en su informe de 2020 "Israel siguió sometiendo a discriminación institucionalizada a la población palestina que vivía bajo su dominio en Israel y los Territorios Palestinos Ocupados (TPO)".

### Corte Penal Internacional
La Corte Penal Internacional ha abierto una investigación (3 de marzo de 2021) sobre la Situación en Palestina, por supuestos crímenes cometidos durante el Conflicto entre la Franja de Gaza e Israel de 2014, citando en su estudio preliminar "Existía una base razonable para creer que se han cometido Crímenes de Guerra en Cisjordania, incluyendo Jerusalén Este y la Franja de Gaza".

### Corte Internacional de Justicia
El gobierno de Israel construye, desde 2002, una barrera de separación en Cisjordania y en Jerusalén, para defensa de los ataques terroristas. La Corte Internacional de Justicia publicó en 2004 la resolución de una Opinión Consultiva, declarándolo contrario al derecho internacional, obligación de detener su construcción y restituir los daños.

## Opciones posibles de solución del conflicto
Tanto entre los ciudadanos israelíes como entre los palestinos existe cierta división en cuanto a las soluciones posibles. Los más importantes problemas a afrontar son las fronteras, la igualdad en el derecho al voto, el derecho de retorno de los refugiados palestinos, la soberanía sobre el territorio, el futuro de los asentamientos israelíes, los asuntos relacionados con la seguridad, y los problemas en el reparto de los escasos recursos hídricos.  

### Solución de dos Estados
La solución de dos Estados es apoyada por las Naciones Unidas, la Liga Árabe, la Unión Europea, Rusia y Estados Unidos, así como por otros muchos países e instituciones. Esta solución presenta bastantes dificultades debido a la considerable expansión de los asentamientos israelíes en territorio ocupado, en los que hay aproximadamente 600.000 colonos ya asentados en ellos. No obstante, desde el punto de vista de la mayoría de los analistas, es la más aceptable y la que tiene mayor viabilidad en el futuro. La ONU la considera como la única solución viable.
En el año 2016, según un estudio realizado por el Instituto de Democracia de Israel y el Centro Palestino para Investigación Política y de Encuestas, una mayoría de israelíes y palestinos preferían la solución de dos Estados como medio para resolver el conflicto. Por otra parte, una considerable mayoría de la población judía considera justa la exigencia palestina de la creación de un Estado independiente y cree que Israel puede aceptar el establecimiento de tal Estado. La mayoría de los palestinos e israelíes ven a Cisjordania y la Franja de Gaza como el lugar ideal del hipotético Estado palestino en una solución de dos Estados. Sin embargo, hay áreas importantes de desencuentro sobre la forma de un acuerdo final y también en cuanto al nivel de credibilidad que cada lado aprecia en el otro en la defensa de los compromisos básicos.

### Estado binacional o solución de un Estado
La solución de un Estado tiene a su vez diversas implicaciones dependiendo de quien defienda esta idea, pues el Estado resultante podría ser un Estado binacional con igualdad de derechos para israelíes y palestinos, un solo Estado de Israel con Palestina bajo su dominio (una especie de consolidación legal del statu quo actual), o un solo Estado de Palestina que implicaría la desaparición de Israel (conocida como la Palestina de 1948). 
El principal problema para la solución de un Estado binacional es el demográfico. Dado que el crecimiento demográfico palestino es superior al de la comunidad judía, si palestinos y judíos tuviesen igualdad de derechos, este Estado binacional pronto dejaría de tener una mayoría judía y, por lo tanto, perdería el ansiado carácter de "Estado judío" del que siempre se ha querido dotar Israel. Con el actual ritmo de crecimiento demográfico de ambas comunidades, intentar garantizar la naturaleza judía del Estado por ley acabaría suponiendo el gobierno de una minoría étnica sobre una mayoría de una etnia distinta (el denominado crimen del apartheid israelí), lo que crearía categorías distintas de ciudadanía que serían inaceptables desde el punto de vista del derecho internacional.  
Las consideraciones demográficas son, además, el principal motivo por el que Israel se ha negado desde el mismo momento de su independencia al retorno de los refugiados palestinos, ya supuestamente garantizado en la resolución 194 de la ONU de 1948. Este retorno de los refugiados palestinos en el exilio supondría la variación de la proporción de distintas comunidades en favor de los palestinos, lo que dificultaría aún más la naturaleza judía del Estado de Israel. Esto provocaría que la comunidad judía quedara en minoría, y a causa de la reciente historia, correrían el riesgo de ser discriminados.

La solución de un estado le presenta a Israel una disyuntiva existencial. Puede ser un Estado judío o un Estado democrático, pero no ambos.
 Philip J. Crowley, ex subsecretario de Estado de EE.UU.

Se debe tener en cuenta que al crecimiento de la población judía han contribuido a lo largo de su historia una serie de oleadas masivas de inmigrantes de todo el mundo, conocidas como aliyás. Tras el derrumbe de la Unión Soviética y la restauración de la libertad de movimiento, se produjeron las últimas oleadas masivas de emigrantes judíos a Palestina. En adelante, el crecimiento demográfico judío se estabilizó y volvió a la normalidad de cada comunidad.
Otra variación propuesta de la solución de un Estado sería el Estado Binacional o multinacional. En él, las dos comunidades tendrían un carácter independiente, política y legalmente, pero compartirían el mismo territorio. Esta solución probablemente crearía una mayor división entre las comunidades, que sería incompatible con la idea de ciudadanía común y sufragio universal, ya que cada comunidad solo podría elegir a sus propios líderes, lo que a largo plazo también erosionaría el concepto de Estado común. Esta solución también podría perjudicar seriamente a las minorías no musulmanas o judías.

#### Un solo Estado: Israel
Esta es la opción propuesta por los grupos más radicales de la extrema derecha en Israel, que plantean que la solución es un solo, gran y poderoso Estado judío de Israel. En cuanto a los palestinos, los partidarios de esta opción proponen su expulsión a países vecinos o su permanencia sin derechos. A su vez, continuaría la política de expansión de los asentamientos de colonos judíos en todo el territorio. Sin embargo, por motivos evidentes, esta opción es contraria al derecho internacional.

#### Un solo Estado: Palestina
De una manera análoga, los elementos más radicales de la sociedad palestina defienden la desaparición del Estado de Israel y la existencia de un solo Estado de Palestina en las fronteras anteriores a la resolución 181 de la Asamblea de las Naciones Unidas, que decretó la partición de Palestina en 1948. Los defensores de esta solución proponen la expulsión de los judíos a sus antiguos lugares de origen (pues consideran que son extranjeros llegados en oleadas ilegales de inmigración), su permanencia sin derechos, o incluso su permanencia con igualdad de derechos (dado que la mayor demografía palestina otorgaría una mayor peso político a esta comunidad). De hecho, decenas de países arabes o de fe musulmana no reconocen la existencia de Israel como Estado. 

### Tres estados
Esta opción separaría a la Franja de Gaza (actualmente controlada por Hamás) de Cisjordania (controlada por la Fatah), a lo que habría que añadir el propio Estado de Israel. Ha sido más aceptada desde 2007, cuando Hamás se hizo con el poder de la Franja de Gaza, creando de facto una división de la sociedad palestina. Sin embargo, esta opción iría en contra de todos los acuerdos y resoluciones tomados anteriormente y supondría un debilitamiento de la influencia palestina, lo que la hace completamente inaceptable para el pueblo palestino.

## Jerusalén
La frontera de Jerusalén es un tema particularmente delicado. Las tres principales religiones abrahámicas —el judaísmo, el cristianismo y el Islam— tienen a Jerusalén como un lugar importante para el establecimiento de sus relatos históricos religiosos.
En 1947 la ONU estableció en un Corpus separatum que debía estar bajo control internacional. Tras la guerra de 1948, quedó dividida en la ciudad antigua (Jerusalén Este) bajo control jordano y ciudad moderna (Jerusalén Oeste) bajo control israelí.
Desde 1967, tras la guerra de los Seis Días, Israel controla toda la ciudad. Los palestinos reclaman al menos las partes de la ciudad que no formaban parte de Israel antes de junio de 1967.
En 2005, había más de 719 000 personas judías viviendo en Jerusalén (en su mayoría viven en el oeste de Jerusalén) y 232.000 eran musulmanes (en su mayoría habitantes de Jerusalén oriental).
Actualmente, las altas instituciones de Israel, entre ellas el Gobierno, la Knesset y el Tribunal Supremo, tienen sus sedes en la "ciudad nueva" de Jerusalén occidental y las han tenido desde la fundación de Israel en 1948. Después de que Israel capturara Jerusalén Oriental a Jordania, que la controló hasta la guerra de los Seis Días, el estado judío asumió el control administrativo completo de Jerusalén oriental. En 1980 Israel promulgó una nueva ley conocida como Ley de Jerusalén que establece que "Jerusalén, completa y unida, es la capital de Israel", rechazada por la comunidad internacional en la resolución 478 del Consejo de Seguridad de la ONU.
En la Cumbre de Paz de Camp David (2000) y la Cumbre de Taba (2001), los Estados Unidos propusieron un plan en el que las partes árabes de Jerusalén se daría al propuesto Estado palestino, mientras que la parte judía de Jerusalén sería retenida por Israel. Todos los trabajos arqueológicos en el Monte del Templo serían controlados conjuntamente por los gobiernos israelí y palestino. Ambas partes aceptaron la propuesta, en principio, pero solo en las cumbres y no en última instancia.
Israel tiene serias preocupaciones sobre el bienestar de los santos lugares judíos bajo un posible control palestino. Cuando Jerusalén estaba bajo control jordano, los no judíos fueron autorizados a visitar el Muro Occidental y los otros lugares santos judíos, y el cementerio judío del Monte de los Olivos fue profanado. La Tumba de José (sagrada para judíos y musulmanes) fue saqueada en 2000 e incendiada en 2015 por turbas palestinas. Los organismos de seguridad israelí vigilan de manera rutinaria y detienen a los extremistas judíos que atacan la explanada de las mezquitas. Israel ha dado una autonomía casi completa a los musulmanes en el Monte del Templo.

## Planes e informes sobre Palestina
Conjunto de Planes e Informes sobre Palestina, realizados por las distintas potencias para entender e intentar resolver los problemas de revueltas árabe, circunstancias de campos de judíos refugiados y la viabilidad de asentamiento en Palestina.

### Estudio topográfico de Palestina
1920 a 1948
Artículo principal:  Estudio topográfico de Palestina
Pais: 1920 Reino Unido, 1948 "Estado Árabe", y Estado de Israel.
Motivo: Cartografía Palestina.

### Comisión Shaw
1929 agosto
País: Reino Unido
Motivo: Investigar las causas de los Disturbios palestinos en 1929.
Propuesta: Salvaguardar los derechos de las comunidades no judías, prevenir la repetición de excesiva inmigración judía de 1925 y 1926, comprobar la tendencia de expulsión de los campesinos (árabes), 
Resultado: “No cabe duda, en nuestra opinión, que la radical animosidad por parte de los árabes es consecuencia de su malestar por sus aspiraciones políticas y nacionales y del temor por su futuro económico, fue la causa fundamental del estallido del pasado agosto". Creación de la investigación Hope Simpson.

### Informe Hope Simpson
1930 octubre
País: Reino Unido
Motivo: Recomendado por la Comisión Shaw para Investigar la Inmigración, asentamientos y desarrollo, como causas de los Disturbios palestinos en 1929.
Resultado: Los temores árabes por la continua inmigración judía y adquisición de tierras y el desempleo de los árabes eran serios y tenían fundamento. 
Propuesta: Se debían tomar medidas para desalentar y detener la inmigración ilegal.

### Comisión Peel
1936 noviembre
Artículo principal: Comisión Peel
País: Reino Unido
Motivo: Investigar las causas de la revuelta árabe en el Mandato británico de Palestina.
Propuesta: 7 de julio de 1937 se emite un informe declarando inviable el mandato británico y recomendando la partición.
Resultado: Los árabes rechazaron la partición y el ceder tierras a los judíos. El gabinete británico aceptó la propuesta y designó a la Comisión Woodhead, para detallar el plan de partición.

### Comisión Woodhead
1938 febrero
Artículo principal:  Comisión Woodhead
País: Reino Unido
Motivo: Desarrollar en detalle los informes de la Comisión Peel para implementar la partición.
Propuesta: En noviembre de 1938 desarrollando la partición de Palestina propuesta por la comisión Peel.
Resultado: Fue rechazado por las dificultades financieras y administrativas que suponía. Se convocó la Conferencia de Londres de 1939 para que las partes trabajaran sobre un acuerdo.

### Informe Harrison
1945 julio
País: Estados Unidos tras un informe de la Agencia Judía, solicitando el traslado de 100.000 judíos a Palestina.
Motivo: Estudiar los campos de refugiados en Europa para averiguar condiciones y necesidades, en particular los refugiados judíos sin estado y sin posibilidad de repatriación.
Propuesta: En agosto de 1945. Culpa a EE. UU. de las terribles circunstancias de los campos de refugiados. Propone el traslado de 100.000 judíos de campos de concentración nazi a Palestina.
Resultado: Reino Unido lo rechaza y dice que EE. UU. también debe tener una cuota de refugiados. Fue la primera propuesta oficial de mover 100.000 refugiados judíos a Palestina.

### Informe Comité anglo-americano de investigación
1946 enero
Artículo principal: Comité anglo-americano de investigación
País: Reino Unido, Estados Unidos, a sugerencia del gobierno británico.
Motivo: Ambiente tenso y violencia desatada en Palestina por la masiva llegada de judíos europeos y oposición árabe. Los británicos ya habían revocado el libro blanco de 1939. Se quería llegar a una solución consensuada con EE. UU. acerca del tipo de gobierno.
Tenía como propósito examinar las condiciones políticas, económicas y sociales en el Mandato británico de Palestina y averiguar una posible forma de gobierno.
Propuesta: Hizo diez recomendaciones. Entre estas:
N.º 2: Autorizar entrada a Palestina de 100.000 judíos, supervivientes del Holocausto.
N.º 4: Debido a la enemistad entre judíos y árabes, recomendó que siguiera bajo mandato británico hasta que cesaran las hostilidades.
N.º 5: Liberación de las restricciones británicas sobre compra y transferencia de tierras.
Resultado: Emisión del informe Evaluación de Palestina, el 20-abr-1946 en Lausana.
EE. UU. condicionó su aprobación a la entrada de 100.000 judíos, cosa que Reino Unido rechazó, por lo que se rechazó todo el plan. El informe se usaría como base para el Plan Morrison-Grady.

### Plan Morrison-Grady
1946 abril
Artículo principal: Plan Morrison-Grady
País: Reino Unido, Estados Unidos
Motivo: Rechazo de las recomendaciones del Comité anglo-americano de investigación el 20-abr-1946.
Propuesta: Dividir Palestina en cuatro provincias, dos bajo control directo británico, uno árabe y uno judío, constituidos en una federación bajo control británico.
Resultado: Presentado en 31 de julio de 1946. Discutido en la conferencia de Londres 1046-47. Rechazado por Harry S. Truman. Rechazado por los árabes. Los judíos ni siguiera asistieron a su debate.

### Plan Bevin
1947 enero
Artículo principal: Plan Bevin
País: Reino Unido, propuesto por el ministro de Asuntos Exteriores Ernest Bevin en la conferencia Londres 27 de enero de 1947.
Motivo: Rechazo Plan Morrison-Grady, era un último intento de encontrar una solución al problema palestino.
Propuesta: Mismas provincias que plan Morrison-Grady pero por cinco años, tras los cuales Palestina obtendría la independencia. Entrada de 4000 judíos al mes durante dos años.
Resultado: Fue rechazado por todas las parte y elevado a Naciones Unidas

### UNSCOP (Comité Especial de las Naciones Unidas para Palestina)
1947 mayo
Artículo principal: UNSCOP
País: Naciones Unidas
Inicio: 15 de mayo de 1947
Motivo: Rechazo del plan Morrison-Gredy y Plan Bevi, Reino Unido apela a la ONU, para recomendar una solución.
Propuesta: El 3 de septiembre de 1947 se presenta informe recomendando la terminación del Mandato británico y Partición en dos estados independientes, con unidad económica.
Resultado: Aceptado por la comunidad judía y rechazado por la árabe. Se crea el Comité ad hoc en la Cuestión palestina, para detallar la partición.
El 29 de noviembre de 1947, la Asamblea General de Naciones Unidas adoptó la resolución 181, basándose en el plan de UNSCOP.

## Resumen cronológico del conflicto
- 1917: Declaración Balfour
- 1919: Informe King-Crane
- 1920: Pogromo de Jerusalén en 1920
- 1921: disturbios de Jaffa
- 1929: disturbios en Jerusalén, Jaffa, Hebrón
- 1936-1939: rebelión árabe en Palestina
- 1947: Plan de partición para Palestina de la ONU, en un estado judío y un Estado árabe
- 1947-1948: Guerra Civil en el Mandato de Palestina
- 1948: guerra árabe-israelí, éxodo palestino y el establecimiento del estado de Israel
- 1948-1952: Problema de refugiados palestinos y éxodo judío de tierras árabes
- 1956: Crisis de Suez.
- 1964-1967: Guerra del Agua
- 1967: Guerra de los Seis Días - Israel ocupa Cisjordania, Gaza, Sinaí y Altos del Golán.
- 1968-1970: Guerra de Desgaste
- 1970: Septiembre Negro - la expulsión de la OLP de Jordania al Líbano
- 1972: Masacre de Múnich - Asesinado de 11 atletas israelíes.
- 1973: Guerra de Yom Kipur - Países árabes atacan a Israel.
- 1978: Operación Litani - Israel expulsa a la OLP hacia el norte del río Litani
- 1982: Primera guerra del Líbano - Israel ataca a Líbano para expulsar a la OLP
- 1987: Primera Intifada - levantamiento palestino contra Israel en los territorios palestinos
- 2000: Segunda Intifada - Revuelta palestinos comienza en Jerusalén.
- 2002:
  - 29 de marzo - 3 de mayo de 2002: Operación Escudo Defensivo
  - 22 de junio de 2002: Operación Camino Firme
- 2004:
  - Mayo de 2004: Operación Arcoíris
  - septiembre y octubre de 2004: Operación Días de Penitencia

- 2005: Retirada de Israel de Franja de Gaza y entrada de Hamás
- 2006: Op. Lluvia de Verano. Incursión de Israel en Gaza para rescatar a soldado secueatrado.
- 2007: Batalla de Gaza de 2007. Hamás expulsa a Al-Fatah de Gaza.
- 2008-2009:Conflicto de la Franja de Gaza de 2008-2009
- 2011: Atentados terroristas en el sur de Israel de 2011
- 2012:
  - 14-21 de noviembre de 2012: Operación Pilar Defensivo
  - 29 de noviembre de 2012: Reconocimiento por parte de la ONU de Palestina como Estado observador no miembro
- 2014: Conflicto entre la Franja de Gaza e Israel de 2014
- 2018 Protestas fronterizas de Gaza de 2018-2019

- 2021: Conflicto israelí-palestino de 2021
- 2023: Conflicto israelí-palestino de 2023